# Adolf Hoffmeister
Adolf Hoffmeister (15. srpna 1902 Praha – 24. července 1973 Říčky) byl český spisovatel, publicista, dramatik, malíř, kreslíř, scénograf, karikaturista, překladatel, diplomat, právník, vysokoškolský profesor a cestovatel. Byl zakládajícím členem Devětsilu, předsedou Svazu československých výtvarných umělců (1964–1967, 1967–1968), členem AICA, zastupoval Československo v UNESCO, PEN klubu a dalších mezinárodních organizacích. Hoffmeisterovu kariéru ukončila invaze vojsk Varšavského paktu do Československa v srpnu 1968 a následná okupace.

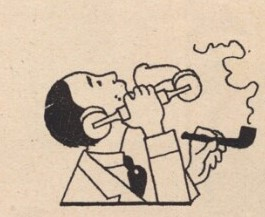
V. H. Brunner: Adolf Hoffmeister v redakci Pestrého týdne, 1927

## Životopis

### Mládí, studia
Narodil se v rodině pražského advokáta JUDr. Adolfa Hoffmeistera (1870–1936) a jeho manželky Marie, rozené Schnöblingové (1881–1967). Vyrůstal v kultivovaném intelektuálním prostředí – jeho strýci byli hudební skladatel a pedagog Karel Hoffmeister a klasický filolog Ferdinand Hoffmeister. Od roku 1914 bydlela rodina Hoffmeisterových v kubistickém domě Diamant na rohu Spálené ulice č. 4, který nechal vystavět JUDr. Adolf Hoffmeister.
V letech 1912–1921 studoval na reálném gymnáziu v Křemencově ulici v Praze, kde se sešla většina budoucích členů avantgardní skupiny Devětsil. Při založení Devětsilu 5. října 1920 se Adolf Hoffmeister stal jeho nejmladším členem a zároveň jednatelem. Roku 1919 se seznámil s bratry Čapky a s S. K. Neumannem. Po maturitě pokračoval v studiu na právnické fakultě Univerzity Karlovy v Praze, kterou dokončil v roce 1925 získáním doktorátu (JUDr). V letním semestru 1924 studoval na Cambridge University egyptologii. Nastoupil jako advokátní koncipient do právnické kanceláře svého otce, v letech 1930–1939 se stal jedním ze tří společníků. Po nástupu Hitlera k moci tato právní kancelář zastupovala řadu německých exulantů, mj. Thomase Manna.
Od roku 1917 psal básně, které zprvu publikoval časopisecky pod různými pseudonymy, věnoval se kresbě a linorytu. Roku 1922 vydal první knihu básní a próz, zúčastnil se sedmnácti pracemi na jarní výstavě Devětsilu a v témže roce podnikl cestu do Paříže. Seznámil se s Man Rayem a Ossipem Zadkinem. Stal se členem Nové skupiny, která se odštěpila z Devětsilu, a roku 1923 s ní vystavoval v síni Mánes. Členové Nové skupiny byli přijati do SVU Mánes, ale Hoffmeister v té době přestal malovat a o přijetí nepožádal. V následujícím období se věnoval karikaturám, které zasílal do Lidových novin.
Od podzimu 1925 se stal kmenovým spolupracovníkem nakladatelství Aventinum a přispíval karikaturami, ilustracemi, články o umělcích a rozhovory s významnými zahraničními autory do Rozprav Aventina.

### 1926–1930
Po ukončení studia práv cestoval pravidelně do zahraničí a působil jako dopisovatel mnoha časopisů. Kromě informací o kulturním dění zasílal také vlastní kresebné portréty osobností, se kterými se osobně seznámil (G.B. Shaw, G.K. Chesterton, Londýn 1926). Roku 1926 vydal román Obratník Kozoroha a sbírku básní Abeceda lásky. Jako redaktor revue Pestrý týden se sblížil s šéfredaktorkou revue Stašou Jílovskou.
V letech 1926–1930 byl ženat s prozaičkou a výtvarnou teoretičkou Marií Prušákovou (1903–2004) – později znovu provdaná Honzíková, manželka architekta Karla Honzíka.
Roku 1927 měl první samostatnou výstavu ve výstavní síni Odeonu. V dubnu 1927 u něj během pobytu v Praze bydlel básník Vladimir Majakovskij. V divadle Dada Jiřího Frejky představil E.F. Burian program Voice-band se sborovou recitací veršů několika básníků, včetně A. Hoffmeistera. Spolu s Nezvalem provázel po Praze francouzského básníka Philippe Soupaulta a vydavatele Léona Pierre-Quinta. Miroslava Holzbachová provedla v Umělecké besedě Hoffmeisterův balet Park na hudbu Jaroslava Ježka a v Osvobozeném divadle měla premiéru jeho veselohra Nevěsta v režii Jindřicha Honzla. Fotografem představení byl Jaroslav Rössler. Začala trvalá spolupráce Hoffmeistera s Voskovcem, Werichem a Ježkem, pro které připravoval programy a plakáty a kreslil četné karikatury. SVU Mánes uspořádal velkou výstavu Hoffmeisterových kresebných portrétů a přijal ho jako řádného člena, nakladatelství Aventinum, pro které připravil reklamní kampaň k otevření prodejní galerie Aventinská mansarda, vydalo jeho knihu fejetonů ilustrovanou kresbami. Ilustroval také knihy G.K. Chestertona pro nakladatelství L. Kuncíř.
V letech 1928–1930 pracoval jako redaktor v Lidových novinách a v letech 1930–1932 v Literárních novinách. Pro časopis Kmen, který řídil Julius Fučík, ilustroval vlastní satirickou stránku Pestrý týden. Jako tvůrce obálek a ilustrátor spolupracoval s nakladatelstvími L. Kuncíř, V. Petr, A. Srdce, Odeon J. Fromka, Kvasnička a Hampl, Aventinum. Domluvil s Jamesem Joycem české vydání jeho díla Odysseus (nakl. V. Petr, 1930).
Roku 1928 měl první samostatnou výstavu v Paříži (Visages par Adolf Hoffmeister) v Galerie d'Art Contemporain a reprízu této výstavy v Galerie l'Epoque v Bruselu. Úspěšná výstava mu otevřela možnost spolupráce se zahraničním tiskem, zejména s listem L'Intransigeant. Stal se členem výboru PEN klubu v Praze.
Od roku 1929 byl členem pokrokové organizace českých intelektuálů Levá fronta. Vystavoval 149 portrétů v Aventinské mansardě (katalog s úvodem Karla Teige, zahájení V+W) a pro Rozpravy připravil cyklus České podoby, který byl otištěn na první straně. Zúčastnil se výstavy karikatur v Louisville v USA. Ilustroval Gulliverovy cesty, kalendář Elišky Junkové Auto-kompas a vlastní Kalendář vydaný Aventinem (1930). Tvořil obálky pro nakl. J. Otto, F. Topič, Družstevní práce, Melantrich a hru Líčení se odročuje (V+W). Byl jedním z členů SVU Mánes, kteří vystoupili ze spolku na protest proti konzervativním trendům (tzv. Secese z Mánesa) a zúčastnil se společné výstavy secesionistů v roce 1930. Zahajoval výstavu Josefa Šímy v Aventinské mansardě.
Roku 1930 ho nakladatel Otakar Štorch-Marien vyslal na cesty po Evropě, aby udělal rozhovory s významnými osobnostmi evropské kultury a ilustroval je svými karikaturami. Hoffmeister se setkal s Tzarou, Joycem, Le Corbusierem, Gidem, Valérym, Groszem. Kniha rozhovorů Piš jak slyšíš vyšla roku 1931. Po návratu do Prahy složil advokátní zkoušky a stal se společníkem advokátní kanceláře Hoffmeister st., Tonder, Hoffmeister ml.

### 1931–1939
V roce 1931 se vrátili umělci tzv. Secese z Mánesa zpět do SVU Mánes když jim byla nabídnuta plná umělecká svoboda. Hoffmeister se přechodně vrátil k malbě a vystavil dva obrazy na podzimní 162. členské výstavě SVU Mánes. V létě cestoval s Bedřichem Feuersteinem do Sovětského svazu a setkal se s Lunčarským, Tatlinem, Tairovem, E. Piscatorem, H. Meyerem a na zpáteční cestě v Leningradu s G.B. Shawem a A. Huxleyem. Zážitky vydal v knize Povrch pětiletky. Navrhl výpravu ke hře V. Dyka Zapomnětlivý v Národním divadle.
V nové hře Osvobozeného divadla Cézar (1932) byla na scéně i v tištěné podobě užita Hoffmeisterova karikovaná mapa Evropy. Ve Stavovském divadle byla uvedena jeho kritická komedie Zpívající Benátky (knižně Melantrich, 1946). Hoffmeisterem přebásněná hra Carla Goldoniho Kavárnička byla úspěšně uvedena v Národním divadle a poté v divadlech po celé republice. Zúčastnil se výstavy surrealistického umění v Mánesu (Poezie 1932), navštívil Egypt a Palestinu.
Roku 1933 vystavoval spolu A. Pelcem 106 karikatur v Českých Budějovicích (SJV) a byl zvolen do výboru SVU Mánes. Spolu s Nezvalem navštívil v Paříži Jamese Joyce a přivezl mu svůj český překlad Anna Livia Plurabella. Angažoval se ve výměně redakční rady a zajištění financování časopisu Volné směry a jako právník při tvorbě nových stanov SVU Mánes. Autorsky se podílel na hře Osvobozeného divadla Svět za mřížemi.
Roku 1934 připravil v Mánesu mezinárodní výstavu karikatur a humoru, které se sám zúčastnil. Vystavená protifašistická díla Johna Heartfielda, který žil v Praze jako německý exulant, vyvolala nevoli německého velvyslance Waltra Kocha, který požadoval jejich odstranění. Budovu napadli pravicoví studenti a SVU se nakonec podvolil nátlaku policie, ale výstavu díky diplomatickému skandálu navštívilo 60 000 lidí. V srpnu jako člen delegace na 1. sjezdu sovětských spisovatelů Hoffmeister zachytil podoby Gorkého, Pasternaka, Babela, Bucharina, Bědného a Radka, které pak zveřejnily časopisy Ogoňok, Svět práce, Doba, byly vystaveny na členské výstavě v Mánesu a vydány jako album Podoby. Koncem roku navštívil Španělsko, kde se schylovalo k občanské válce.
Roku 1935 vystavoval karikatury s SVU Mánes v Ostravě, Bratislavě (Slovenská UB) a Košicích a s A. Pelcem v Benešově. Stal se členem protifašistického Klubu českoněmeckých divadelních pracovníků, kde se seznámil s okruhem pražských Němců a skladatelem Hansem Krásou, pro kterého později napsal libreto dětské opery Brundibár (1938). D 35 v režii E.F. Buriana uvedlo jeho komedii Mládí ve hře s hudbou Hanse Krásy a ještě téhož roku ji uvedlo v německém překladu (Anna sagt nein) pražské divadlo Kleine Bühne. V březnovém čísle Teigeho časopisu Doba otiskl kritický článek Socialistický realismus o potřebě tvůrčí svobody a poměry v SSSR kritizoval i v sérii článků ve Volných směrech (1935–1936). V Praze doprovázel André Bretona a Paula Éluarda. Pro scénu představení Osvobozeného divadla Rub a líc vytvořil aktualizovanou mapu Evropy.
Po smrti svého otce se stal roku 1936 šéfem advokátní kanceláře Hoffmeister, Tonder, Pacák. Divadlo D 36 uvádělo Matiné karikatur – promítání karikatur Hoffmeistera, Bidla, Pelce a Heartfielda, doprovázené jevištními výstupy. Na podzim cestoval s architektem Fragnerem po USA a kresby s texty vydal v knize Americké houpačky. Stal se členem Výboru pro pomoc demokratickému Španělsku.
V roce 1937 se zúčastnil jubilejní výstavy SVU Mánes k 50. výročí založení a přednášel o umění na akci SVU a na Výstavě československé avantgardy v Domě uměleckého průmyslu v Praze (Národní 38). Spolu s A. Pelcem vystavil karikatury na výstavě v Domě umění v Ostravě. Fašisté ve vedení spolku DU usilovali neúspěšně o odstranění kreseb Hitlera a Mussoliniho a skandál měl velký ohlas v tisku. Vedl zájezd SVU Mánes do SSSR. Sovětská cenzura vyloučila z výstavy československého výtvarného umění v Moskvě díla mnoha výtvarníků, včetně Hoffmeistera. Další cenzurní zásahy postihly i výstavu Dnešní Mánes v Praze a Emil Filla navrhl aby členové SVU Mánes vytvořili zvláštní díla pro výstavu Umělci žalují.
Na Světové výstavě v Paříži získal Adolf Hoffmeister zlatou medaili.
V lednu 1938 se článkem v Tvorbě nazvaným NE! vymezil proti dřívějšímu útoku S. K. Neumanna a hájil právo umělce na svobodu nepodřízenou diktátu socialistického realismu. Zúčastnil se členské výstavy SVU Mánes Černo-bílá. Obec spisovatelů ho vyslala na protifašistická shromáždění spisovatelů v Paříži a Londýně, aby hájil československé zájmy proti plánům W. Runcimana na připojení Sudet k Třetí říši. Po celý rok se angažoval v protifašistických aktivitách – v Paříži měl výstavu protifašistických karikatur v Maison de la Culture, kterou uvedl Louis Aragon, navrhl finanční sbírku mezi členy SVU Mánes. Účastnil se kongresu PEN klubu v Praze a aktivit Obce československých spisovatelů.
Počátkem roku 1939 byly jeho karikatury vystaveny v Topičově salonu na posmrtné výstavě Karla Čapka a na výstavě podobizen členů SVU Mánes.

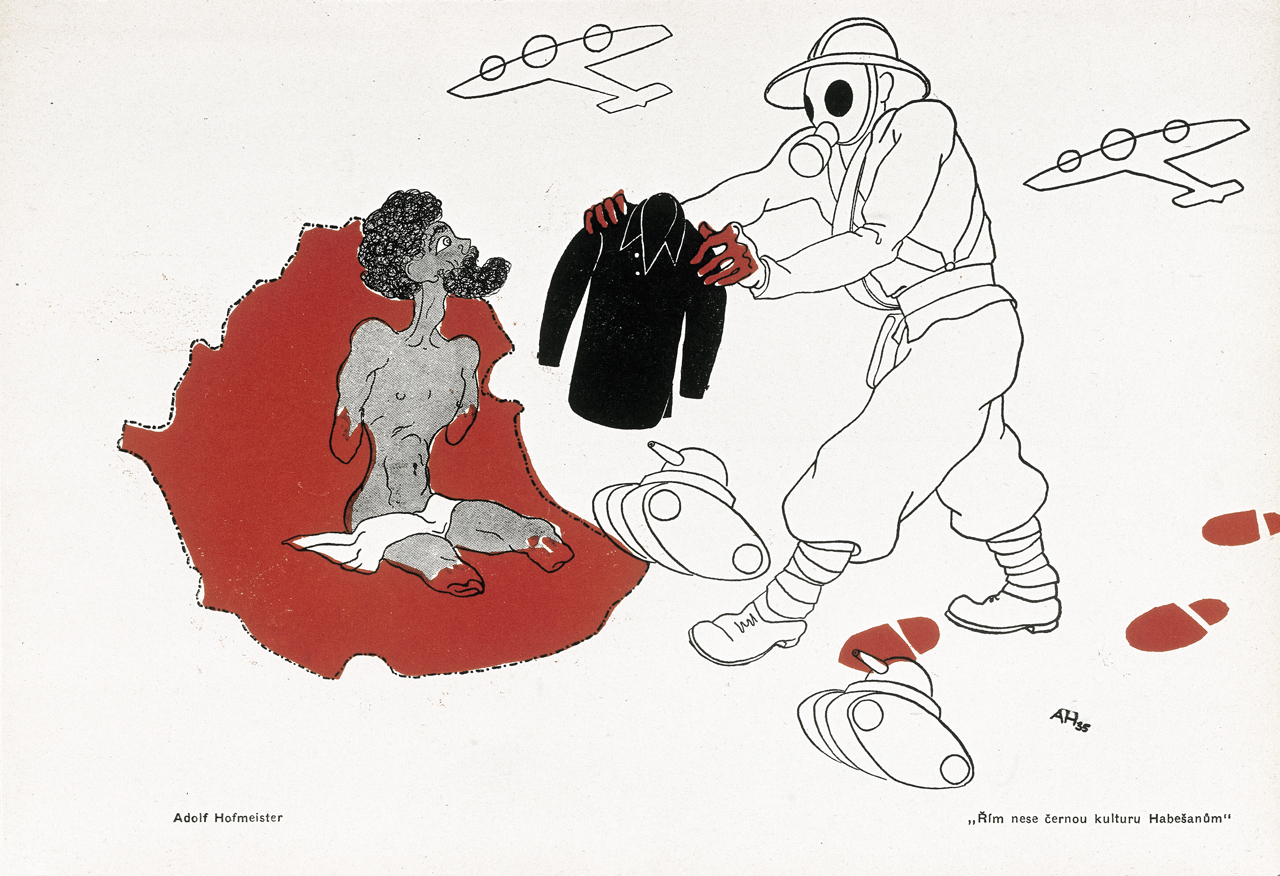
Adolf Hoffmeister, Řím nese černou kulturu Habešanům, 1936
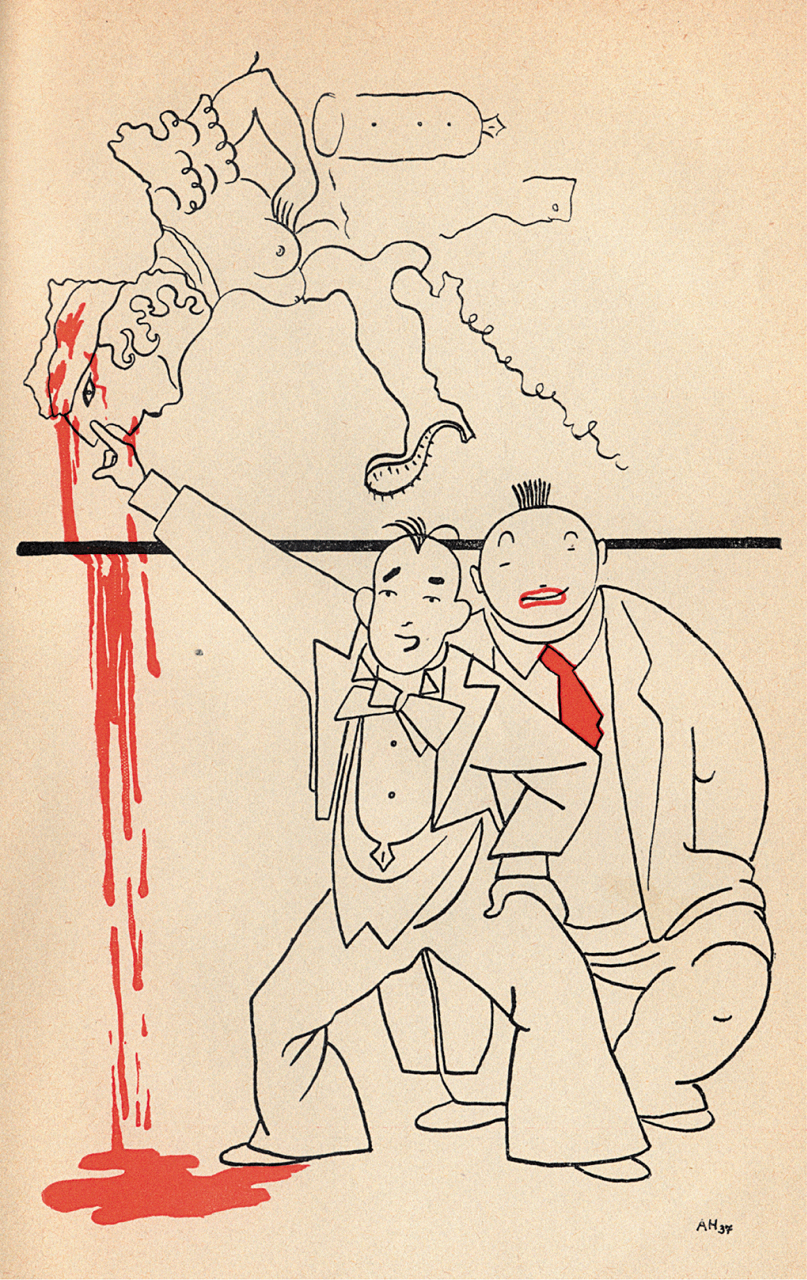
Adolf Hoffmeister, Španělskou zemi mám tak rád, 1936
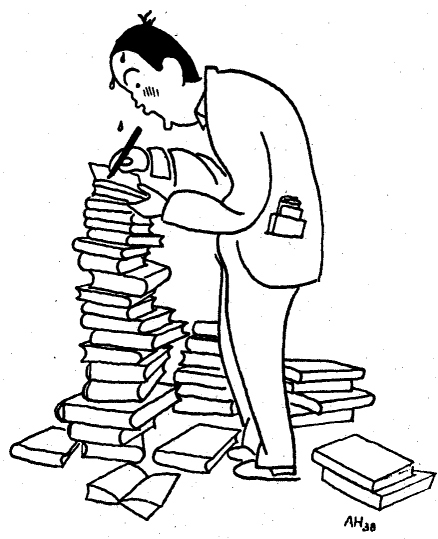
Adolf Hoffmeister, Karel Čapek, 1938
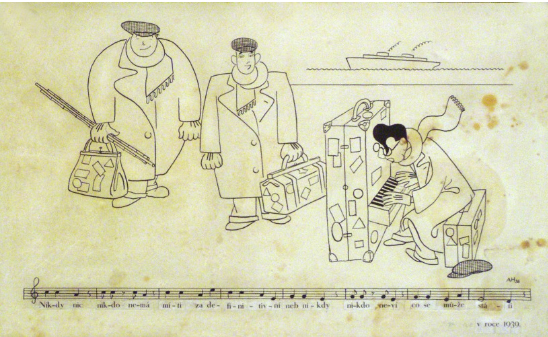
Novoročenka pro Voskovce, Wericha a Ježka na rok 1939, (1938)

### Emigrace

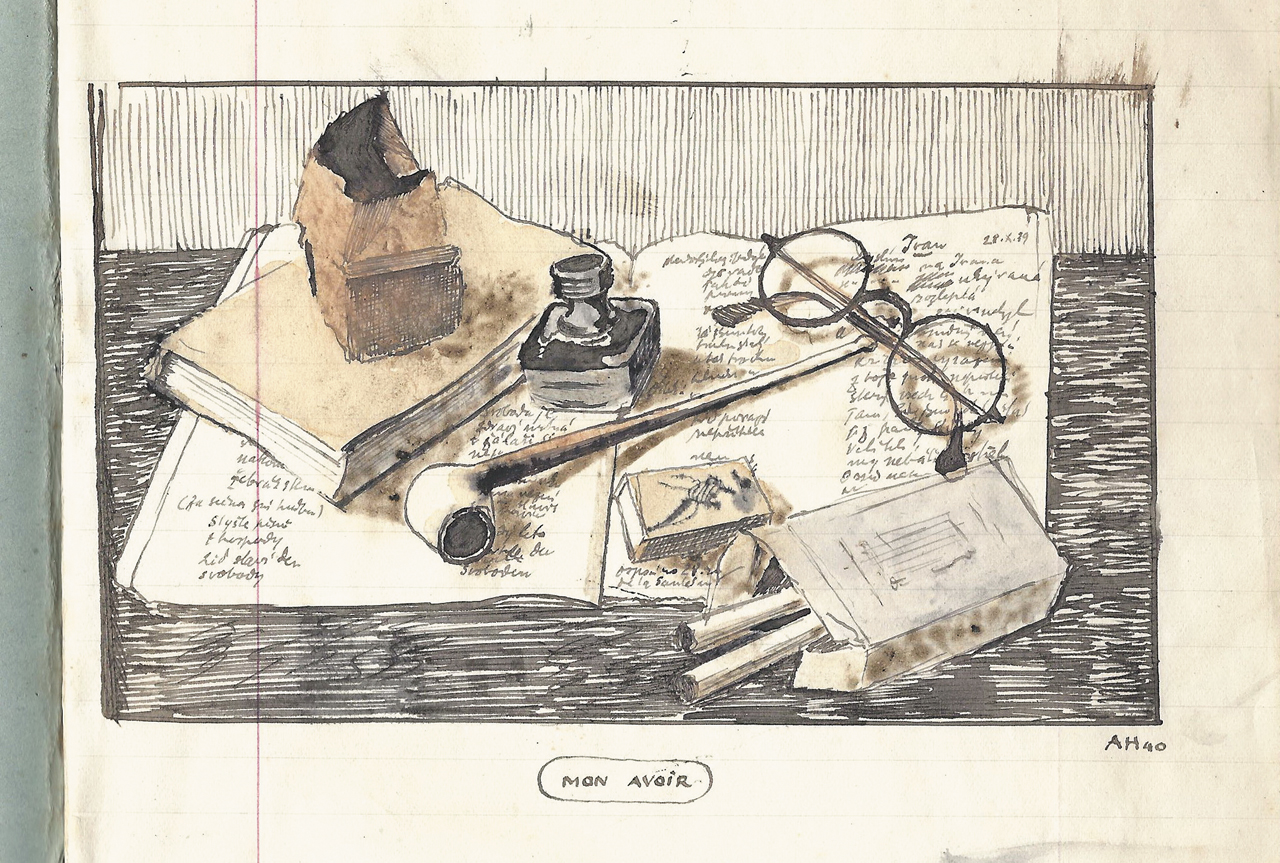
Mon Avoir, kresba z vězení La Santé, barveno čokoládou, tabákem, špínou ze zdí a inkoustem, 9 x 15 cm, 1940

Dva dny po obsazení Československa německými vojsky a vyhlášení Protektorátu dostal 18. března 1939 pozvání do Francie, které zařídil Aragon. Obdržel mimořádné francouzské vízum a 23. dubna uprchl do Paříže. Tam navázal kontakty s odbojovými organizacemi a s pomocí francouzských komunistů založil Maison de la Culture Tchécoslovaque. V září 1939 po obsazení východního Polska sovětskými vojsky byl na základě anonymního udání zatčen a obviněn spolu s mnoha dalšími občany Československa (Pelc, Diviš, Reinerová, Kopf, ad.) jako agent Moskvy. Byl vězněn sedm měsíců ve vyšetřovací samovazbě ve věznici La Santé. Napsal zde loutkovou hru Trhanec aneb Král Hladomor pro své neteře a synovce, kterou z vězení vynesla jeho advokátka.
Roku 1940 ho vojenský tribunál zprostil obvinění z protifrancouzské činnosti, ale byl nadále internován v koncentračních táborech v Roland Gaross (Paříž), Damigny (Normandie) a Bassens (Bordeaux). V den francouzské kapitulace unikl do Casablanky, ale byl znovu internován. Na záruku krajanů žijících v Maroku byl propuštěn a odejel lodí do Tangeru, zde byl znovu týden internován a nakonec se s nákladní lodí dostal do Lisabonu.
V lednu 1941 se s pomocí Jana Wericha a Jiřího Voskovce přeplavil přes Havanu do New Yorku. V USA bydlel nejprve u Jaroslava Ježka a J. Wericha a pak za honorář za své kresby továrníků odejel s Voskovcem a Werichem do Hollywoodu, kde překládal do angličtiny popis své anabáze. Kniha doprovozená kresbami vyšla roku 1941 v New Yorku jako The Animals are in Cages a v Londýně pod názvem Unwilling Tourist (česky Turistou proti své vůli, 1946).
Roku 1942 se po pěti měsících vrátil do New Yorku a začal spolupracovat s novinami. Tiskl články a kresby v The Nation, Zítřku (New York) a Obzoru (Londýn). Z pověření International Worker's Order (IWO) přednášel v krajanských střediscích po celých Spojených státech a poté byl vyzván US Office of War Information, aby pracoval jako hlasatel a redaktor Hlasu Ameriky. Uváděl i pořady Voskovce a Wericha (jako prof. Pivoňka). V New Yorku se zúčastnil výstavy československého umění a vydal zde hru Slepcova píšťalka aneb Lidice, kterou v následujícím roce uvedl výbor IWO v New Yorku v režii J. Voskovce a v polském překladu také Polski Dom Narodowy NY. Z londýnského exilu za ním přijela Lilly Strichová, se kterou se znal z předválečného Pražského německého divadla.
Roku 1943 se zúčastnil výstavy Art in Exile v New York Public Library a spolu s Antonínem Pelcem měl výstavu politických karikatur v Museum of Modern Art, kterou zahajoval Edvard Beneš. Soubor karikatur pak do roku 1944 putoval po dalších městech USA a Kanady. Jiná výstava Cartoons by Hoffmeister, Pelc, Trier, Stephen and Z.K. byla otevřena v Londýně a putovala v následujícím roce po anglických městech. Roku 1944 vyšly karikatury knižně jako Jesters in Earnest v Londýně. 26. září 1943 měla v terezínském ghettu premiéru dětská opera Hanse Krásy Brundibár, ke které Hoffmeister napsal libreto. Nedělní vydání The New York Times Magazine otisklo Hoffmeisterovy kresby Anti-Axis Algebra, karikatury Hitlera The Prisoner of Stalingrad, The Leader a alegorii Teheránská konference.
Od března 1944 vedl Hoffmeister československou sekci Hlasu Ameriky.

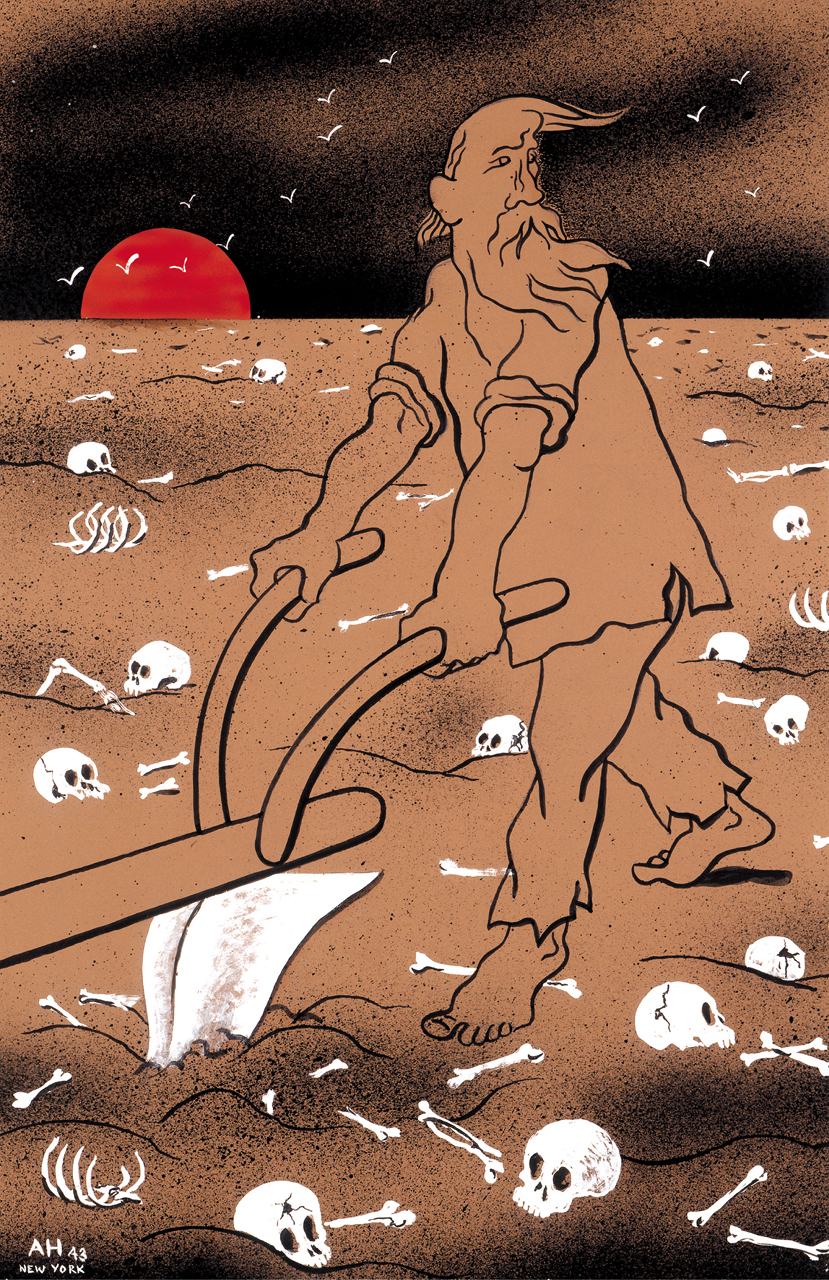
Adolf Hoffmeister, Ukrajina, 1943
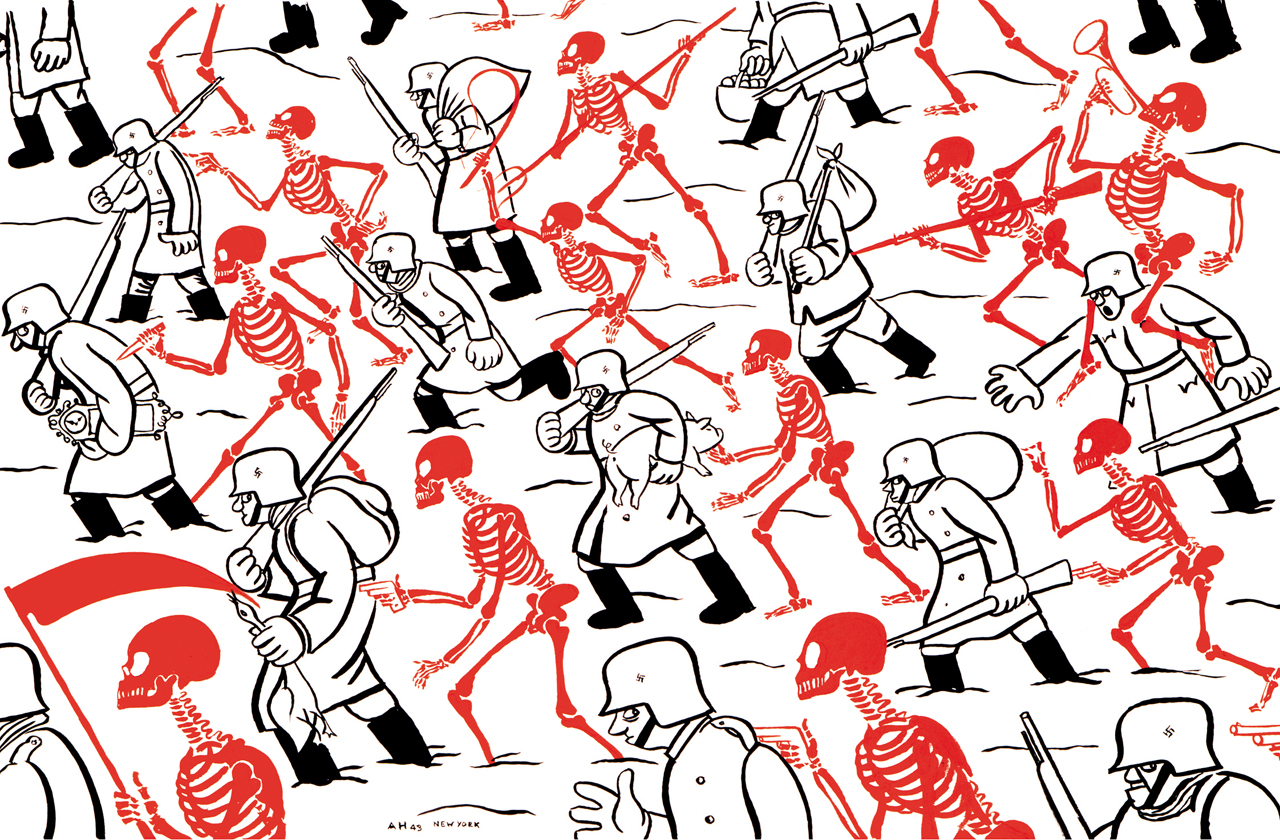
Adolf Hoffmeister, Tapecírova tapeta, 1943
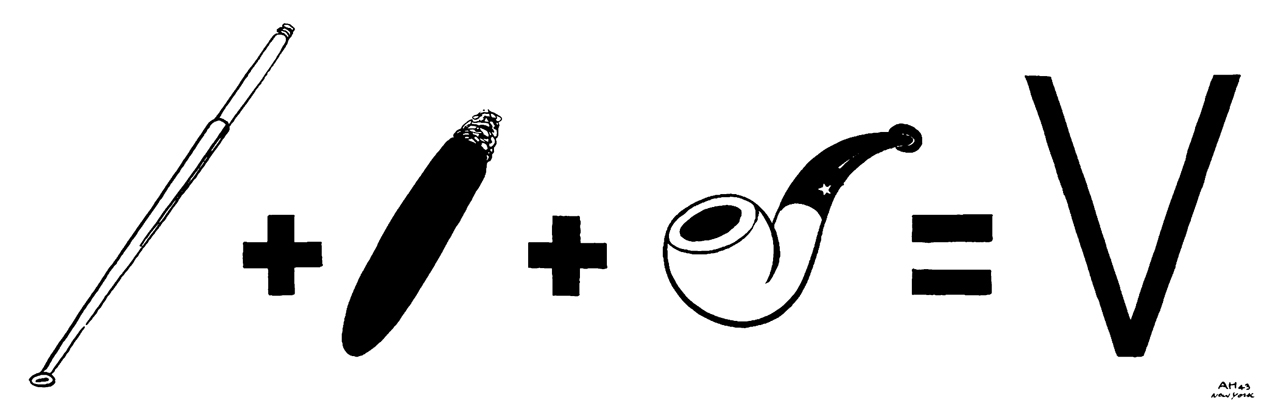
Adolf Hoffmeister, Teheránská konference, 1943
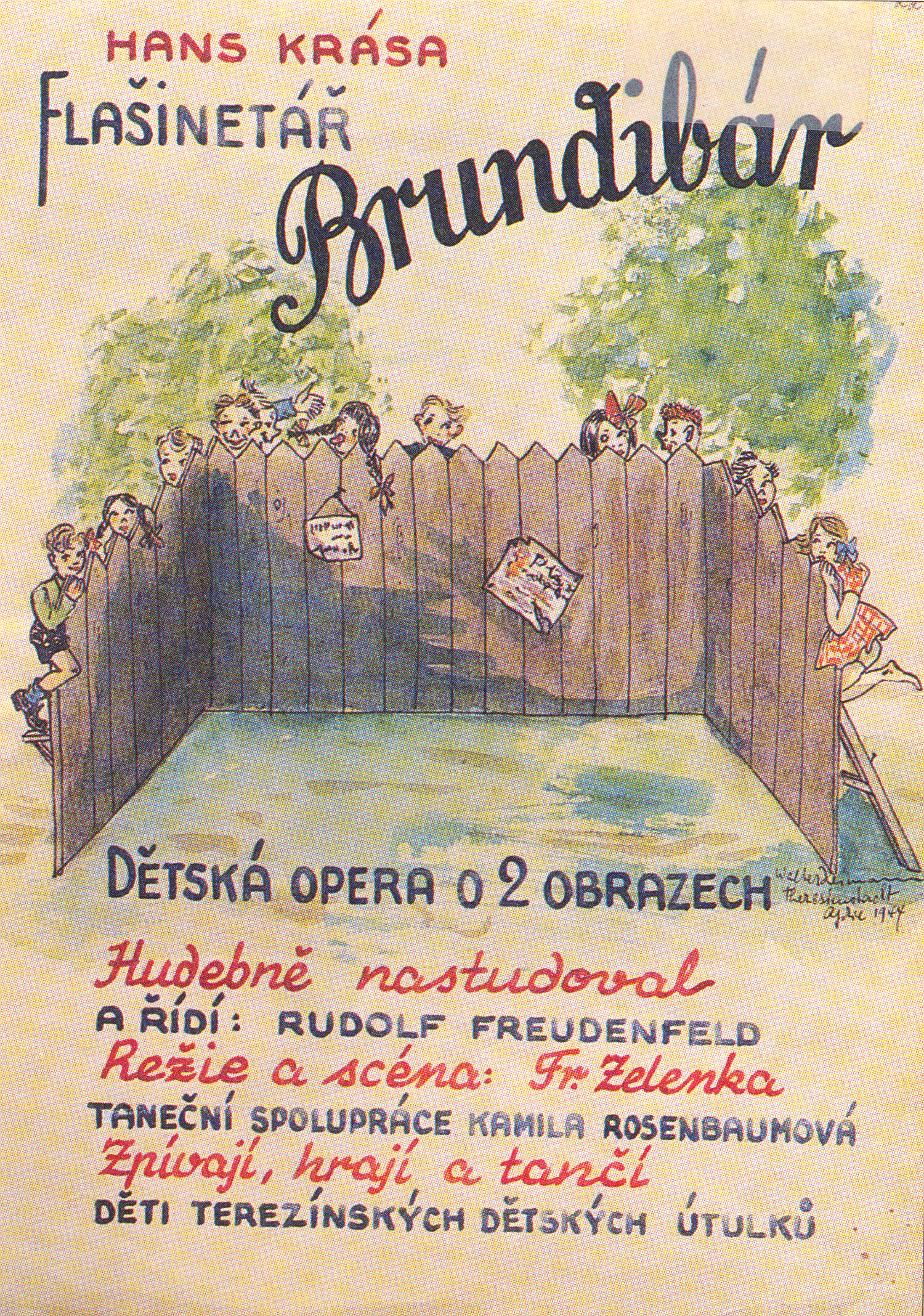
Adolf Hoffmeister, Hans Krása – Brundibár, Plakát Františka Zelenky (1943)

### 1945–1959

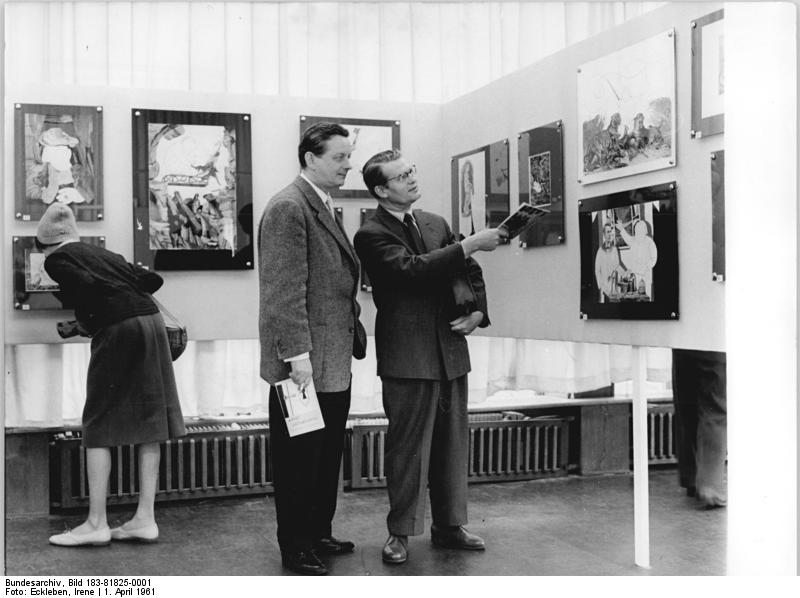
Otevření výstavy Adolfa Hoffmeistera, Berlín, 1961

V červnu 1945 ho vyzval ministr kultury Václav Kopecký k návratu do Československa. Hoffmeister vstoupil do KSČ a v listopadu 1945 se stal přednostou VI. odboru Ministerstva informací a osvěty, kde dostal na starost zahraniční kulturní styky. V této funkci působil do března 1948.
Roku 1946 se oženil s Lilly Strichovou, která s ním za války žila v USA. Z manželství měl syny Martina Davida (režisér, * 1947) a Adama (výtvarník, * 1953). Pořídil si chalupu v Říčkách v Orlických horách, kde až do konce života často pracoval i odpočíval. Na výstavě SVU Mánes vystavil kresbu J. V. Stalina s názvem „i kdyby se však krkavci sebevíce halili v paví pera, nepřestanou býti krkavci“. Jako člen československé delegace se zúčastnil I. valného shromáždění UNESCO a podílel se na přípravě výstavy Art tchécoslovaque 1938–1946 v Paříži. Francouzská vláda mu udělila Řád čestné legie.
V následujícím roce byl členem delegace na II. valném shromáždění UNESCO v Mexiku a poté cestoval s Norbertem Frýdem po Mexiku a setkal se s Diegem de Riverou, Fridou Kahlo a J. C. Orozcem. Byl jmenován komandérem Řádu rumunské koruny a komandérem řádu Polonia restituta.
V únoru 1948 se stal předsedou akčního výboru Svazu československých výtvarníků. V březnu vedl československou delegaci na mezinárodní konferenci o svobodě informací v Ženevě. Z ministerstva zahraničí dostal nabídku vstoupit do diplomatických služeb a v červnu byl jmenován československým velvyslancem v Paříži. Spolupracoval s Josefem Šímou, který v letech 1945–1950 působil jako poradce pro československo-francouzské kulturní styky. Stal se stálým delegátem Československa při UNESCO a náměstkem vedoucího československé delegace na III. a IV. valném shromáždění OSN v New Yorku (1948, 1949).
V druhé polovině roku 1950 strávil tři měsíce v New Yorku jako delegát V. valného shromáždění OSN a průběh popsal spolu s Miroslavem Galuškou v silně ideologicky zaměřené reportáži, kterou ilustroval karikaturami. Byl kandidátem Československa a ostatních socialistických zemí do Rady bezpečnosti OSN.
Roku 1951 byl odvolán z postu velvyslance a nebyl mu povolen návrat do Paříže. Byl jmenován profesorem Ateliéru kresleného a loutkového filmu na Vysoké škole uměleckoprůmyslové v Praze. V Praze ho navštívili Pablo Neruda a David Afaro. V lednu 1952 zveřejnily Lidové noviny jeho článek Kritika výtvarné kritiky proti dogmatickému výkladu socialistického realismu a na obranu českého moderního umění.
Roku 1953 se podílel na přípravě výstavy Jeana Effela v Mánesu a vydání jeho knihy politických kreseb. Koncem roku se zúčastnil cesty kulturních pracovníků do Číny a Mongolska a navštívil čínské malíře (Čchi Paj-š’, Jie Čchien-jü, Li Kche-žan) a poté absolvoval cestu „vlakem přátelství“ kolem Číny. Z této cesty vznikl cestopis Pohlednice z Číny, kniha o čínském umění Kuo-chua a kresby, které vystavil v následujícím roce v Galerii Kniha.
Roku 1955 byl vyslán do Pekingu a Šanghaje jako komisař kulturní části výstavy Deset let budování Československa a své zážitky zahrnul ve 2. vydání knihy Pohlednice z Číny. V knize Sto let české karikatury zpracoval jako první historik umění dějiny tohoto žánru. Vydal monografii vynálezce hlubotisku K. V. Klíče. Provázel Tristana Tzaru a Fernanda Légera během jejich návštěvy Československa.
Počátkem roku 1956 navštívil v Paříži Jeana Effela a Louise Aragona, po návratu do Prahy se setkal s Diego Riverou, který se vracel ze SSSR. V květnu byl členem první československé kulturní delegace do Egypta, ve které byli egyptologové František Lexa a Zbyněk Žába. Reportáž z pobytu vydal pod názvem Vyhlídka s pyramid (1957). Zúčastnil se VI. shromáždění Evropského výboru pro kulturu v Benátkách a stal se členem předsednictva československé národní komise pro spolupráci s UNESCO. V prosinci navštívil s československou kulturní delegací Indii.
Roku 1957 byl účastníkem setkání klubů přátel UNESCO v Paříži a Chamonix a v červnu byl generálním komisařem reprezentativní výstavy českého středověkého umění L'art ancien en Tchécoslovaquie v Musée des arts décoratifs v Paříži. V září byl delegátem Československa na 29. mezinárodním sjezdu PEN klubů v Tokiu a poté cestoval po Japonsku (ilustrovaná kniha Made in Japan vyšla 1958). V Japonsku se setkal s Johnem Steinbeckem, Alberto Moraviou a Johnem Dos Passosem.
K celovečernímu filmu Jeana Effela Stvoření světa, který vznikl v Praze a měl premiéru roku 1958, napsal komentář a texty písniček. V květnu se setkal s polskými umělci a intelektuály ve Varšavě a poté se v Moskvě zúčastnil zasedání Všesvazového svazu výtvarných umělců a podepsal kulturní dohodu mezi VSVU a Československým svazem výtvarných umělců. Setkal se s Lily Brikovou, Leonidem Martynovem, Iljou Erenburgem a navštívil v Peredělkinu předsedu svazu rusko-německého přátelství (SSSR-NDR) Konstantina Fedina a Borise Pasternaka.
Podílel se na koncepci československého pavilonu na Expo 58 v Bruselu a působil zde i jako člen mezinárodní jury. Za Československo se podílel na přípravě dokumentů pro Kongres pro odzbrojení a spolupráci národů, který se konal v červenci 1958 ve Stockholmu i na redakci závěrečných dokumentů ze sjezdu. Byl delegátem na generální konferenci UNESCO v Paříži a kandidátem do exekutivní rady. Francouzská vláda mu udělila řád Chevalier de l'Ordre des Arts et Lettres.
V nakladatelství Československý spisovatel začal vycházet Výbor z díla Adolfa Hoffmeistera. Redigoval vzpomínkový sborník Kavárna Union, který vydalo Nakladatelství československých výtvarných umělců.
Roku 1959 zorganizoval výstavu Jiřího Trnky v Musée des arts décoratifs v Paříži a vytvořil scénář výstavy Československo 1960 v Praze. Napsal předmluvy k vydání Effelova Stvoření světa – Stvoření člověka (SNKLHU, 1959) a kolážemi ilustroval Verneovu knihu Cesta kolem světa za 80 dní (česky 1959, angl. 1965). Hoffmeisterovy ilustrace a karikatury byly vystaveny v Bratislavě a Varšavě.

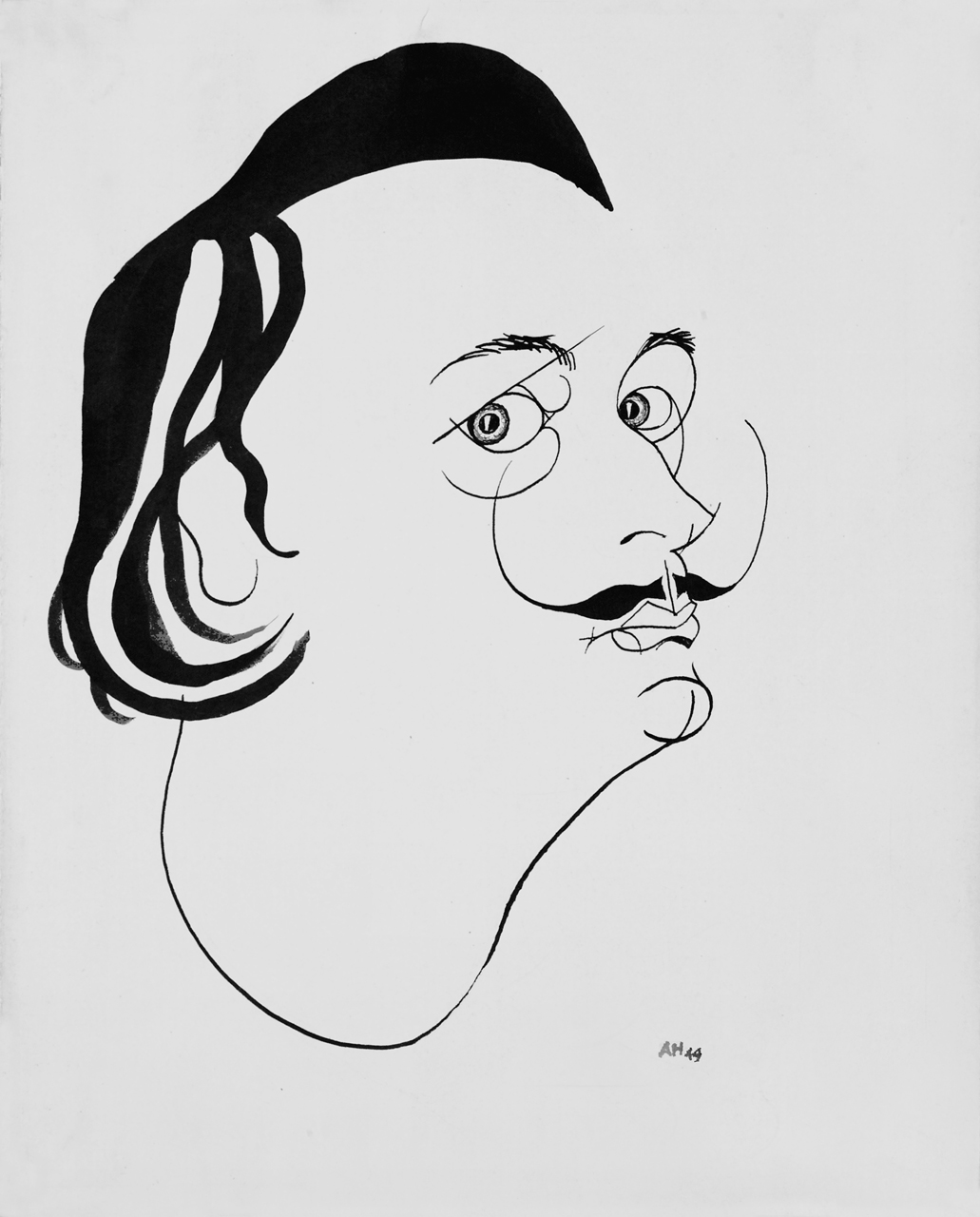
Adolf Hoffmeister, Antény geniality Salvadora Dalího, 1949
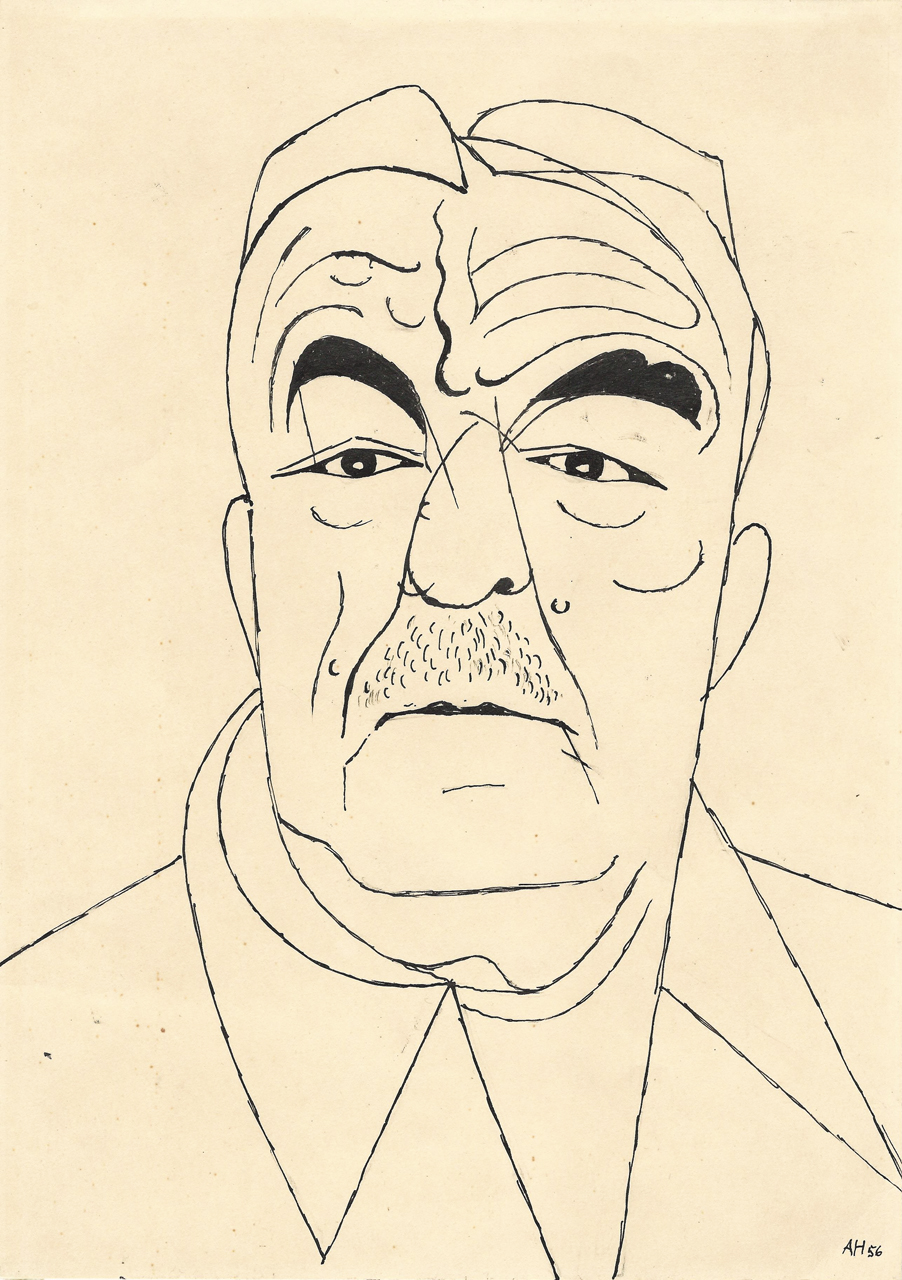
Adolf Hoffmeister, Fernand Léger, 1956
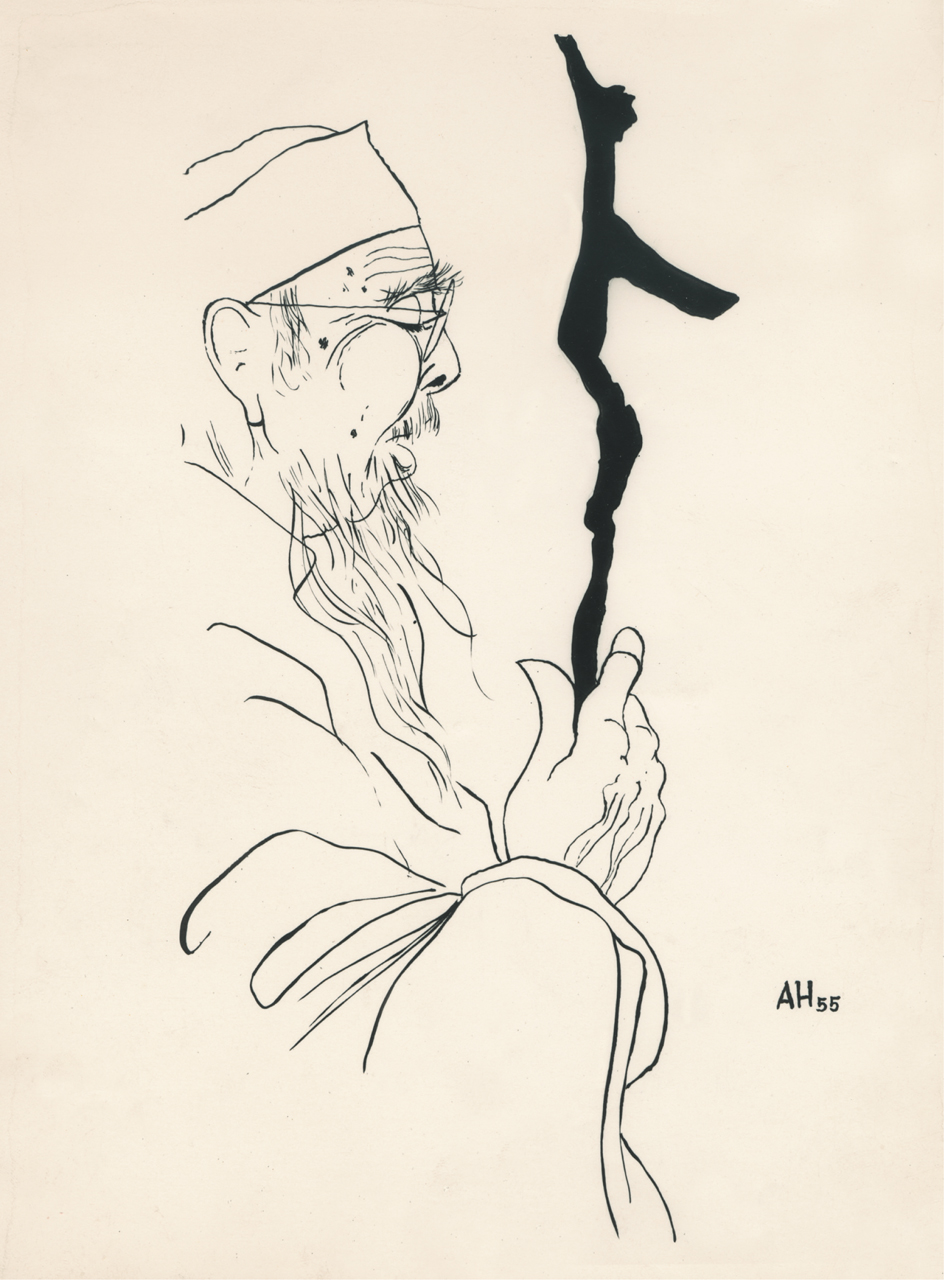
Adolf Hoffmeister, Čchi paj-š, 1955
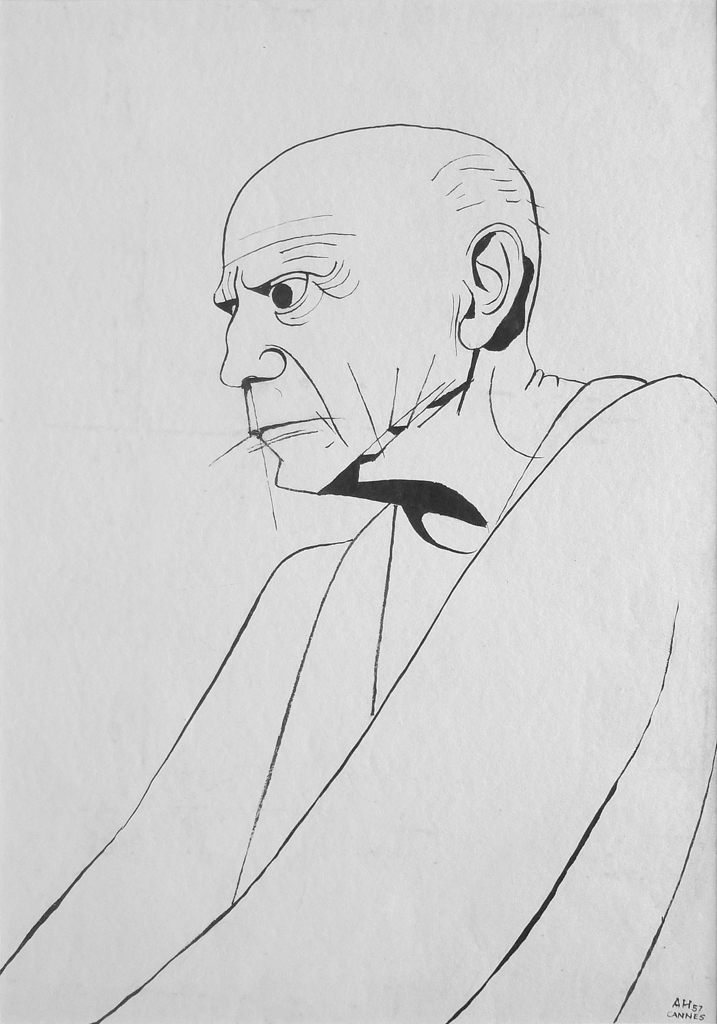
Adolf Hoffmeister, Picasso, Cannes 1957
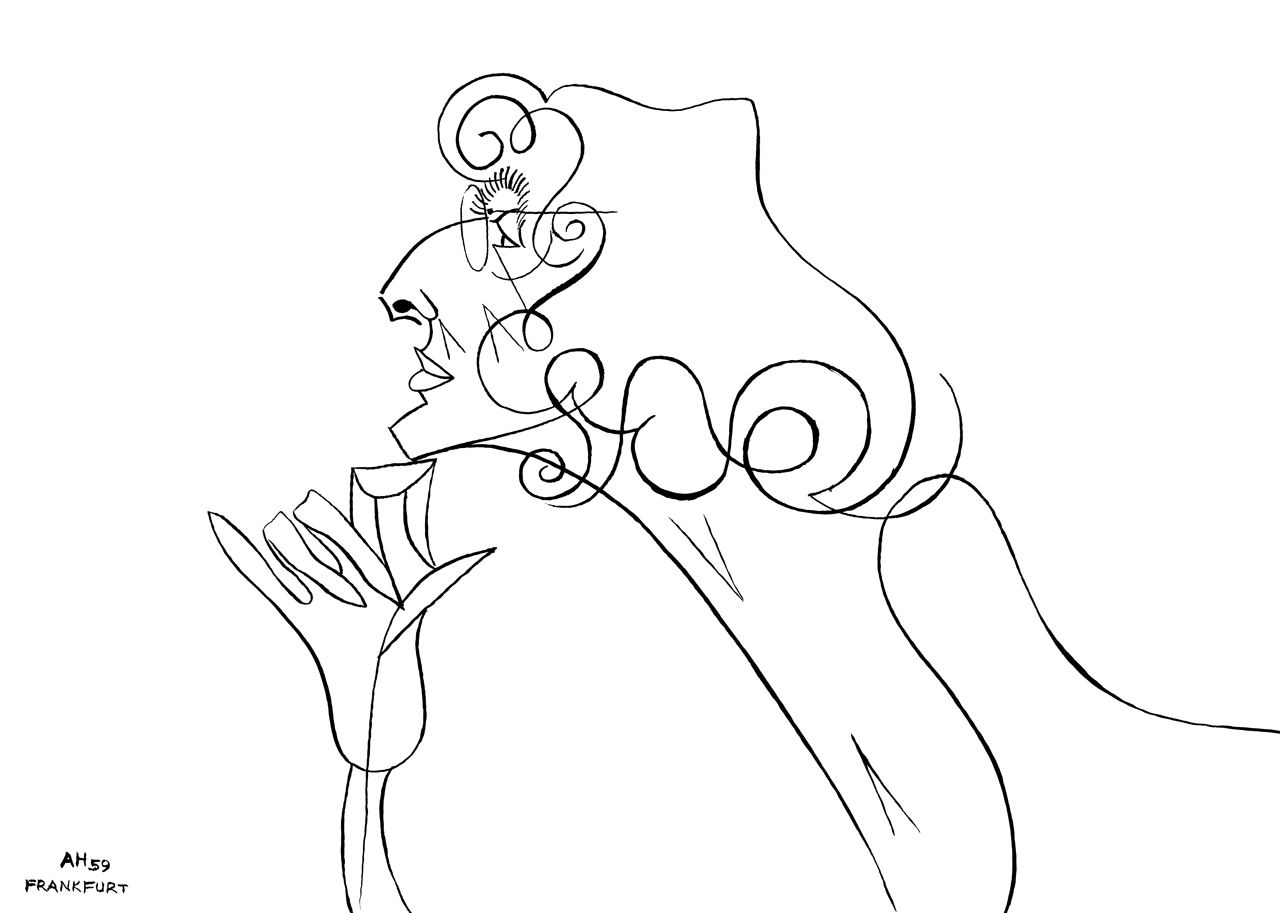
Adolf Hoffmeister, Claire Goll, 1959

### 1960–1963
1. května 1960 byl Adolf Hoffmeister vyznamenán Řádem republiky. Angažoval se ve prospěch uvězněného Laca Novomeského, který roku 1960 dostal amnestii. Jako člen Ústředního výboru Svazu čs. výtvarných umělců (1960–1964) se podílel na obnovení uměleckých spolků a zúčastnil se první výstavy tvůrčí skupiny Mánes. V listopadu 1960 vystavoval karikatury a ilustrace v Galerii Václava Špály. Byl československým delegátem na konferenci evropských komisí UNESCO v Turíně, na 11. generální konferenci UNESCO a roku 1961 na jednání UNESCO v Paříži.
Roku 1961 vystavoval v Litoměřicích, Hradci Králové, východním Berlíně, Paříži, v následujícím roce v Ostravě, Pardubicích.
Na souborné výstavě v brněnském Domě umění (1962) vystavil 788 prací. Roku 1962 se jeho zásluhou uskutečnila výstava Jaro 1962 v Mánesu, kde se představil také nový Blok tvůrčích skupin, sdružující nezávislé a opoziční umělce. V dubnu se jako člen vládní delegace zúčastnil cesty po Střední a Jižní Americe (Brazílie, Chile, Bolívie, Mexiko, Kuba). Setkal se s básníkem Nicolásem Guillénem, Jorge Amadem, Che Guevarou, Fidelem Castrem a ilustrace vytvořené během cest použil pro knihu Mrakodrapy v pralese (1964).
K šedesátým narozeninám obdržel roku 1962 titul zasloužilého umělce. Pro 4. svazek svého souborného díla Předobrazy napsal předmluvu o vzniku Devětsilu a tehdejší umělecké avantgardě. Další vzpomínky na Devětsil pak vycházely na pokračování v Literárních novinách. Uspořádal a uvedl výbor západních vědeckofantastických povídek Labyrint (SNKLU) s vlastními kolážemi a ilustracemi výtvarníků jako Jiří Balcar, Mikuláš Medek nebo Josef Istler. Ve Státním pedagogickém nakladatelství vyšla Početnice pro 3. ročník ZDŠ s jeho kresbami a kolážemi. Souborná výstava Hoffmeisterových karikatur, koláží a ilustrací se uskutečnila v říjnu 1962 v Moskvě (uváděl Boris Jefimov, Nâzım Hikmet). Koncem roku se zúčastnil jednání UNESCO v Paříži.
Roku 1963 se v Mánesu uskutečnila retrospektivní výstava AH 17-63, kde bylo shromážděno 890 prací Adolfa Hoffmeistera a ke které vyšel katalog s textem Miroslava Lamače. Výstavu uvedla báseň Miroslava Holuba a jako čestný host se zúčastnil Jean-Paul Sartre. Vystavoval též v Západním Berlíně-Charlottenburgu a na výstavě Rychnov 1963.

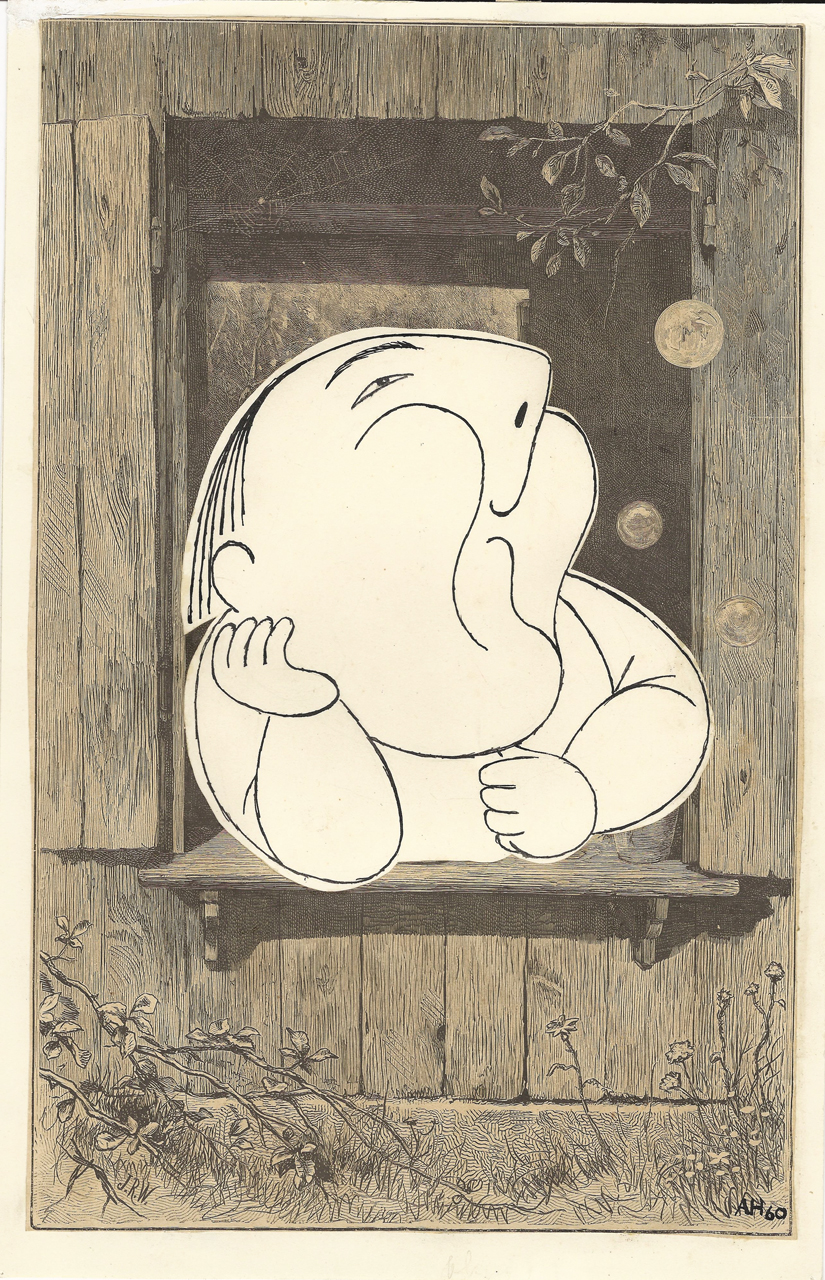
Adolf Hoffmeister, Nezvaliáda – Nezval v okně, 1960
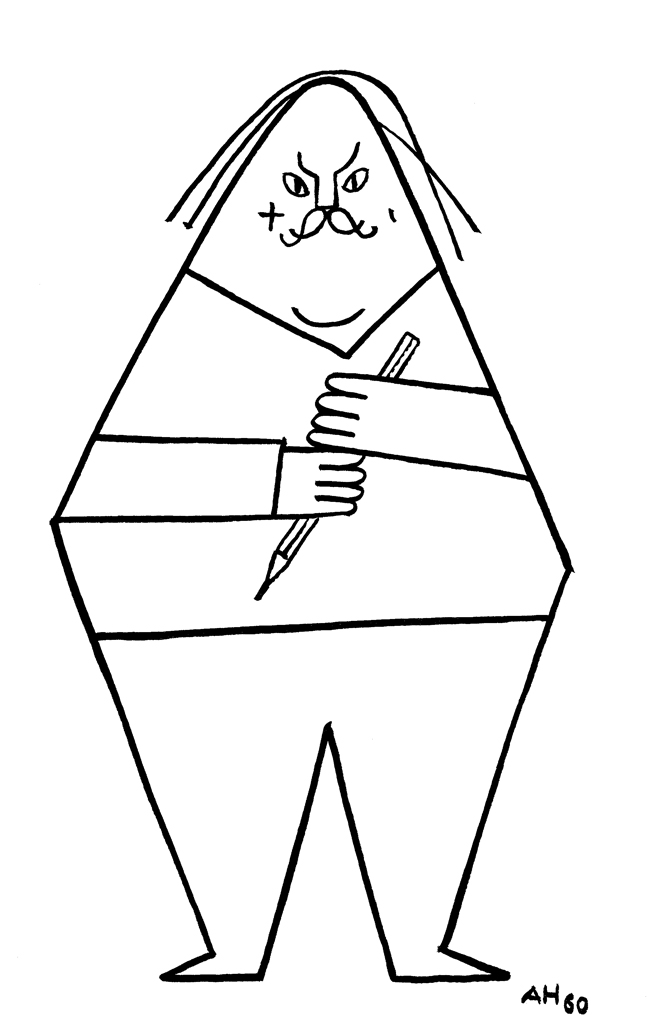
Adolf Hoffmeister, Jiří Trnka, 1960
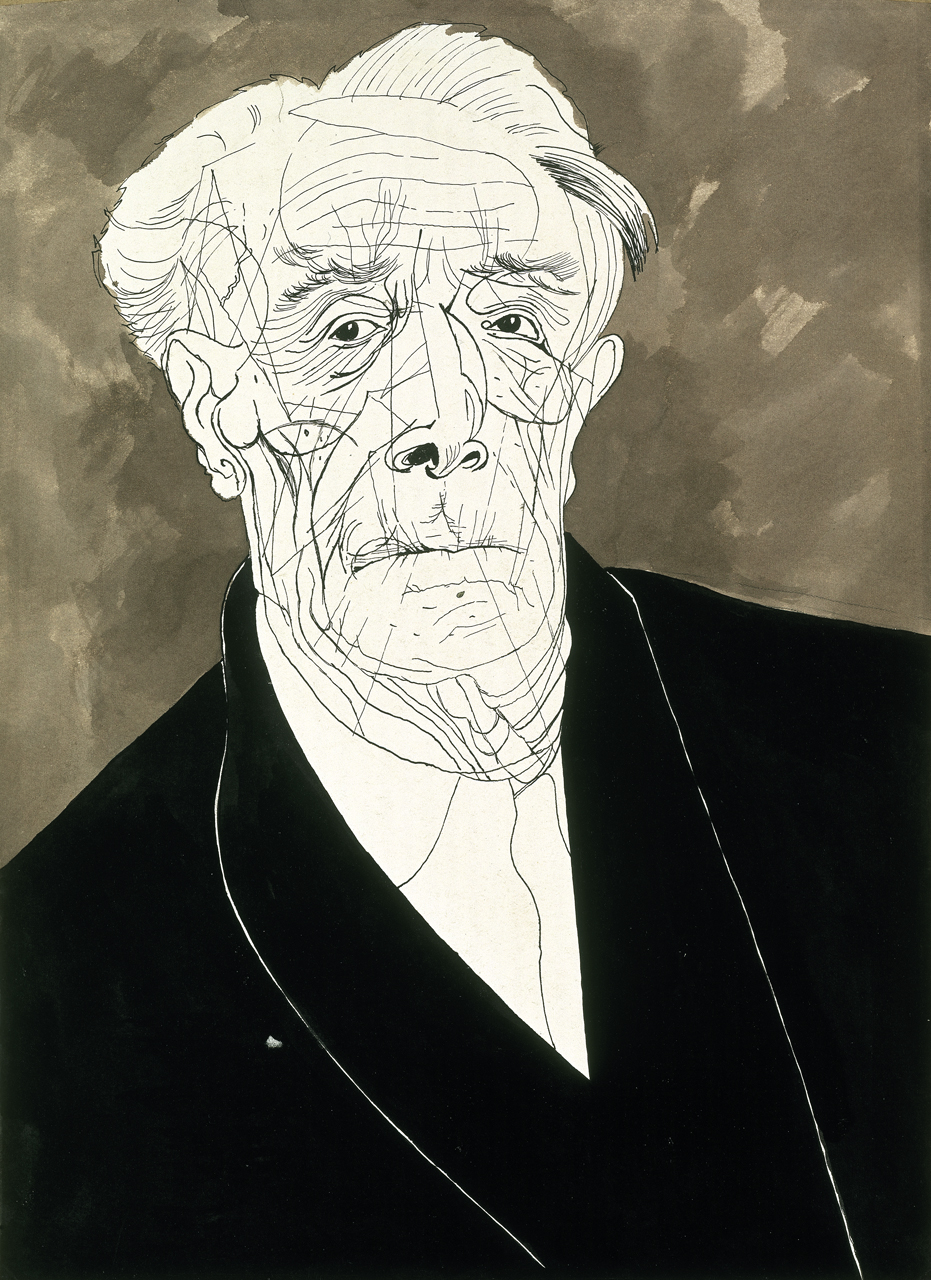
Adolf Hoffmeister, František Kupka, 1960
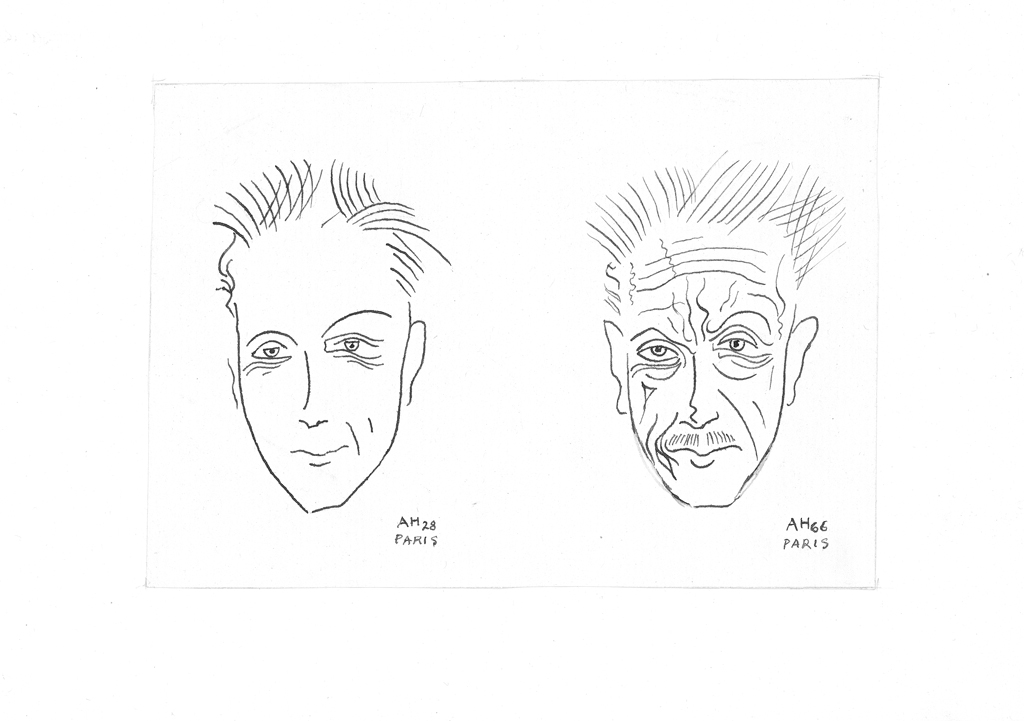
Adolf Hoffmeister, Josef Šíma, 1928, 1966

### 1964–1968
Roku 1964 vystavoval v Londýně, Mannheimu a Káhiře, na benátském Bienále a na několika místech v Československu. Zúčastnil se filmového festivalu v Cannes a byl předsedou MFF v Karlových Varech.
Na II. sjezdu Svazu čs. výtvarných umělců, konaném v prosinci 1964, kde došlo k obměně 3/4 vedení svazu, zvítězil Adolf Hoffmeister v tajné volbě předsedy proti kandidátovi nominovanému KSČ (Stanislav Libenský). Ještě během sjezdu byl Svaz reformován a v následujících letech zaznamenalo české výtvarné umění mimořádný rozkvět i díky zahraničním kontaktům, které Hoffmeister podporoval a zprostředkoval. S jeho volbou KSČ vůbec nepočítala, neboť figuroval dokonce jako tzv. hlavní objekt v akci Státní bezpečnosti nazvané Snob, ve které se policejní složky pokoušely zkompromitovat některé vlivné umělce, kteří se zdáli sympatizovat se západní kulturou.
V letech 1965–1967 jako předseda SČVU zajišťoval spolupráci s představiteli Bloku, s Ministerstvem kultury i s kulturním oddělením KSČ, pečoval o sociální i zprostředkovatelskou činnost Fondu výtvarných umění a dohlížel na činnost nově založeného Artcentra, které mělo na starost prodej uměleckých děl v zahraničí a zavedlo normální tržní vztahy. Navrhl vybudovat síť malých galerií v Husově ulici po vzoru Paříže. S Jindřichem Chalupeckým se snažil povzbudit publikační činnost změnami v redakčních radách časopisů i nakladatelství SČVU. Podpořil první Mezinárodní sochařské symposium ve Vyšných Ružbachách. Již roku 1965 se mu podařilo reformovat vedení SČVU a zrušit funkce některých tajemníků řízených ÚV KSČ a decentralizovat řízení programu výstavních síní.
Roku 1965 vystavoval v Havaně, Bochumi, Badenu, Liberci (text katalogu Ludmila Vachtová), Bratislavě, Galerii Bratří Čapků v Praze (text katalogu Václav Havel).
Roku 1966 zaštítil konání druhé části kongresu Mezinárodní asociace výtvarných kritiků v Československu, včetně doprovodných výstav. Rozvíjel kontakty s Francií, Itálií a NSR, Polskem a Rakouskem. Z iniciativy Jindřicha Chalupeckého navázal kontakty s neoficiální uměleckou scénou v SSSR. Byl členem poroty na filmovém festivalu v Tours, kde sklidil ocenění Macourkův film Kdo chce zabít Jessii? (získal roku 1966 ceny také v Terstu a Locarnu). V únoru 1966 zahajoval výstavy československých grafiků v Essenu a Bochumi, v březnu byl generálním komisařem společné výstavy českého a francouzského kubismu v Musée national d'art moderne v Paříži (Paris-Prague 1906–1930).
Zúčastnil se jako vedoucí delegace sympozia československých a sovětských umělců uspořádaného v Moskvě na podnět SSSR, navštívil Arménii, Ázerbájdžán, v květnu a červnu navštívil připravovanou expozici pro Světovou výstavu v Montrealu 1967. Poté se zúčastnil zasedání PEN klubu v New Yorku, kde vystoupili Arthur Miller a Saul Bellow. Navštívil Jiřího Voskovce a Edwarda Albeeho. Vystavoval na Jarní výstavě v Mánesu a výstavě Aktuální tendence českého umění, kterou uspořádala československá sekce AICA. Byl delegátem ČSSR na generální konferenci UNESCO v Paříži.
Roku 1967 jako předseda SČVU navrhl založení Koordinačního výboru tvůrčích svazů. 11. srpna 1967 byl jmenován národním umělcem. Na pražském sjezdu AICA byl zvolen řádným členem. Vystavoval v Londýně, na VŠP UV KSČ, v Jindřichově Hradci, Českých Budějovicích, v Museum Folkwang v Essenu, v Prešově. Podnikl cesty do Paříže a Benátek.
V lednu 1968 byl znovu zvolen předsedou SČSVU a aktivně se podílel v obrodných aktivitách Pražského jara. Pokoušel se o oživení ideálů avantgardy a současně tlumil radikální názory. (Viz např. jeho podpis pod dopisem kulturních pracovníků Ústřednímu výboru KSČ v březnu 1968. V květnu zastupoval výtvarné umělce na první schůzi Koordinačního výboru tvůrčích svazů. Stal se členem poradní komise KSČ, které předsedal Jan Werich a zúčastnil se aktivu umělců-komunistů ve Valdštejnském paláci (5. června 1968). Ministerstvo zahraničních věcí ho 14. června rehabilitovalo. Koncem června byl jako zástupce národní komise na konferenci UNESCO v Monte Carlu.
V červenci se zúčastnil zasedání České národní rady, kde hovořil s Dubčekem a byl jmenován členem kulturní komise při ÚV KSČ. Po vpádu okupačních vojsk 21. srpna upadl do deprese. Zhroucení svých ideálů kulturní a politické avantgardy vnímal jako životní prohru. Z Francie dostal nabídku stát se profesorem na nově založené experimentální vysoké škole Centre Universitaire ve Vincennes. Byl zvolen předsedou poroty mezinárodní výstavy tapiserií v Lausanne. V Praze ho navštívil Jean-Paul Sartre se Simone de Beauvoir. Po celý rok kreslil podoby současných českých spisovatelů pro připravovanou knihu rozhovorů A.J. Liehma Generace, kterou měl vydat Československý spisovatel roku 1969 (česky vyšlo až roku 1988 v exilovém nakl. Index a r. 1990 v nakl. Československý spisovatel). K přepadení Československa v srpnu 1968 vytvořil několik koláží.
Během roku 1968 vystavoval koláže v Římě, Chebu, Praze, Havlíčkově Brodě a byl zastoupen na výstavách 50 let československé malby (AJG Hluboká) a Padesát let československého malířství 1918–1968 – 300 malířů, sochařů a grafiků pěti generací (Národní galerie v Praze, Slovenská národná galéria v Bratislavě).

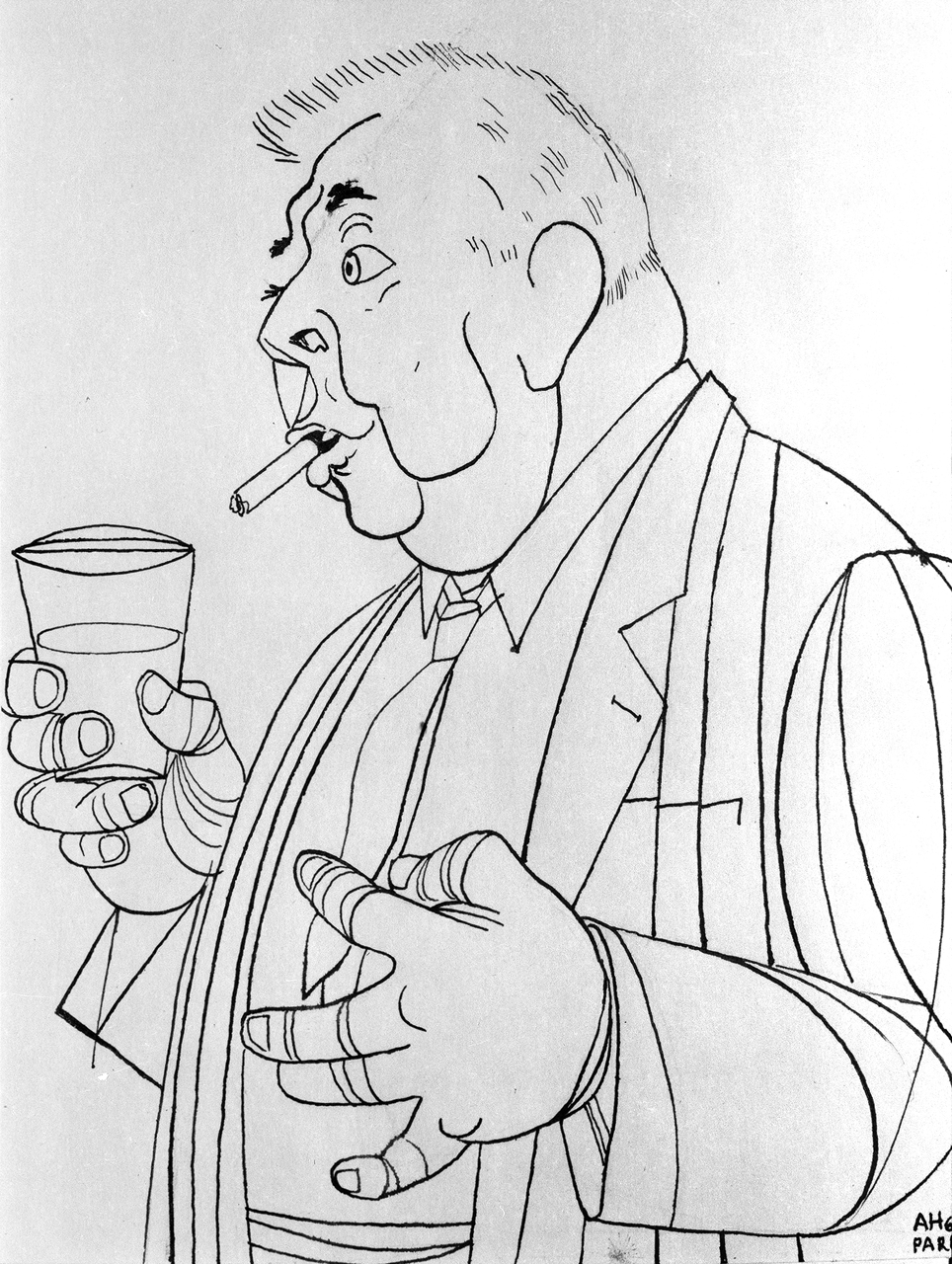
Adolf Hoffmeister, Jacques Prévert, 1960
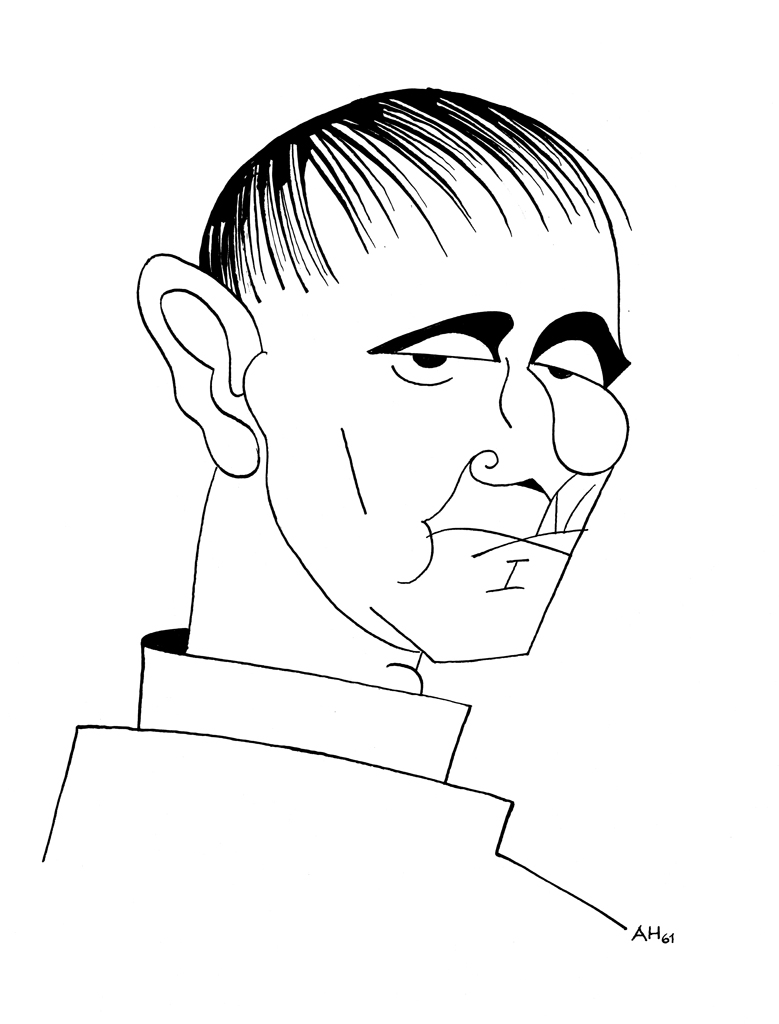
Adolf Hoffmeister, Bertolt Brecht, 1961
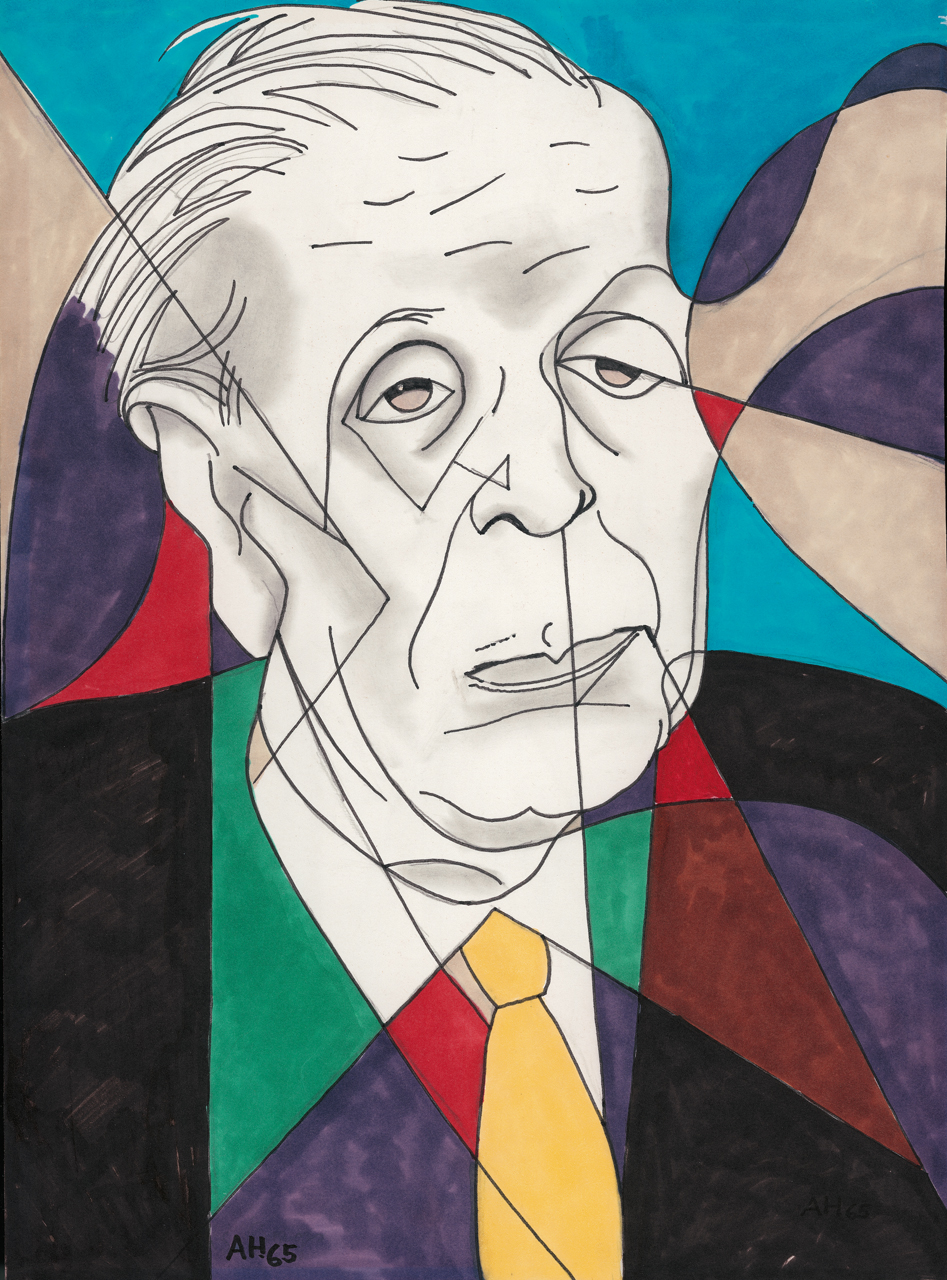
Adolf Hoffmeister, Jorge Luis Borges, 1965
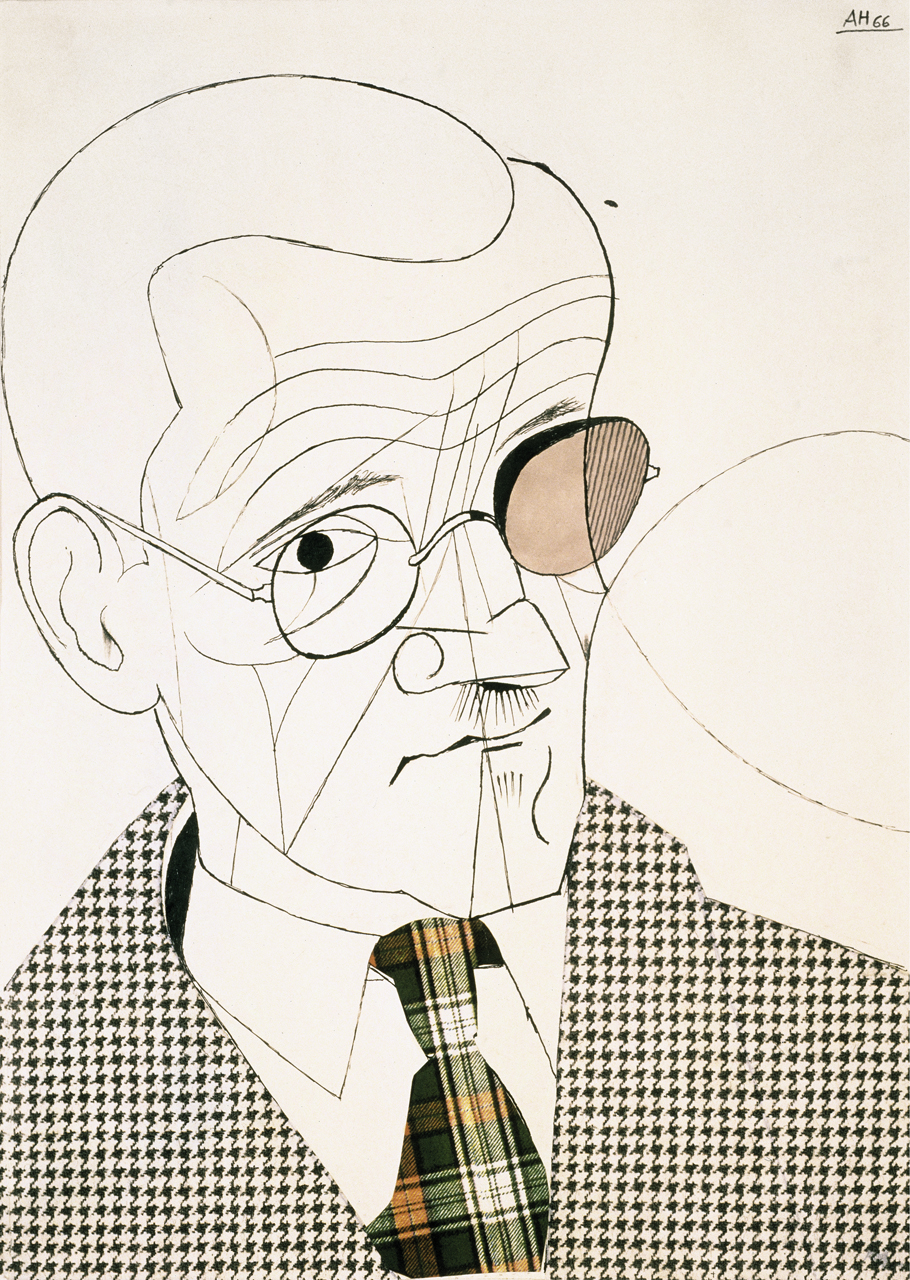
Adolf Hoffmeister, James Joyce, 1966

### 1969–1973
Jako předseda SČSVU podpořil roku 1969 výstavu Socha a město, kterou zorganizovala v Liberci Hana Seifertová (mj. vystaven Kaddish Aleše Veselého). V souvislosti s federalizací státu byl zrušen Svaz československých výtvarných umělců a místo něj zřízeny dva národní svazy. Hoffmeister promluvil na ustavující schůzi Svazu českých výtvarných umělců v dubnu 1969 a ohlásil zároveň svůj úmysl nekandidovat na předsedu. Ministerstvo vnitra České socialistické republiky následně odmítlo schválit stanovy SČVU. Tento akt byl záminkou k rozsáhlým čistkám a spolu s Hoffmeisterem přišli o své funkce i členové bývalého předsednictva. Následně se v květnu 1969 na své poslední (oficiálně zakázané) schůzi rozhodl ukončit činnost i Koordinační výbor českých tvůrčích svazů pro překážky bránící normální činnosti.

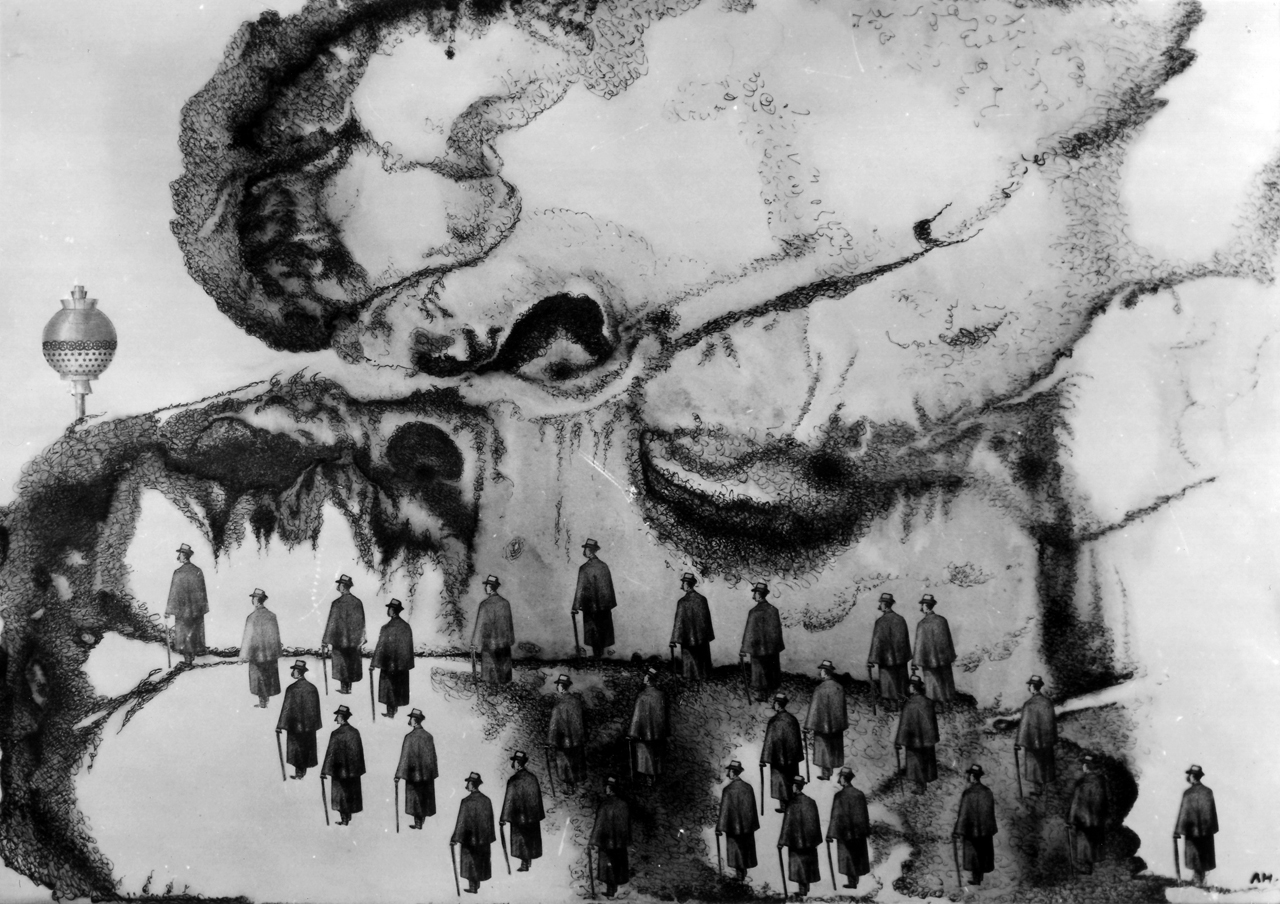
Adolf Hoffmeister, Kam jdeme, 1967
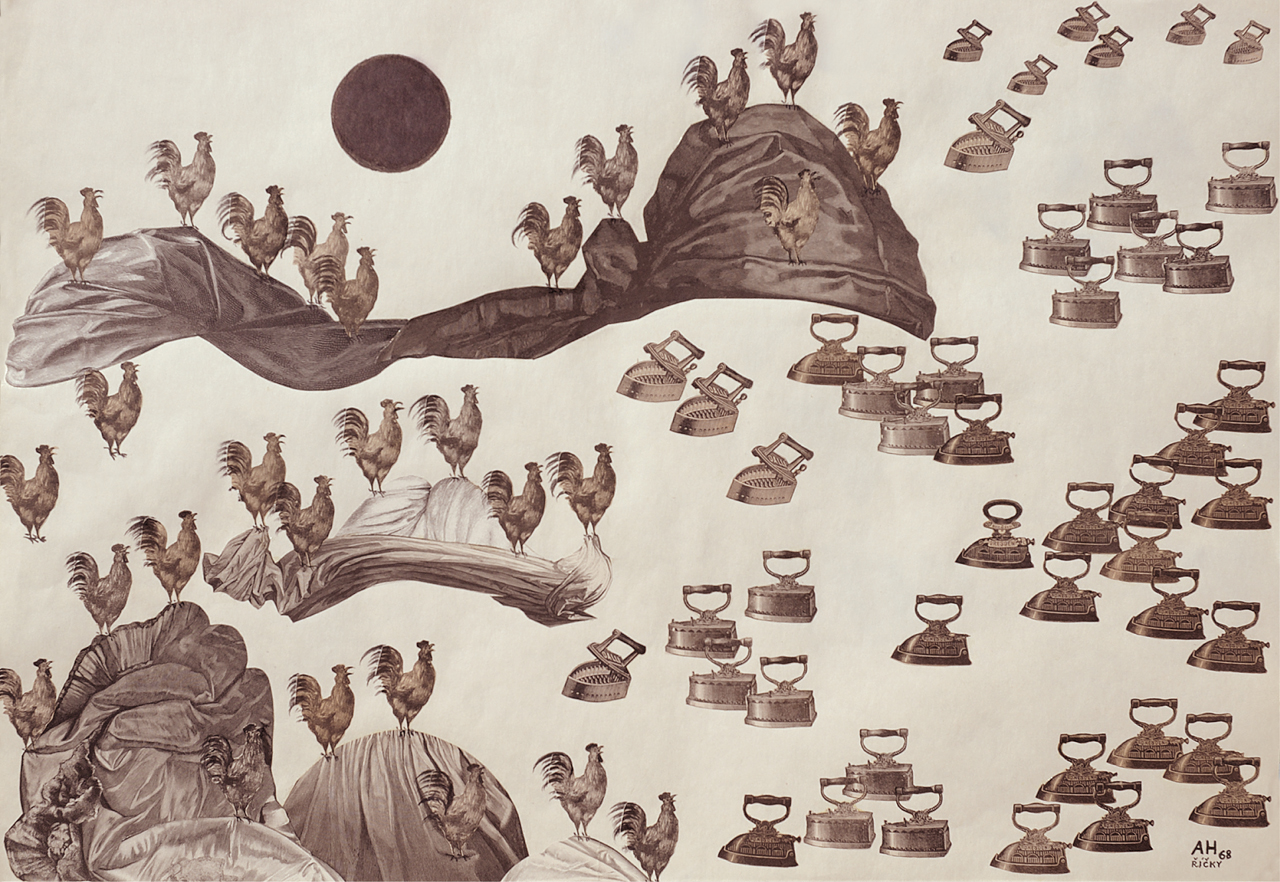
Adolf Hoffmeister, Vnitropolitický boj žehliček proti kohoutům, 1968
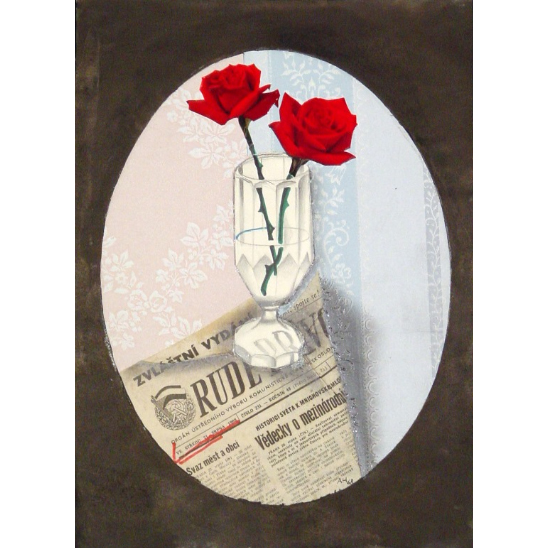
Adolf Hoffmeister, Zátiší 21. 8. 1968
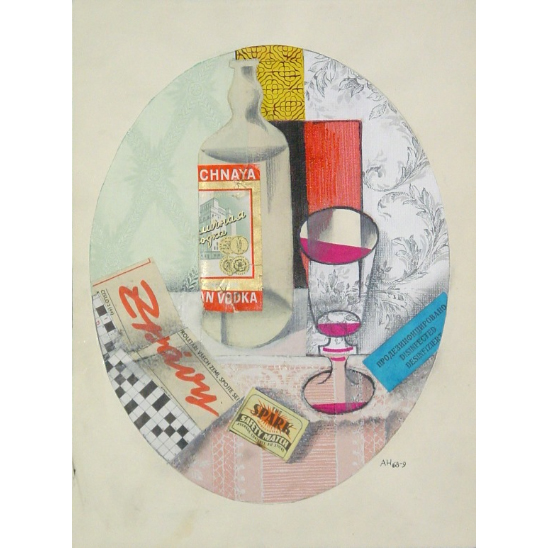
Adolf Hoffmeister, Kolaborantské zátiší, 1968–1969
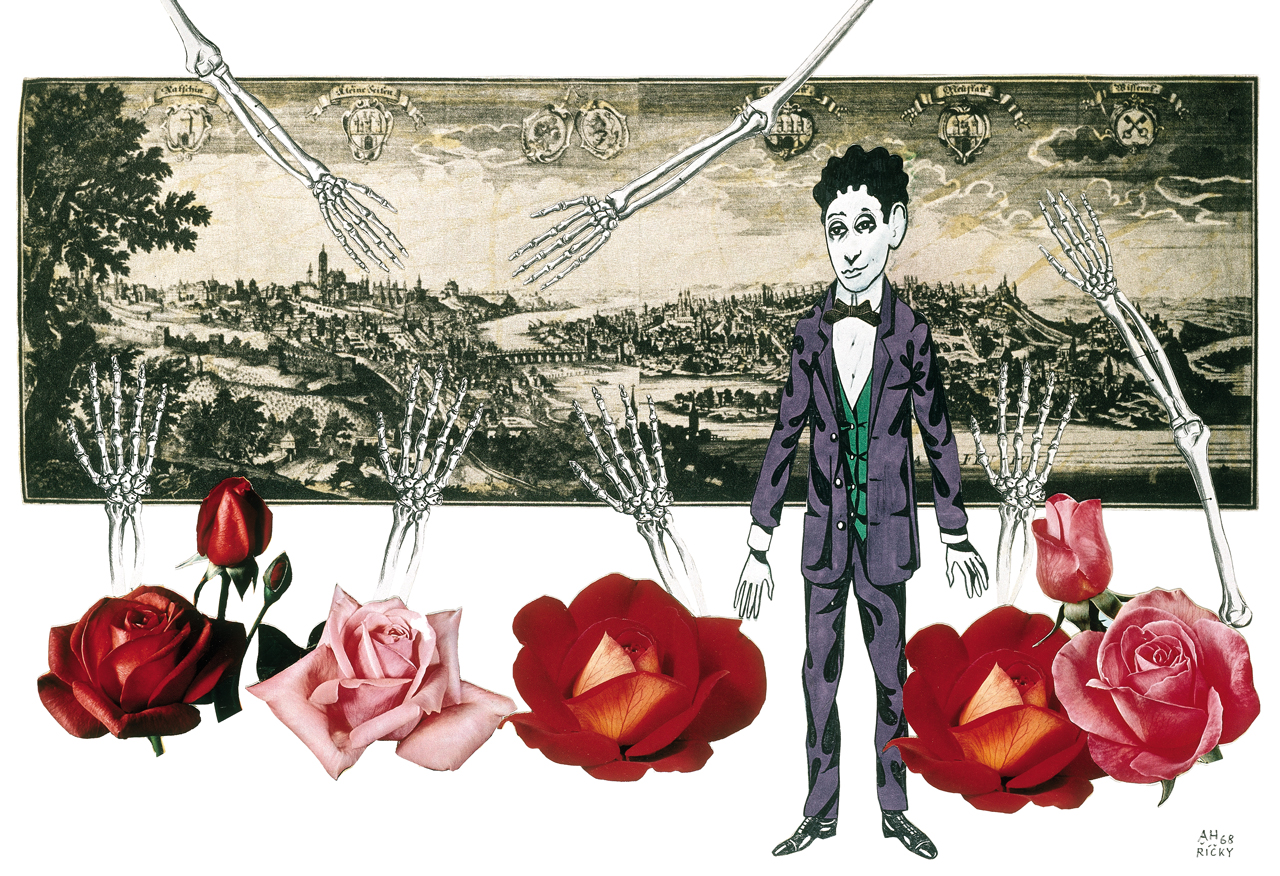
Adolf Hoffmeister, Franz Kafka, Stále ohrožená Praha, 1968
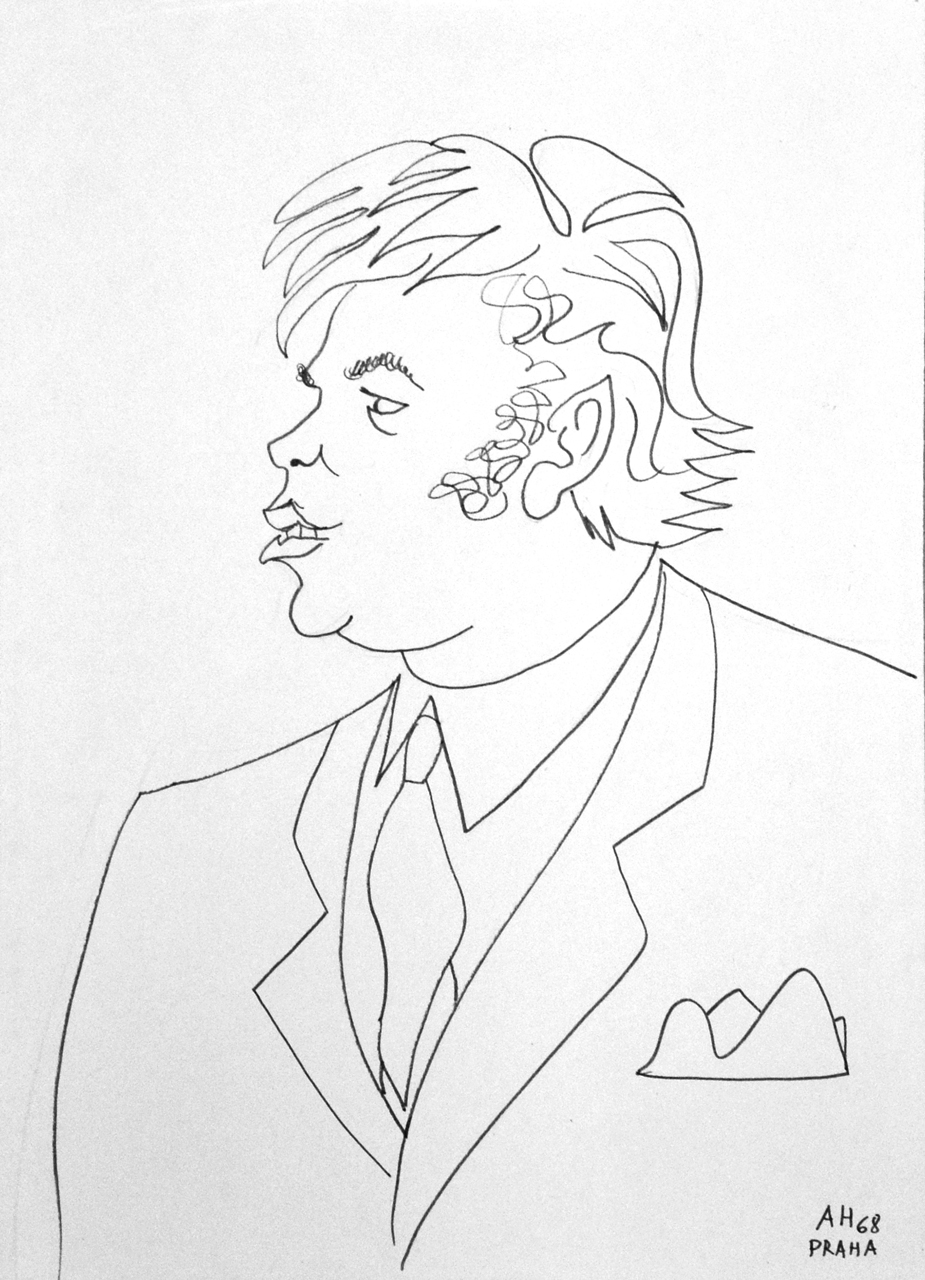
Adolf Hoffmeister, Václav Havel, 1968
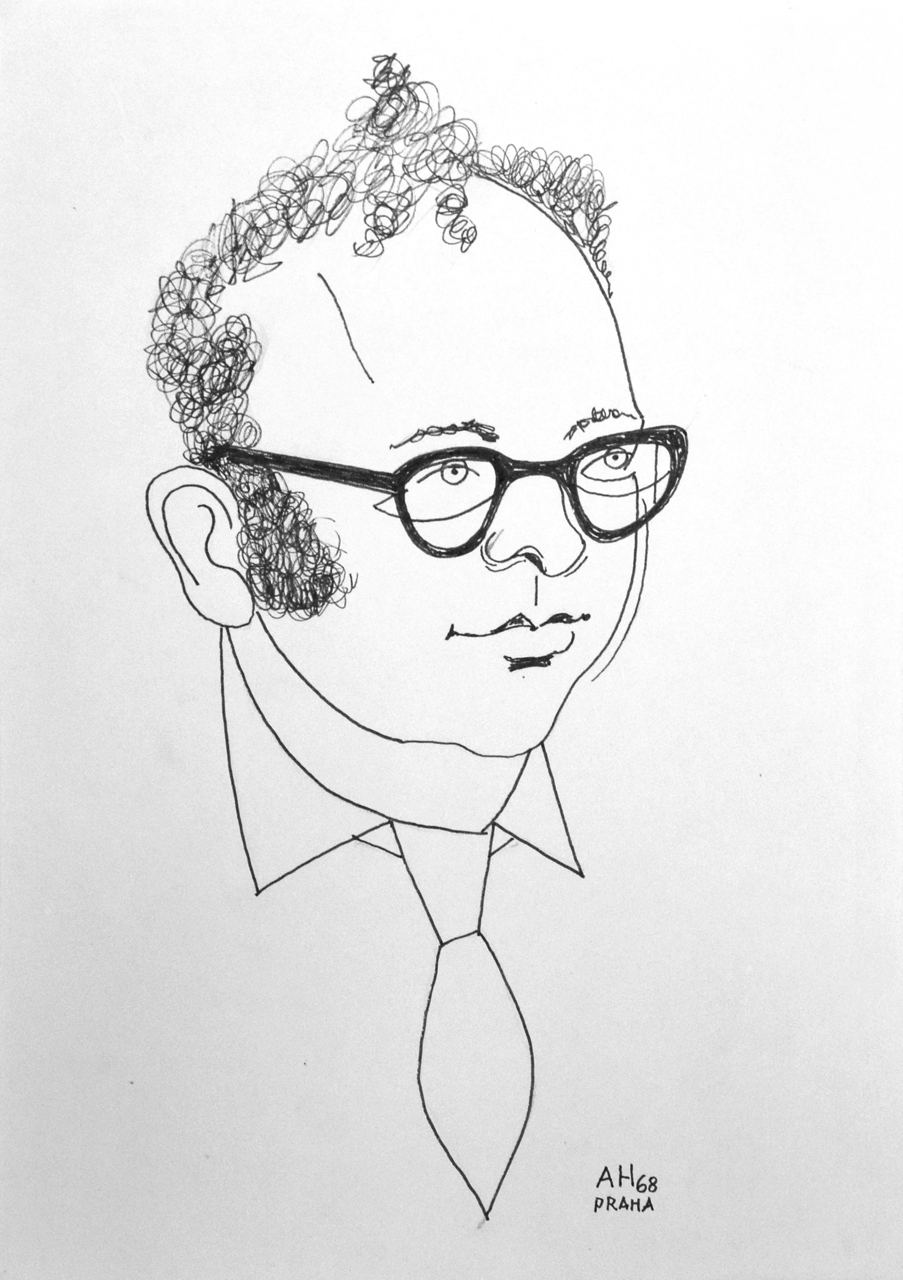
Adolf Hoffmeister, Josef Škvorecký, 1968
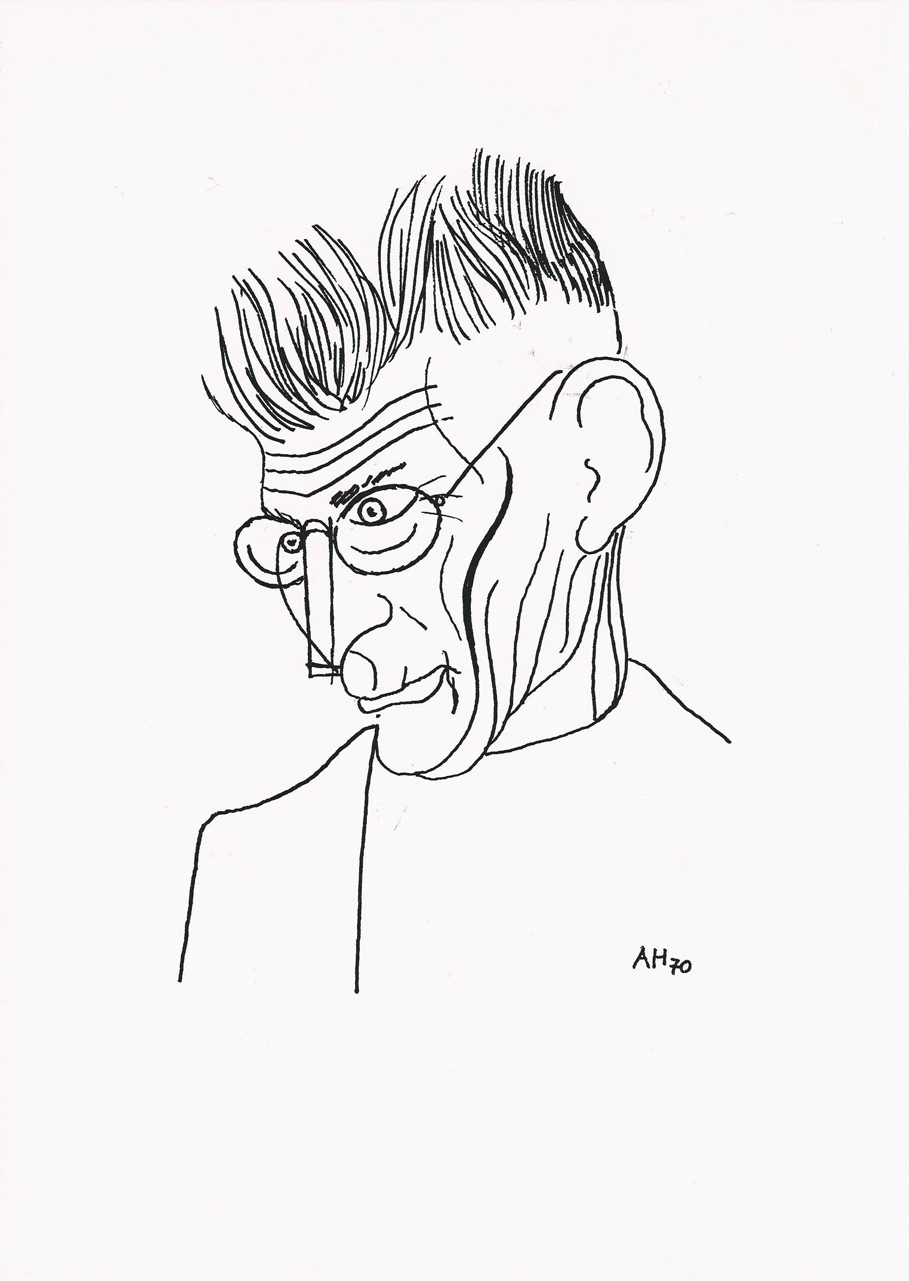
Adolf Hoffmeister, Samuel Beckett, 1970

Adolf Hoffmeister v únoru 1969 v Praze hostil Grahama Greena, v březnu navštívil Maxe Ernsta v Paříži a účastnil se schůze PEN klubu v Londýně. Měl sérii přednášek o české kultuře ve Vincennes a po ukončení semestru na VŠUP odjel přednášet do Švédska o českých předválečných avantgardních divadlech a české scénografii. V říjnu připravoval jako generální komisař v Paříži výstavu Tisíc let české a slovenské kultury, která se měla konat roku 1970 v Grand Palais, ale nakonec se za nových normalizačních poměrů neuskutečnila. Další sérii jeho přednášek ve Vincennes přerušovaly stávky levicových studentů. Setkal se s Ernstem, Chagallem, Malrauxem, Effelem a Aragonem. Vystavoval v Palais des Beaux-Arts v Bruselu, v Hamburku, Karlových Varech a připravil výstavu Jiřího Trnky.
Roku 1970 byl penzionován poté, co byla zamítnuta jeho žádost o prodloužení pracovního poměru na VŠUP. Do května ještě přednášel ve Vincennes. Byl předvolán k prověrce na ÚV KSČ a následně vyloučen z KSČ a z veškeré veřejné, publikační i výstavní činnosti.
Stáhl se do ústraní a věnoval se kresbám, tvorbě koláží a vrátil se k psaní divadelních her (Řecká tragédie, 1970, Poprava, 1971, Pissoir, 1973). Roku 1971 vytvářel ilustrace k rozepsané knize Alenčina překvapení, která parafrázuje dílo Lewise Carolla.
Roku 1972 se dlouhodobě léčil po infarktu myokardu. V baru Mars na Kladně proběhla kolaudace sloupů s Hoffmeisterovými kolážemi vytvořenými v předešlém roce. Na ustavujícím sjezdu normalizačního Svazu českých výtvarných umělců v prosinci 1972 byl v souvislosti s kritikou minulých reformních let zmiňován nejčastěji Adolf Hoffmeister. Byl obviněn ze „zpochybňování základů socialistické výtvarné kultury“. Zpráva předsednictva nového normalizačního přípravného výboru SČVU pro Ustavující sjezd z 20. 12. 1972 o něm konstatuje, že „Po lednu 1968 stupňuje své revizionistické a čím dál tím jasnější protistranické agresivní úsilí".
Roku 1973 napsal krátkou hru Pissoir, věnovanou E. Albeemu (vydáno až roku 1990) a ve svém bytě v ulici Pod Bruskou uspořádal soukromou výstavu svých posledních koláží. Zemřel na infarkt 24. července 1973 na své chalupě v Říčkách v Orlických horách. Pohřben byl na Olšanských hřbitovech.

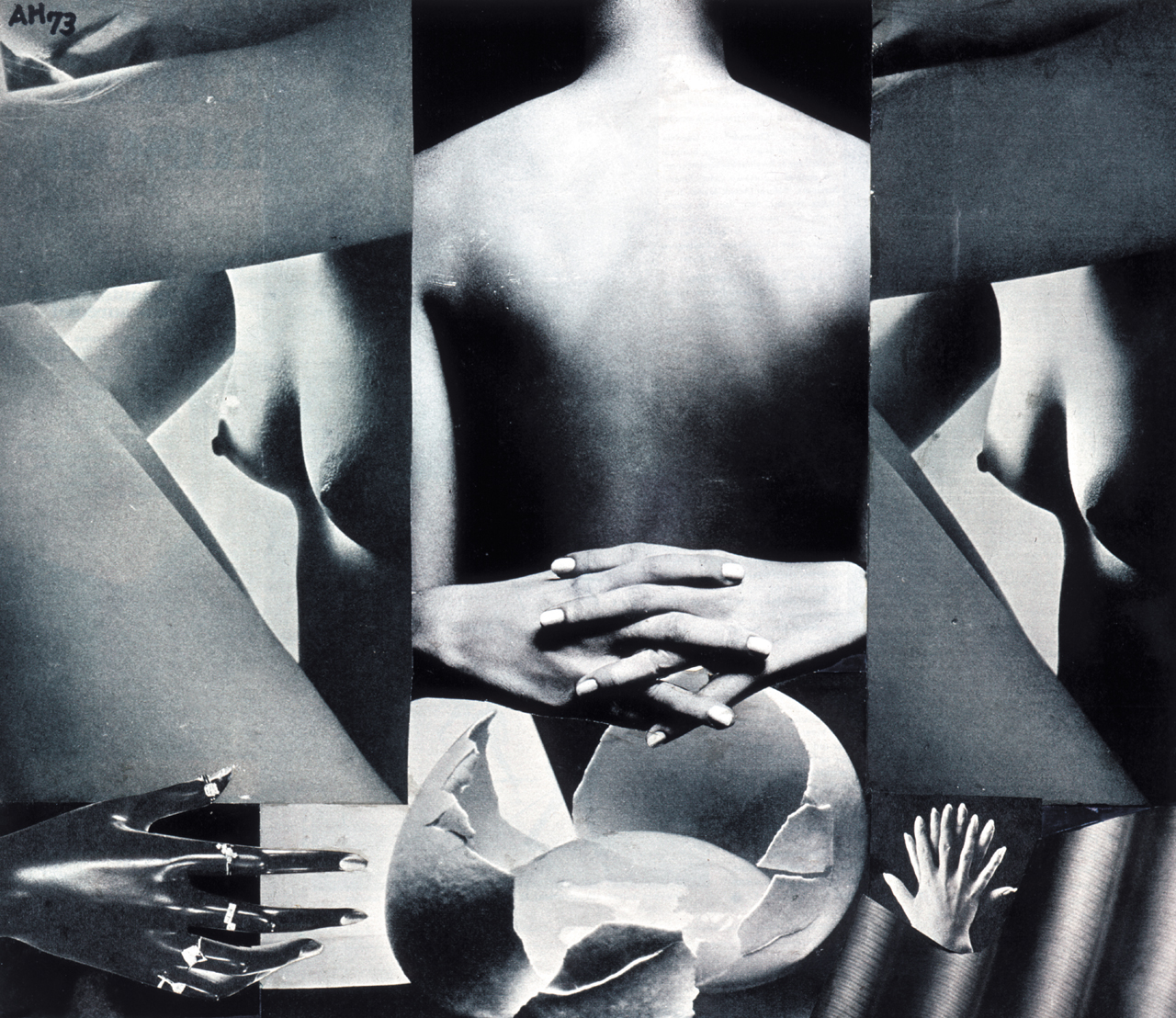
Adolf Hoffmeister, Rozbitý život, 1973
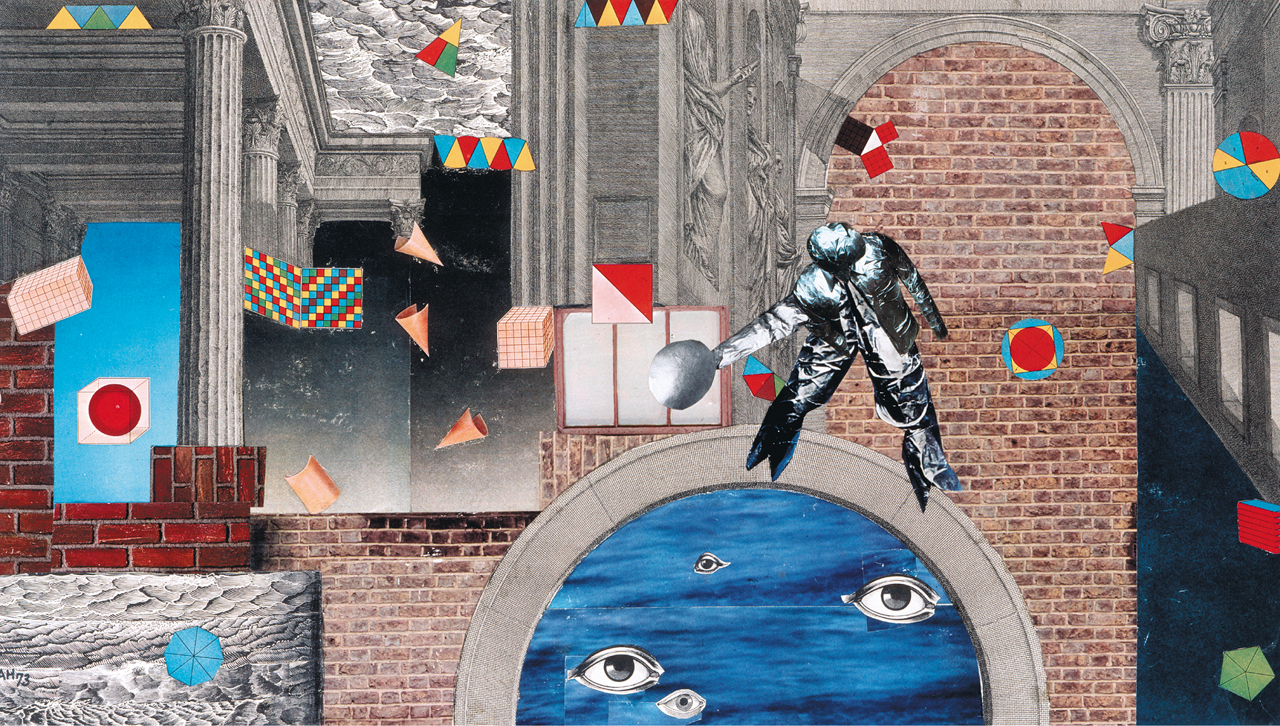
Adolf Hoffmeister, Přežitky z doby lidí. Detaily přežijí člověka, 1973
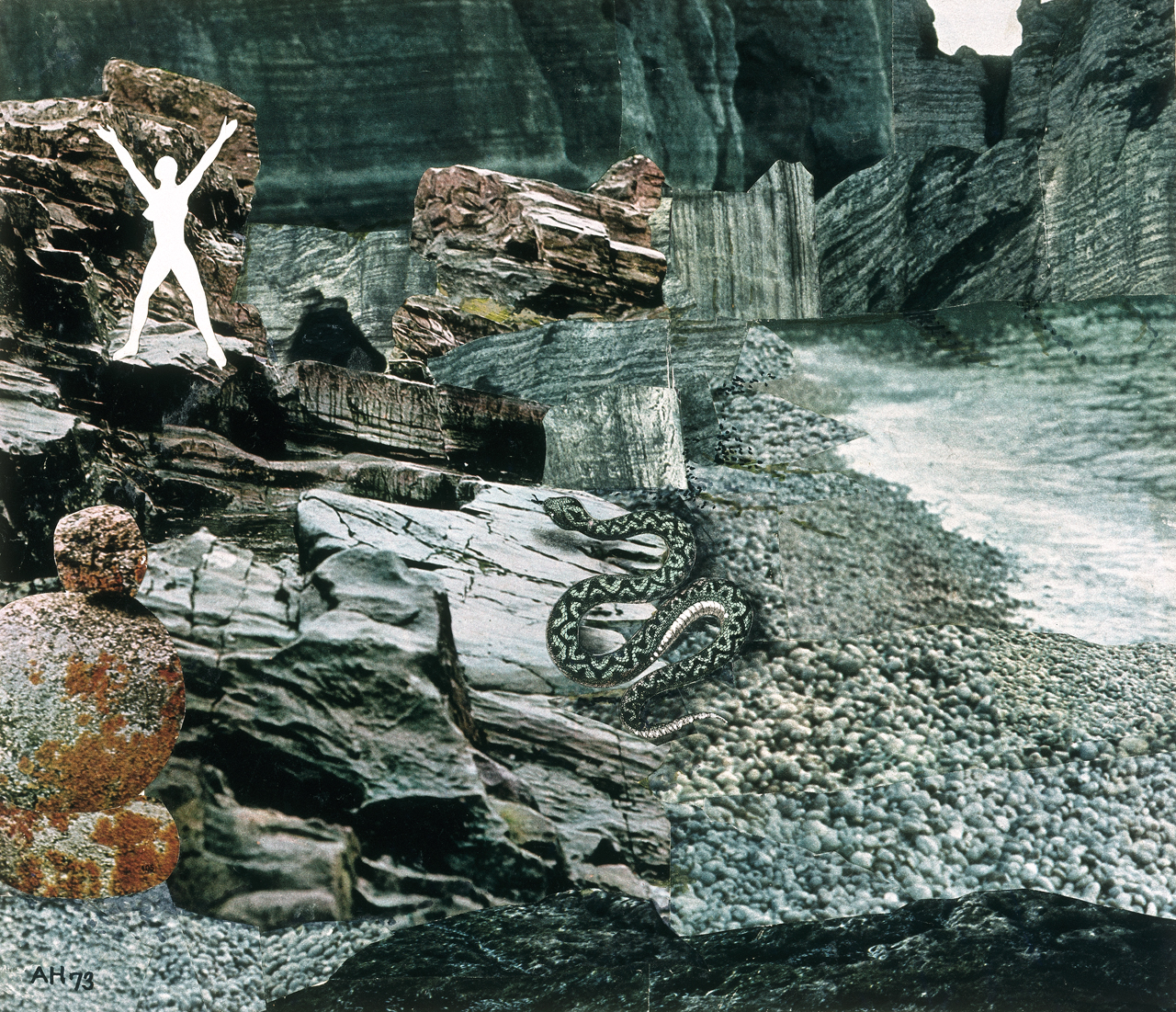
Adolf Hoffmeister, Na Zemi zbyla po lidech bílá místa, 1973
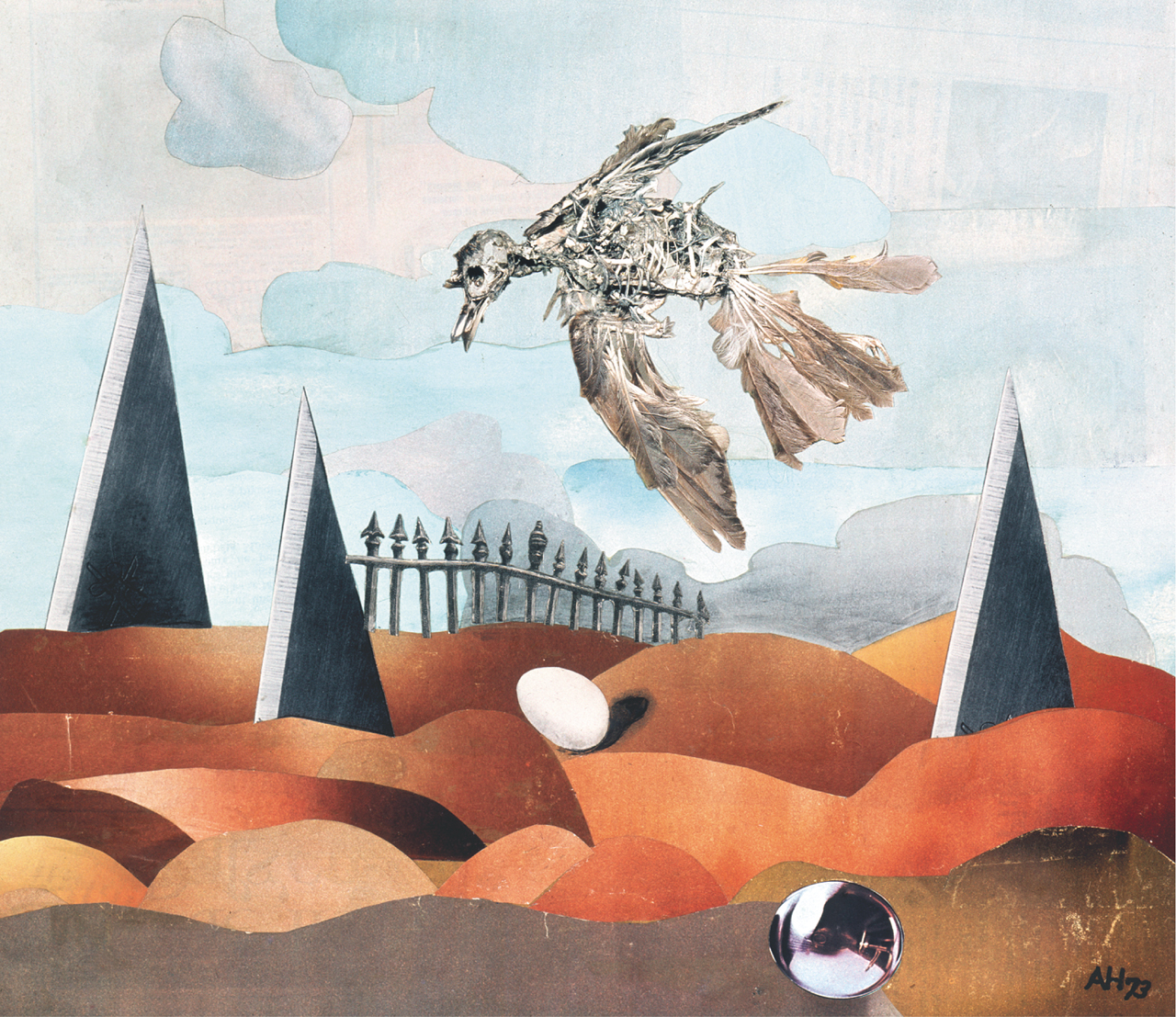
Adolf Hoffmeister, Život a smrt II, 1973

## Kulturní a politická angažovanost
V roce 1920 se stal spoluzakladatelem Svazu moderní kultury – Devětsil, byl členem Spolku výtvarných umělců Mánes, členem kulturněpolitických organizací (Levá fronta, Společnost pro hospodářské a kulturní sblížení s novým Ruskem, Klub českých a německých divadelních pracovníků). Po emigraci do Francie byl ve spojení s odbojovými organizacemi a založil i centrum čs. exilových kulturních pracovníků. Od roku 1945 do vyloučení roku 1970 byl členem KSČ. V letech 1945–1948 byl přednostou VI. odboru Ministerstva informací a osvěty, kde měl na starost zahraniční kulturní styky. Od února 1947 byl předsedou výtvarné subkomise při Kulturním a propagačním oddělení ÚV KSČ. V roce 1948 podepsal výzvu prokomunistické inteligence Kupředu, zpátky ni krok!, jež byla vydána dne 25. února 1948 na podporu komunistického převratu. V únoru 1948 se stal předsedou akčního výboru Svazu československých výtvarníků, kde mj. navrhl likvidaci „přebytečných“ a „nežádoucích“ výtvarných spolků. Od roku 1948 byl stálým delegátem Československa při UNESCO a v letech 1948–1950 působil jako československý velvyslanec v Paříži. Byl náměstkem vedoucího čs. delegace na III. a IV. valném shromáždění OSN v New Yorku (1948, 1949) a kandidátem do Rady bezpečnosti OSN. Jako komisař organizoval řadu zahraničních výstav.
V letech 1964–1968 byl předsedou Svazu československých výtvarných umělců a předsedou Československého PEN klubu. Na pražském sjezdu byl roku 1967 zvolen řádným členem Mezinárodní asociace výtvarných kritiků. V období Pražského jara byl jmenován členem kulturní komise při ÚV KSČ.
Od roku 1951 byl profesorem Ateliéru kresleného a loutkového filmu na Vysoké škole uměleckoprůmyslové v Praze, od roku 1968 profesorem na nově založené experimentální vysoké škole Centre Universitaire ve Vincennes.

## Ocenění
- 1946 francouzský Řád čestné legie
- 1947 komandér Řádu rumunské koruny
- 1947 komandér řádu Polonia restituta
- 1958 francouzský řád Chevalier de l'Ordre des Arts et Lettres
- 1960 Řád republiky
- 1962 Zasloužilý umělec

## Dílo
Adolf Hoffmeister byl nejen právníkem a politikem, ale zejména karikaturistou, ilustrátorem, autorem koláží, spisovatelem, básníkem, dramatikem, organizátorem zahraničních výstav a sběratelem umění. Proslavil se zejména jako karikaturista předních osobností světové i české kultury a politiky. Jestliže některé jeho texty mají už jen hodnotu autentického dobového svědectví, nebo historického dokumentu, pak většina z toho co nakreslil nebo sestříhal a nalepil jako koláže si uchovalo trvalou platnost stále živého uměleckého díla. Philippe Soupault označil Hoffmeistera při příležitosti jeho výstavy v Paříži roku 1961 za jednoho z nejslavnějších portrétistů naší doby.

### Výtvarné dílo
Hoffmeister patří k předním osobnostem druhé generace předválečné české avantgardy, která měla možnost poznat západní moderní umění ještě před vypuknutím první světové války a své výtvarné a literární pokusy zveřejnila již během studia na gymnáziu. Na "reálném gymnáziu v Křemencově ulici" se učil kreslit podle modelu u Camilla Stuchlíka a na hodinách kreslení, které vedl Ladislav Šíma. První kresby a linoryty, vycházející z českého kuboexpresionismu, vytvořil v letech 1917–1919 (Zátiší u okna, linoryt, 1917). Snaha o vyjádření skutečnosti jednoduchým syntetickým znakem ho v následující sérii pastelů dovedla až na hranici abstrakce (Krajina u jezera, 1918). Od roku 1920 se pro něj stala důležitá sociální témata, která si vyžádala dramatičtější expresionistické výrazové prostředky (Válka, 1920).
Postupně absorboval vlivy Kubišty, Morandiho, Rousseaua a syntetického kubismu a integroval je do vlastního stylu poetického naivismu, který byl více intelektuální konstrukcí nebo zvláštní primitivistickou formou dada. Devětsil se vědomě přikláněl k tvůrcům mimo proudy dobového modernismu, jako byl Henri Rousseau nebo Jan Zrzavý, přičemž poválečný primitivizující idiom měl přinést obrodu původního citu, zničeného civilizací. Rousseau přitahoval Hoffmeistera po celý život a nepřestával se k němu vracet (Kolumbova loď, 1921–1922, Most, 1922). Vize Rousseauova Ráje se prolínala s představou beztřídní společnosti, prosazovanou komunistickou stranou.

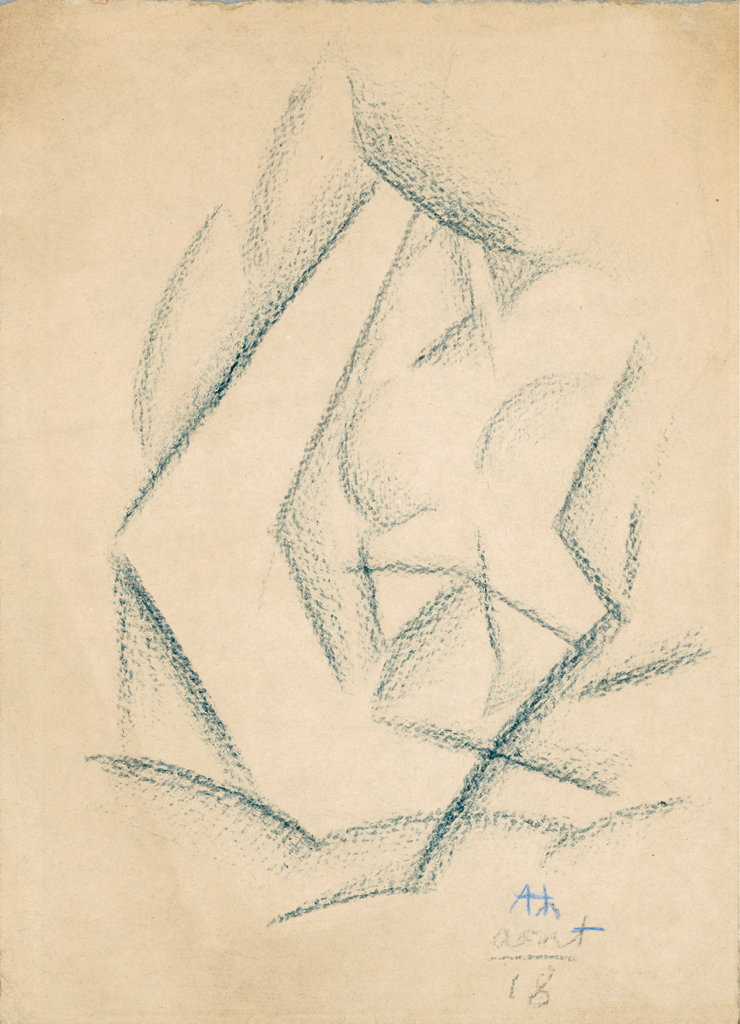
Adolf Hoffmeister, Cesta, 1918
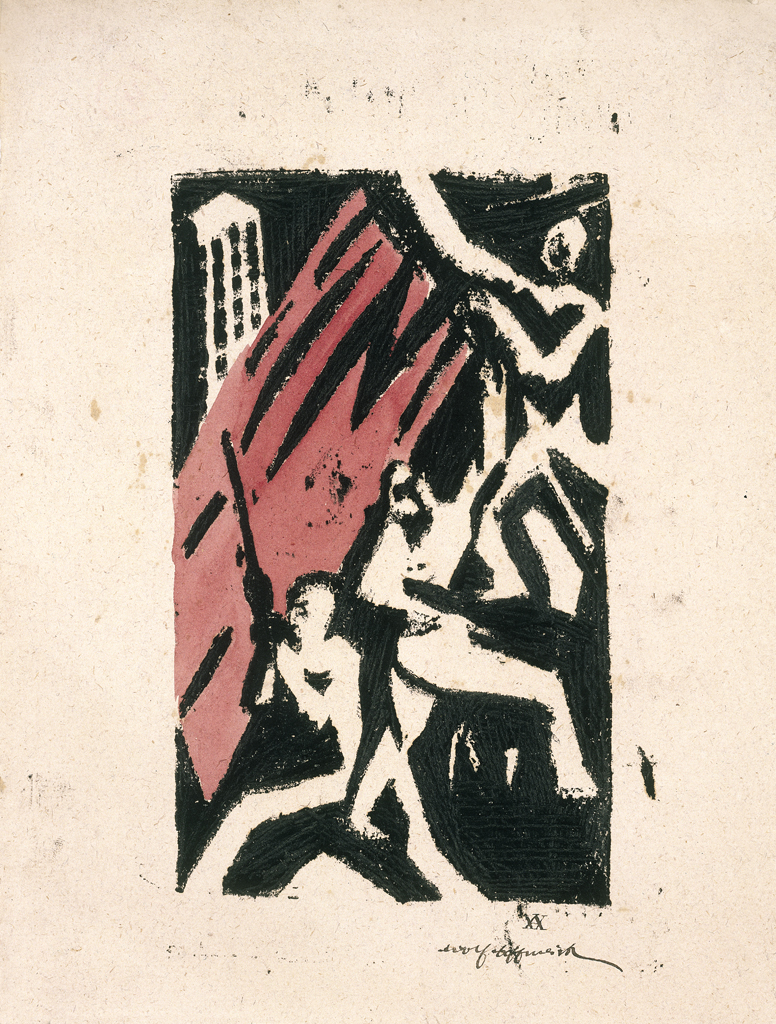
Adolf Hoffmeister, Revoluce, 1920
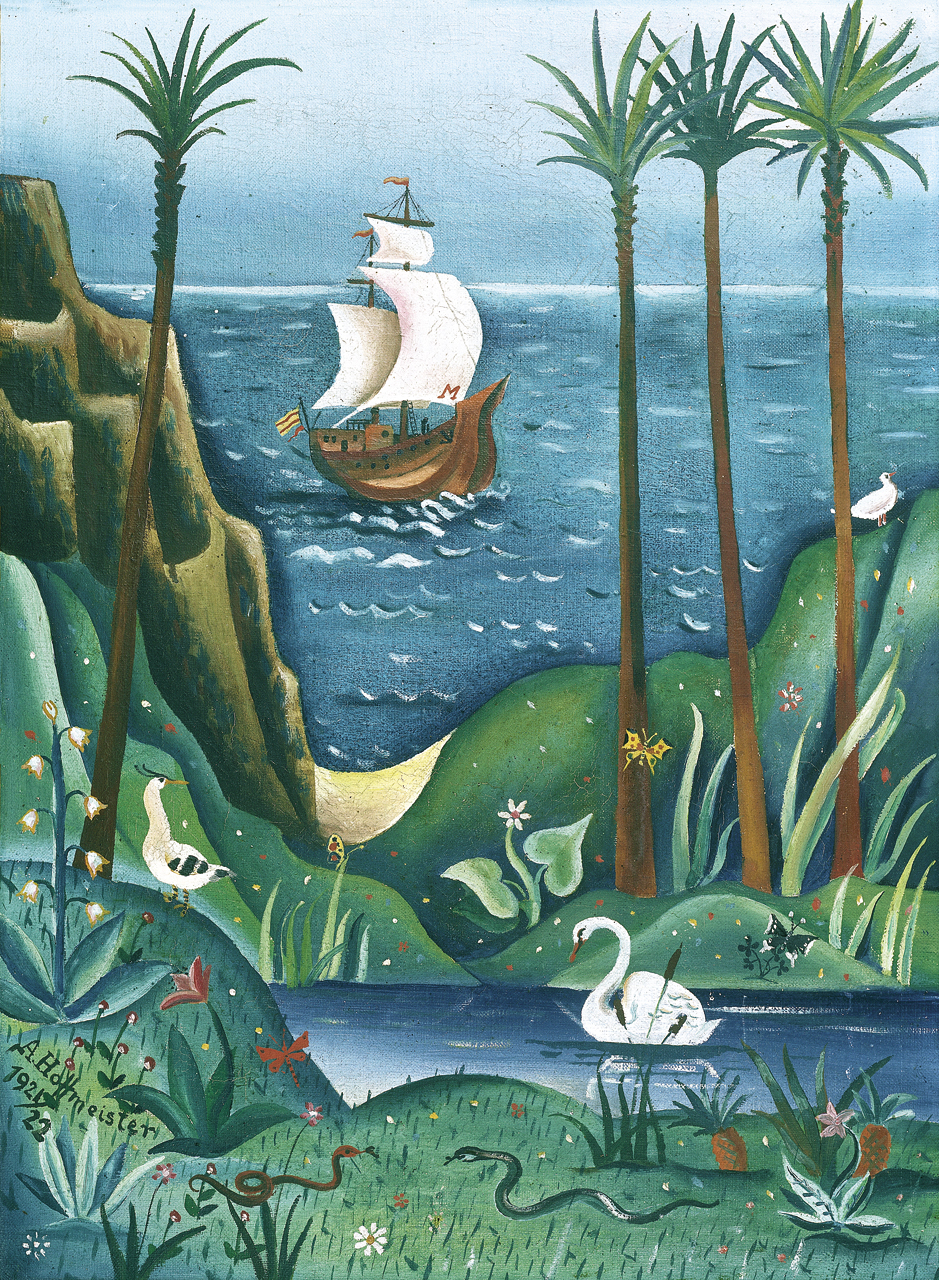
Adolf Hoffmeister, Kolumbova loď, 1921–22
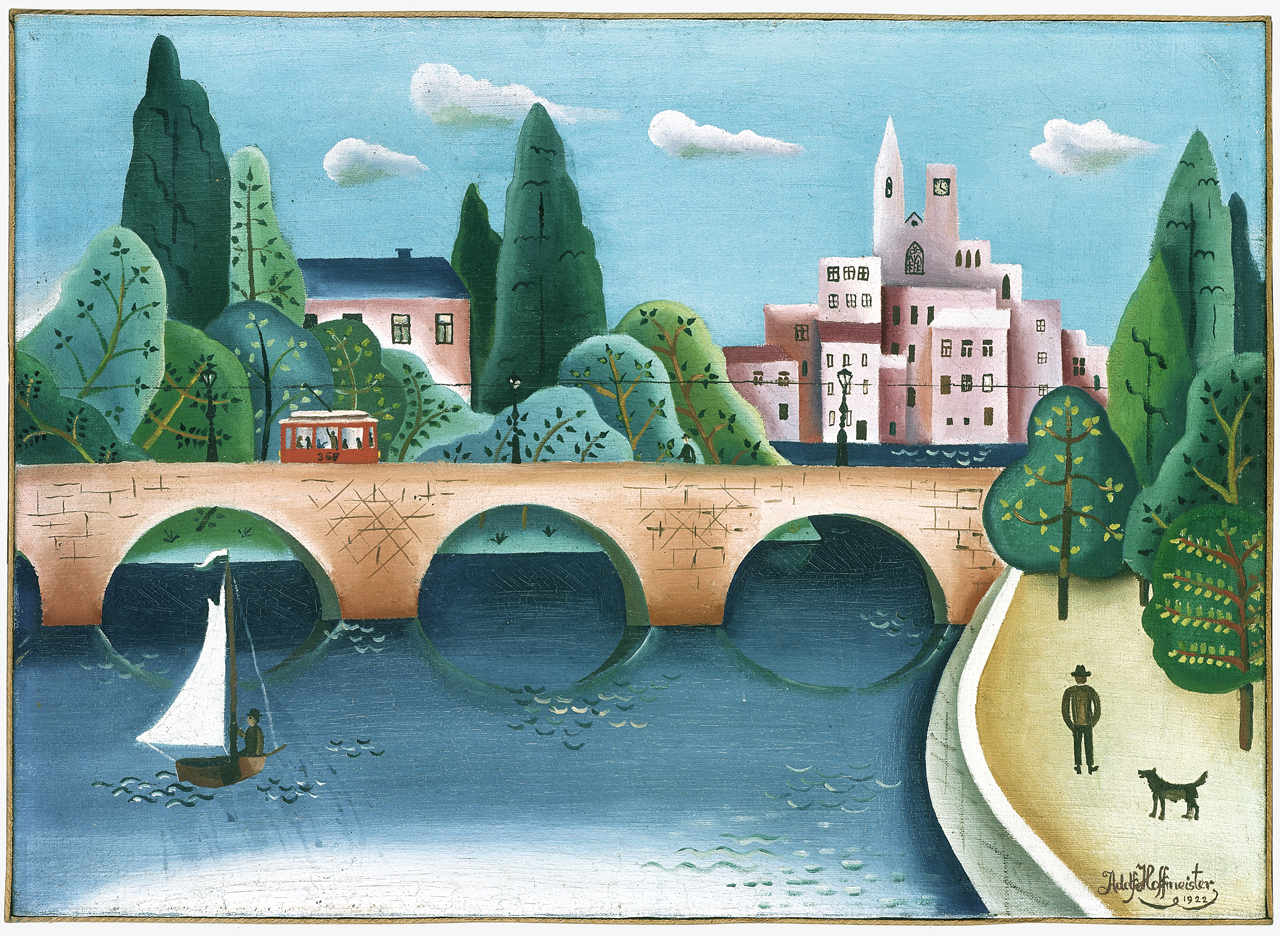
Adolf Hoffmeister, Krajina s mostem, 1922

Během své první cesty do Paříže (1922) se seznámil osobně s Tristanem Tzarou a pochopil osvobozující funkci a absurdní humor dadaismu i jeho schopnost znevážit tradiční civilizační fetiše. Dalším zdrojem Hoffmeisterovy avantgardní tvorby se stal sovětský konstruktivismus, který v Čechách propagoval zejména Karel Teige. Ten nahrazoval malířství a sochařství „užitkovými“ obory jako fotografie a fotomontáž, angažovanou karikaturou, průmyslovým designem, typografií, scénickým výtvarnictvím a konstruktivní tvorbou.

#### Podobizny
Hoffmeister začal své první karikatury zveřejňovat roku 1924 v Lidových novinách a od roku 1927 jimi ilustroval vlastní texty vydané knižně.
Jako karikaturista měl Hoffmeister vyvinutý smysl pro důstojnost člověka, odrážející demokratické tradice v nichž vyrůstal a jejichž kořeny do sebe vstřebal, nikoli socialistický životní způsob, ke kterému se hlásil později, aniž by jej přijímal beze zbytku. V jeho podání není karikatura deskriptivní nápodobou, ani psychologizujícím introspektivním vhledem. Vždy usiloval o jednoduchost a dosažení neměnného standardu – o kdykoli zopakovatelný typ, který vyzdvihuje zobecnitelné vlastnosti povahy i fyziognomie.
Hoffmeisterův kreslířský styl, založený na jemné, úsporné a přesné perokresbě, se vyhranil do víceméně definitivní podoby v letech 1925–1927. Téměř nikdy nepoužívá šrafování, stínování nebo lavírování a k technice štětcové kresby měl vyslovený odpor. Z nejstarších Hoffmeisterových karikatur (1924–1925) vyplývá, že jakmile nalezl adekvátní výtvarné vyjádření, již ho později neměnil. Základní technikou byla lineární tušová kresba, po roce 1928 někdy doplněná koláží. Kresba byla úsporná, střídmá, ekonomická, výrazná, stručná, puristická a ukázněná (Masaryk jedním tahem, 1931). Přestože je v kresbách patrný vliv poetismu a surrealismu, jsou souběžné spíše s konstruktivismem a funkcionalismem. Podle vlastního Hoffmeisterova aforismu: „Kresba je báseň, telegram a architektonická konstrukce současně“.
Hoffmeisterovy karikatury, s výjimkou těch politických v době druhé světové války, jsou jen málokdy zesměšňující a splývají se zobecňující portrétní kresbou. Známá je jeho kresba „Pátečníků“ a portréty T.G. Masaryka).
Nejvýznamnější a nejpočetnější složkou jeho díla jsou Podoby (Visages), které vznikaly v rozmezí více než půl století, nejprve jako stenografické skici podle živého modelu, pořízené obvykle během rozhovoru. Hoffmeister používá obvyklých postupů karikatury, jako je nadsázka, zkratka, deformace nebo zvýraznění charakteristických detailů aby se dobral hlubší pravdy. Veřejně známé osobnosti zbavuje nimbu uctívaných géniů a zachycuje je v civilních nebo komických situacích, které je polidšťují. Definitivní portrét vzniká jako rekonstrukce psychické a fyzické podoby modelu zdůrazněním charakteristických detailů a potlačením podružného. Pokud se k některým osobnostem opakovaně vracel, může tělo nebo životní situace procházet překvapivými proměnami, ale podoba tváře zůstává téměř neměnná. Takto se např. postupně proměnil Hoffmeisterův portrét G. K. Chestertona – od milého legračního tlouštíka u stolu plného rozházených papírů až po komického apoštola katolicismu a cestovatele, zobrazeného jako vznášející se balón s křížem uprostřed čela.
Hoffmeisterova první malá výstava kreseb u nakladatele Fromka roku 1927 vyvolala takovou pozornost, že vzápětí dostal možnost vystavovat v Mánesu a byl přijat za řádného člena SVU Mánes. Již následujícího roku vystavoval v pařížské Galerii d'Art contemporain a po příznivých kritikách v zahraničním tisku začal otiskovat své kresby v některých francouzských periodikách. Roku 1929 mu úvod do katalogu k výstavě kreseb v Aventinské mansardě napsal mluvčí Devětsilu Karel Teige a uznal je tak jako legitimní součást českého avantgardního umění. V následujícím roce ho nakladatel Otakar Štorch-Marien pověřil, aby interviewoval a kreslil významné kulturní osobnosti pro časopis Rozpravy Aventina. Vznikly tak portréty Tzary, Joyce, Le Corbusiera, Valéryho, H. Meyera, Piscatora, Lunačarského a dalších.

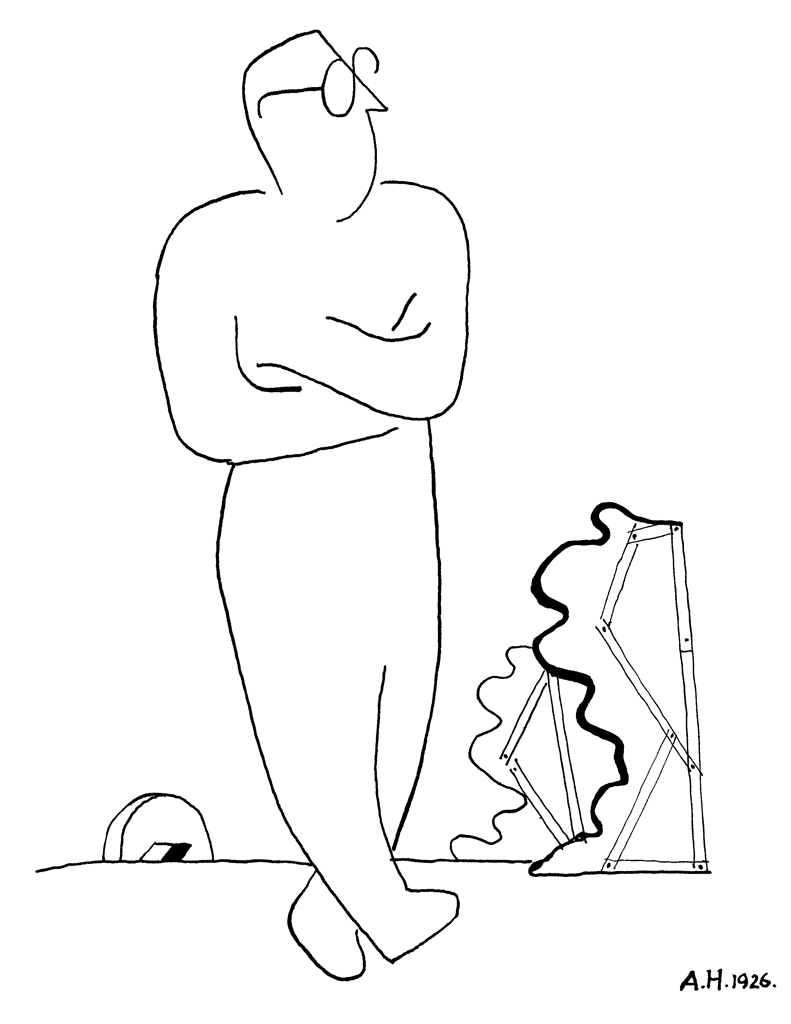
Adolf Hoffmeister, Josef Čapek, 1924
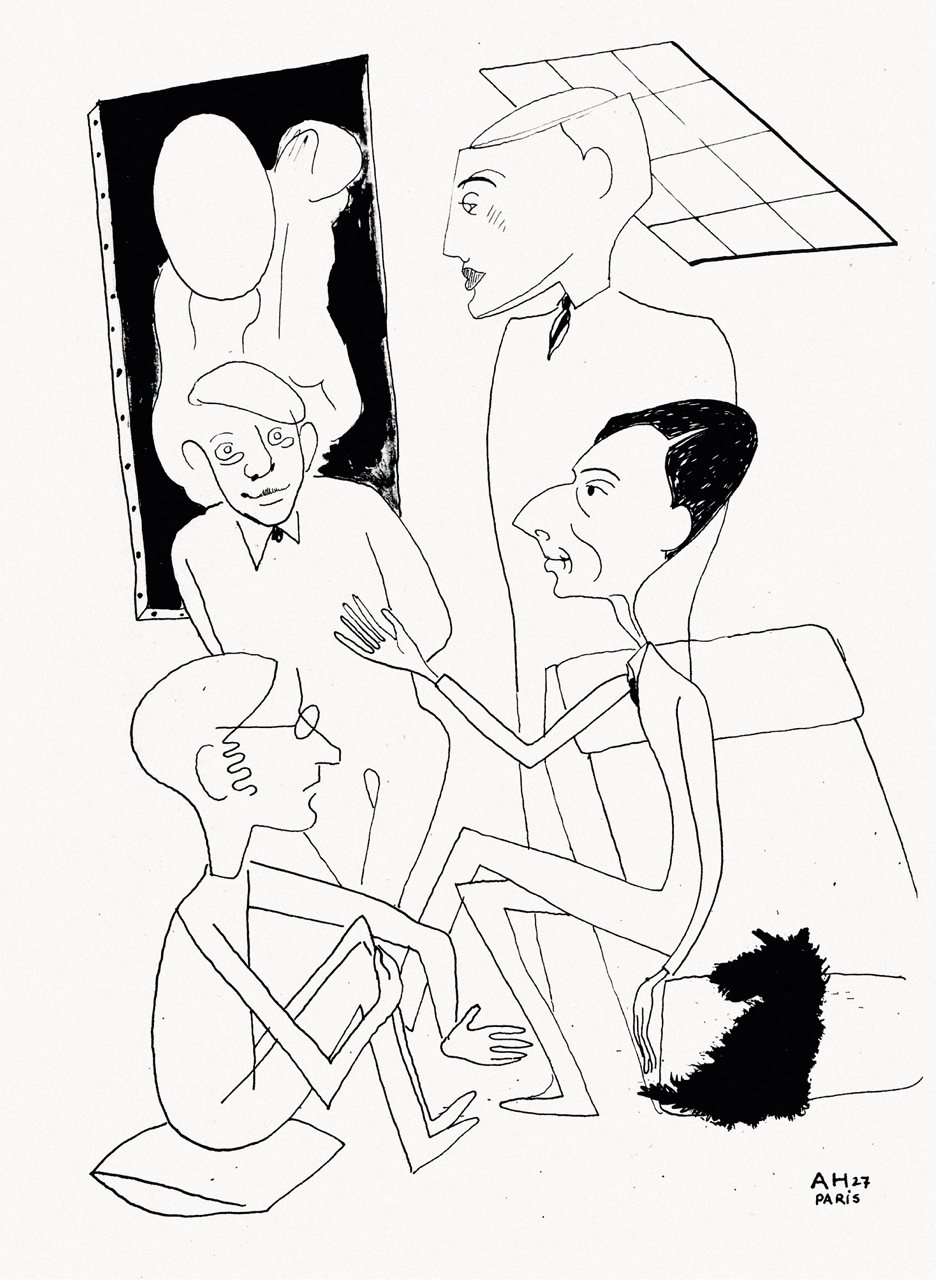
Adolf Hoffmeister, Schůzka skupiny Le Grand Jeu v ateliéru Josefa Šímy (R. Daumal, A. Harfaux, R. Gilbert-Lecomte, R. Vailand), 1927
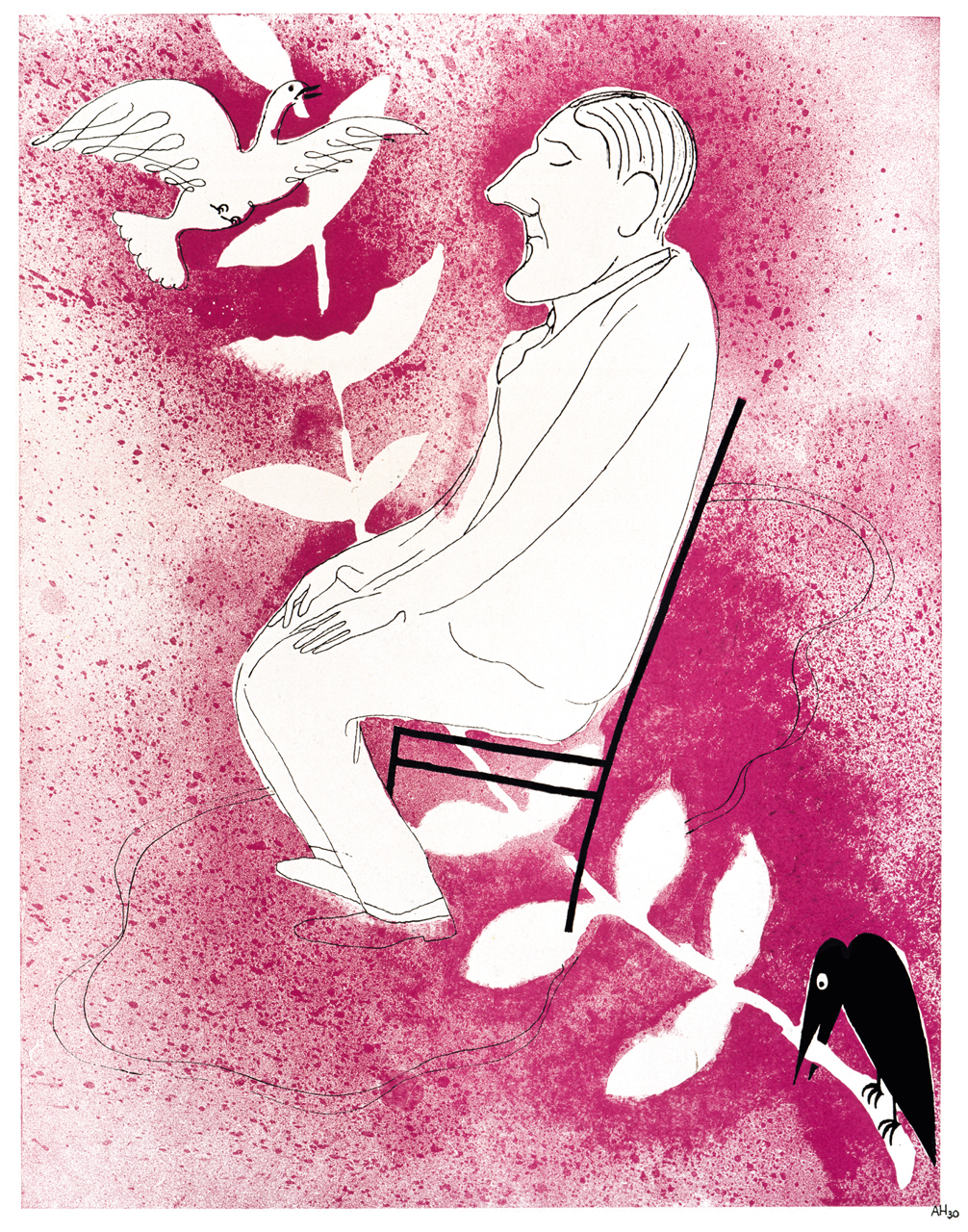
Adolf Hoffmeister, Jindřich Štyrský, 1930
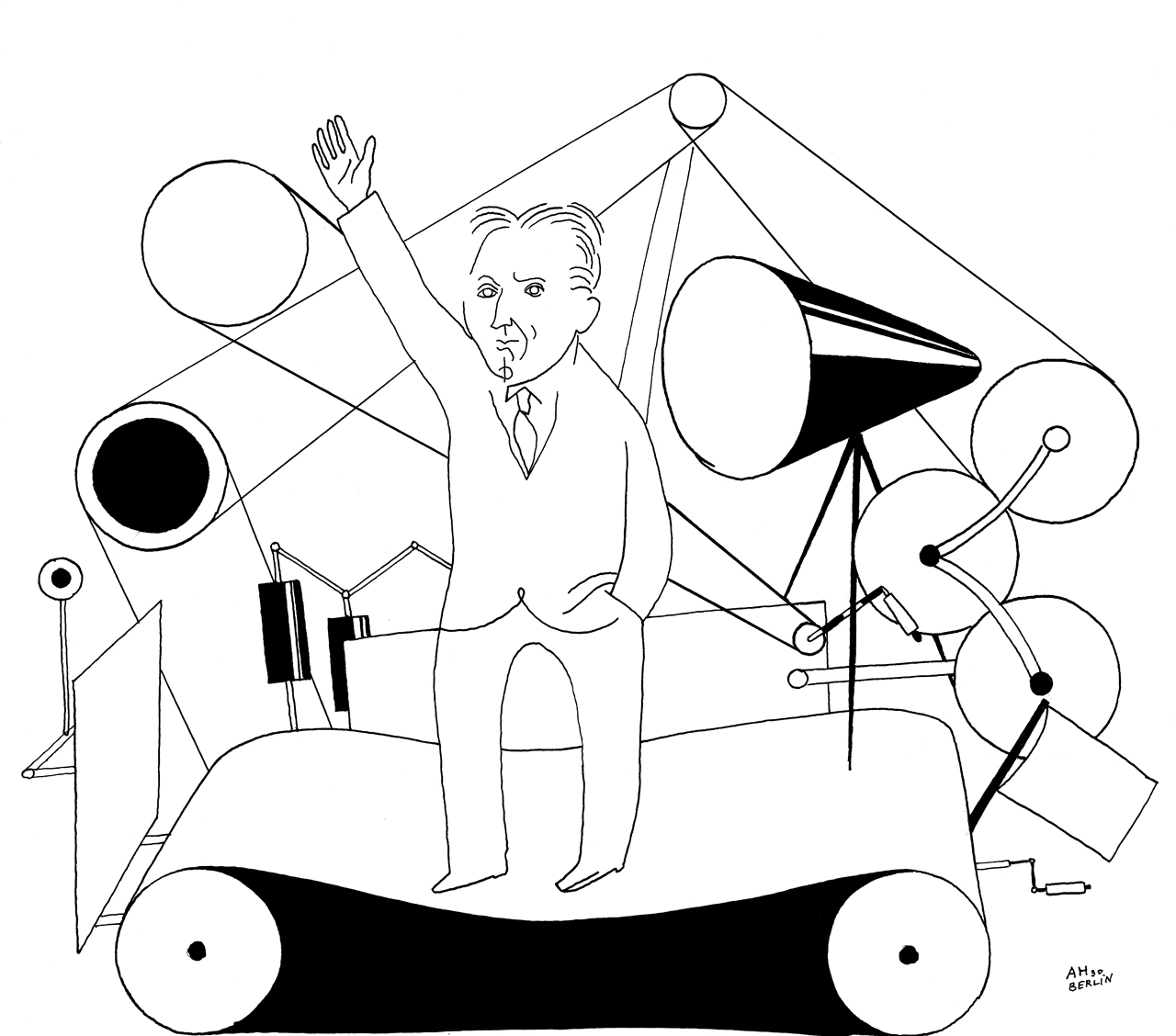
Adolf Hoffmeister, Erwin Piscator, 1930

Hoffmeisterovy podobizny vznikaly souběžně s jeho další tvorbou po celý život. V 60. letech znovu kreslil osobnosti, které poznal již před válkou (Josef Šíma, Pablo Picasso, Salvador Dalí, Louis Aragon, ad.) a zároveň nové tváře, které zachytil během svých zahraničních cest na kongresech nebo konferencích UNESCO (Fernand Léger, Alberto Giacometti, Ernest Hemingway, John Steinbeck, Ray Bradbury, Oskar Kokoschka, aj.) Styl portrétů se ale mění a Hoffmeister je častěji doplňuje koláží nebo barevnými plochami. Také jeho pérovky se vyznačují silnější geometrickou stylizací forem. Fyziognomické rysy jsou s velkou kreslířskou suverenitou zachyceny jako protínající se přímky a křivky, ale výsledkem je živá osobnost portrétovaného (James Joyce, 1966, Dylan Thomas, 1966).

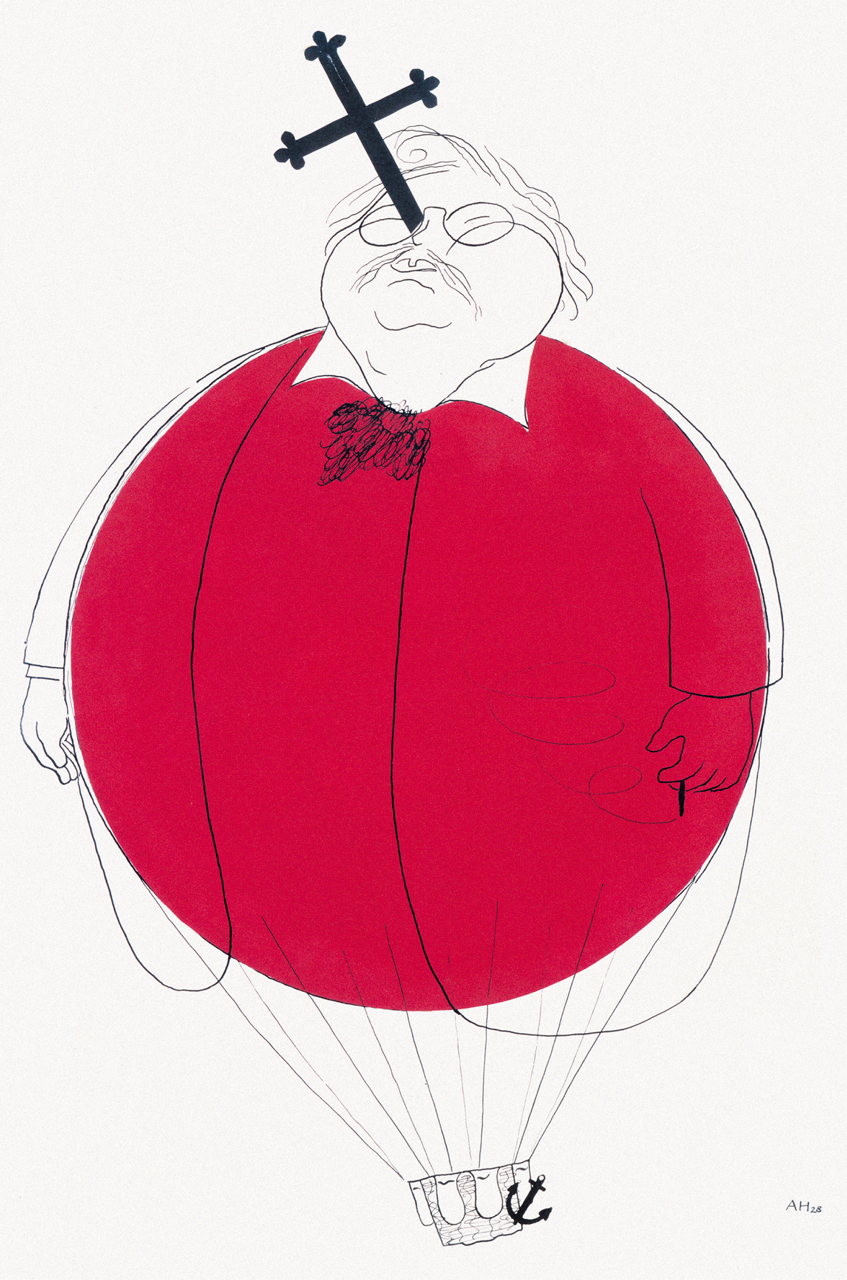
Adolf Hoffmeister, Koule a kříž, G. K. Chesterton, 1928
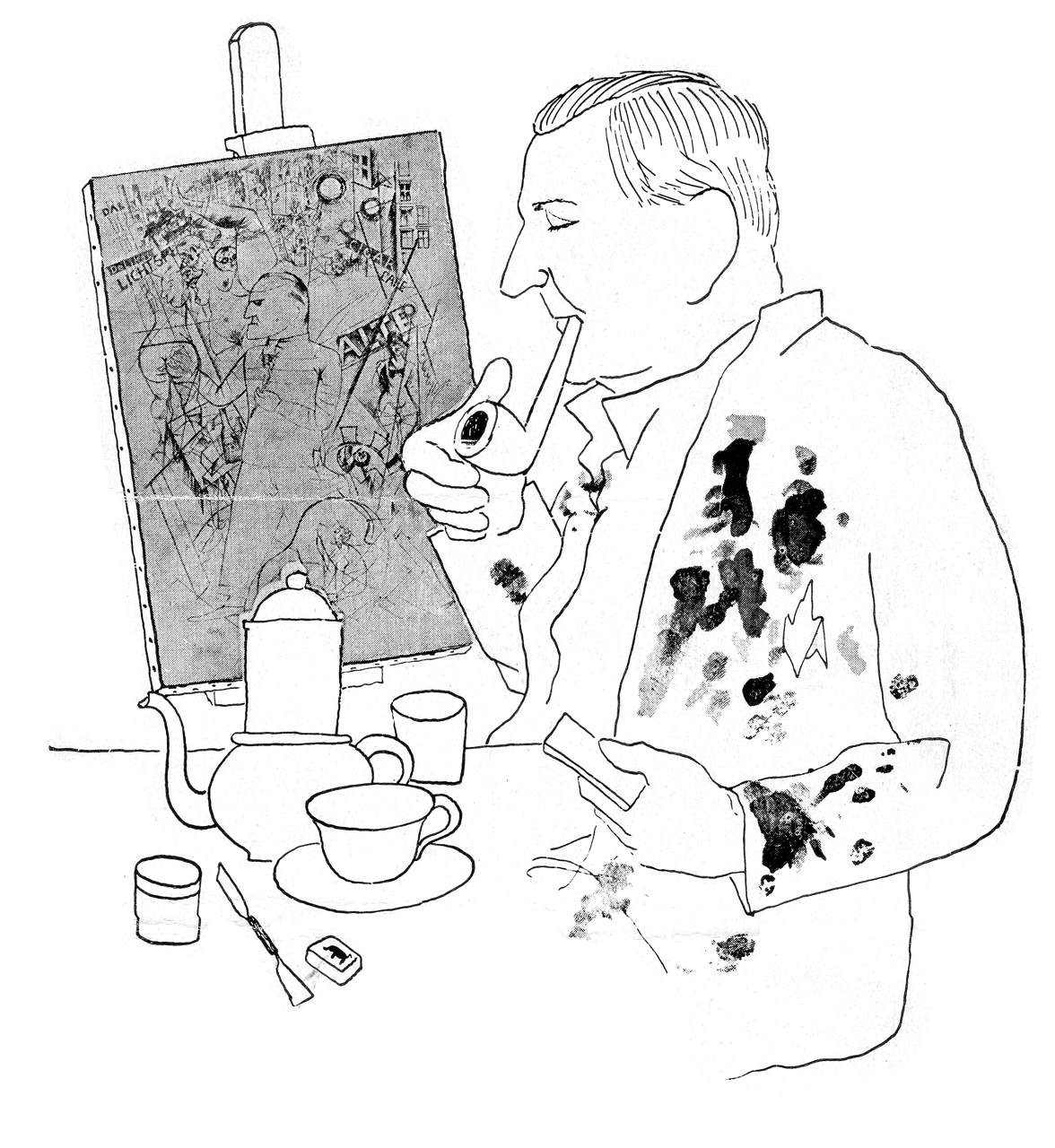
Adolf Hoffmeister, Georg Grosz, 1930
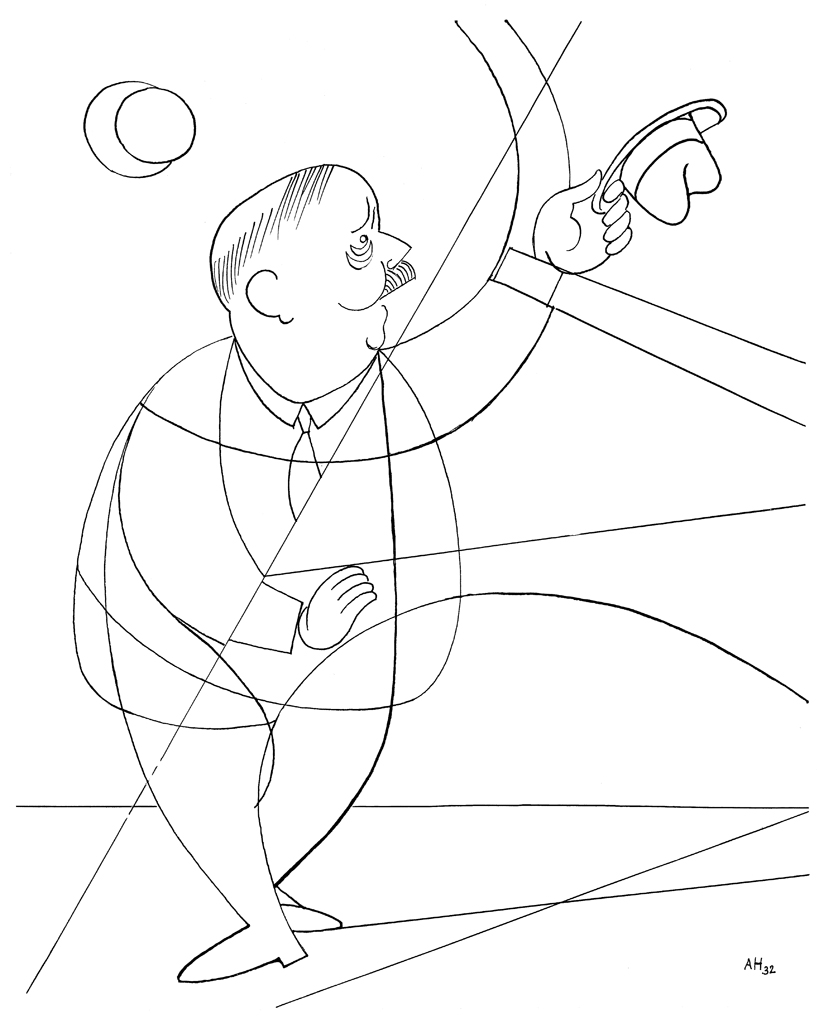
Adolf Hoffmeister, H.G.Wells, 1932
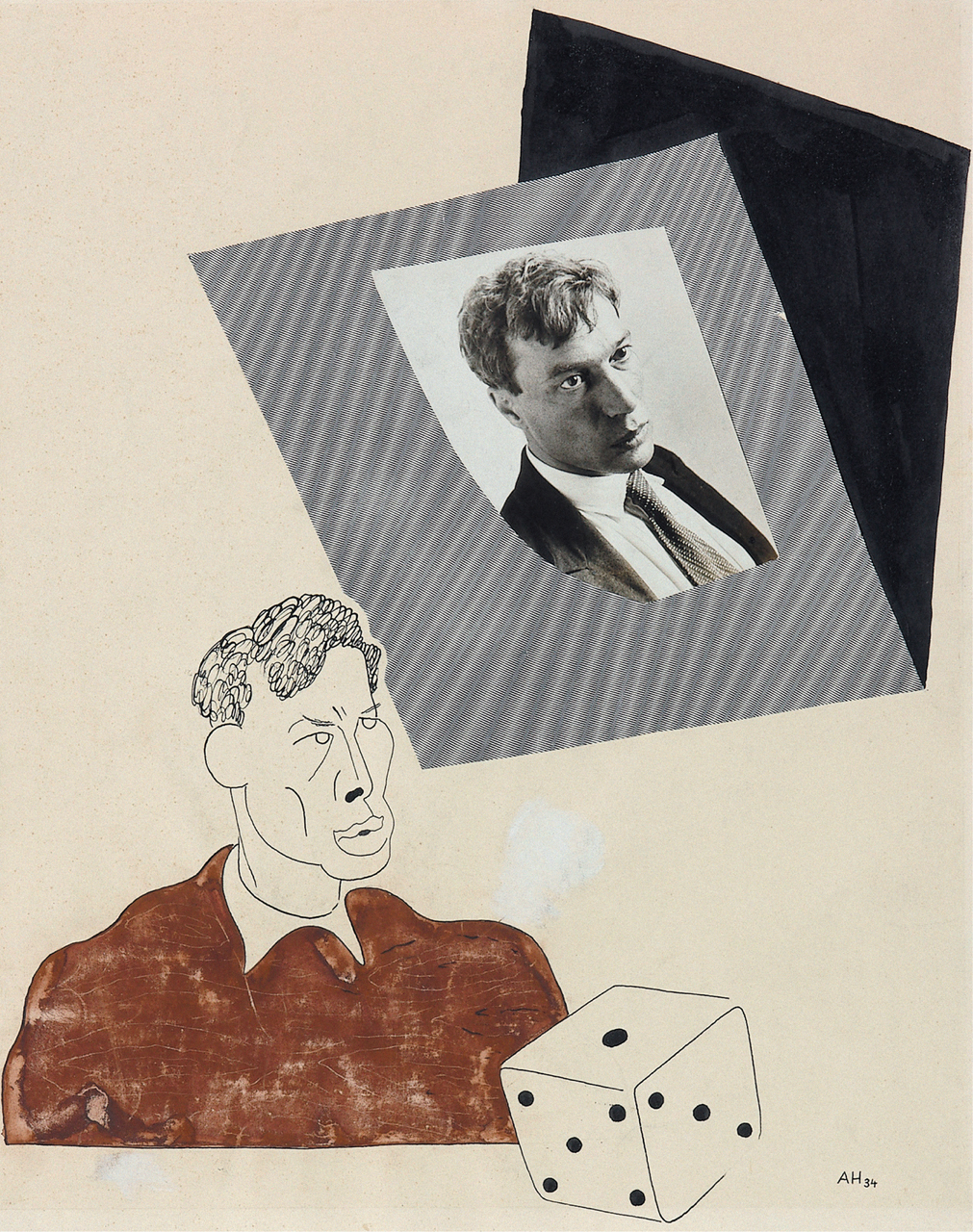
Adolf Hoffmeister, Boris Pasternak, 1934
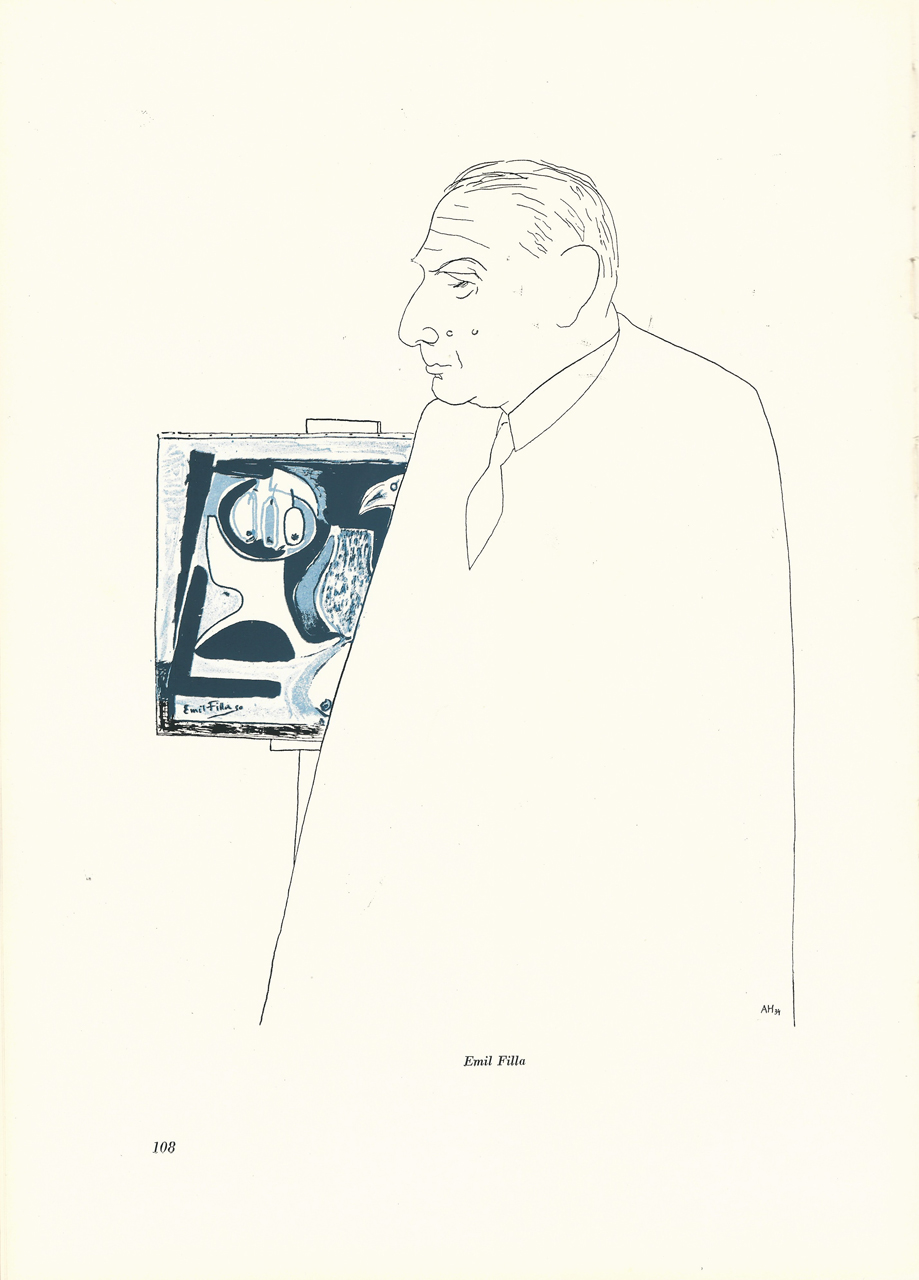
Adolf Hoffmeister, Emil Filla, 1934
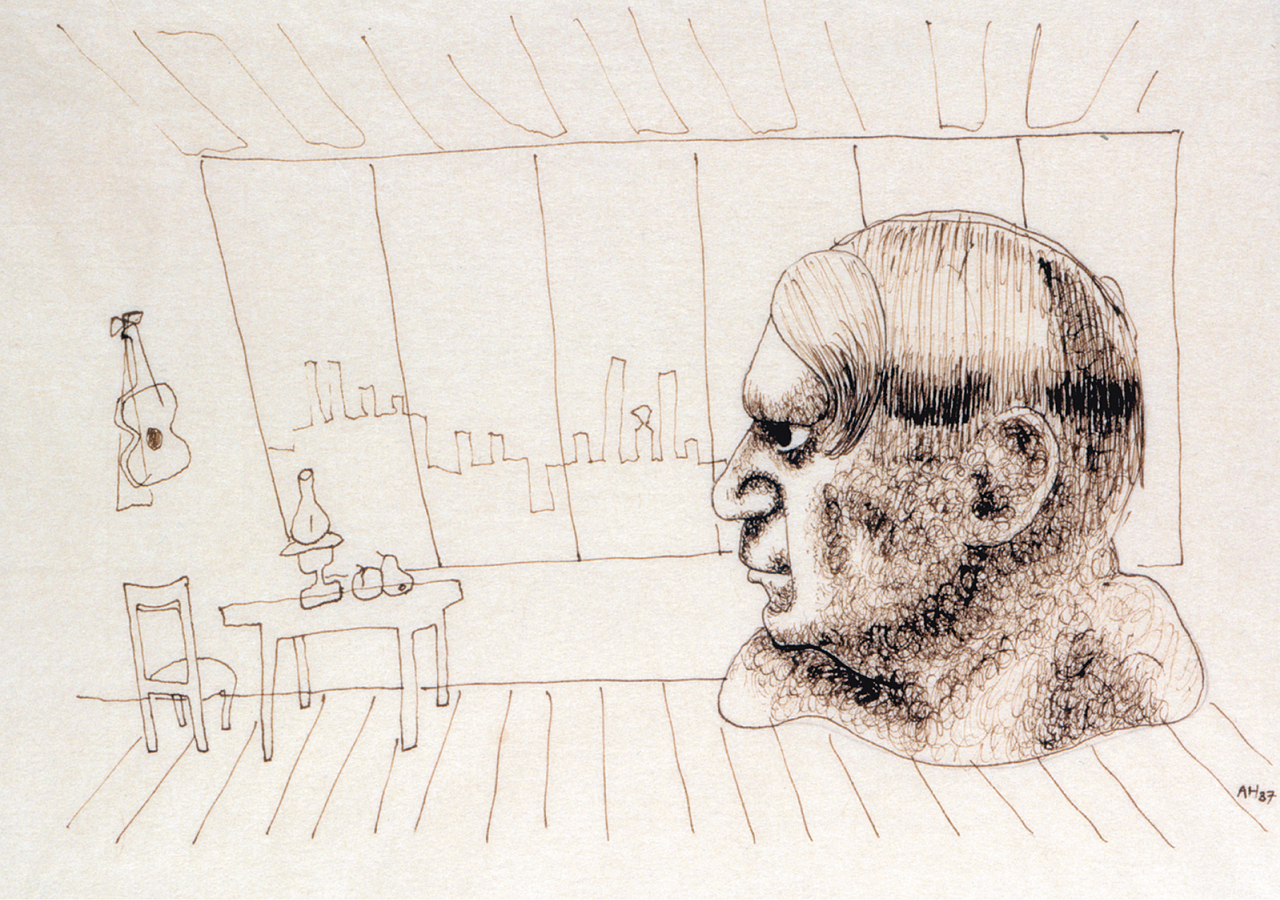
Adolf Hoffmeister, Pablo Picasso, 1937 - Národní galerie v Praze
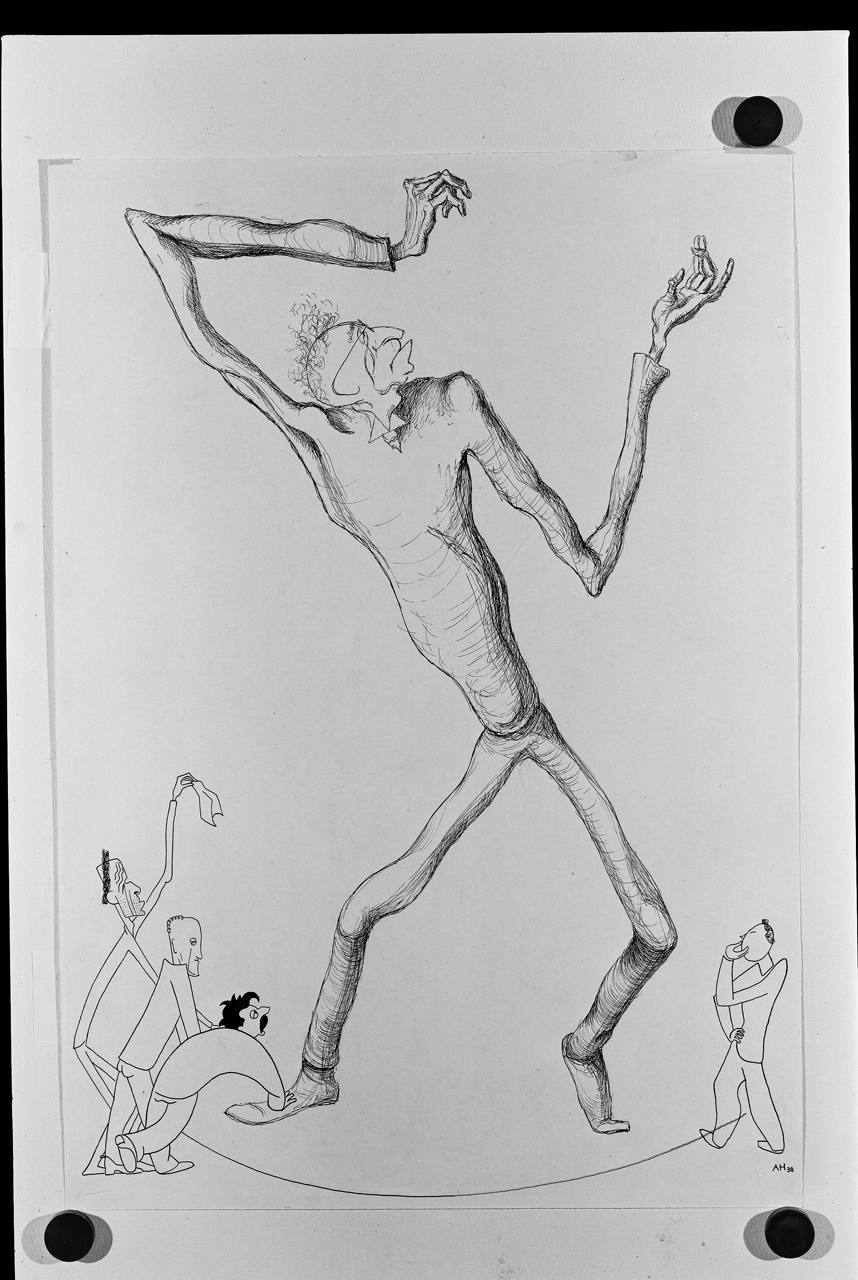
Adolf Hoffmeister, Vsevolod Mejerchold a jeho čeští obdivovatelé, 1938
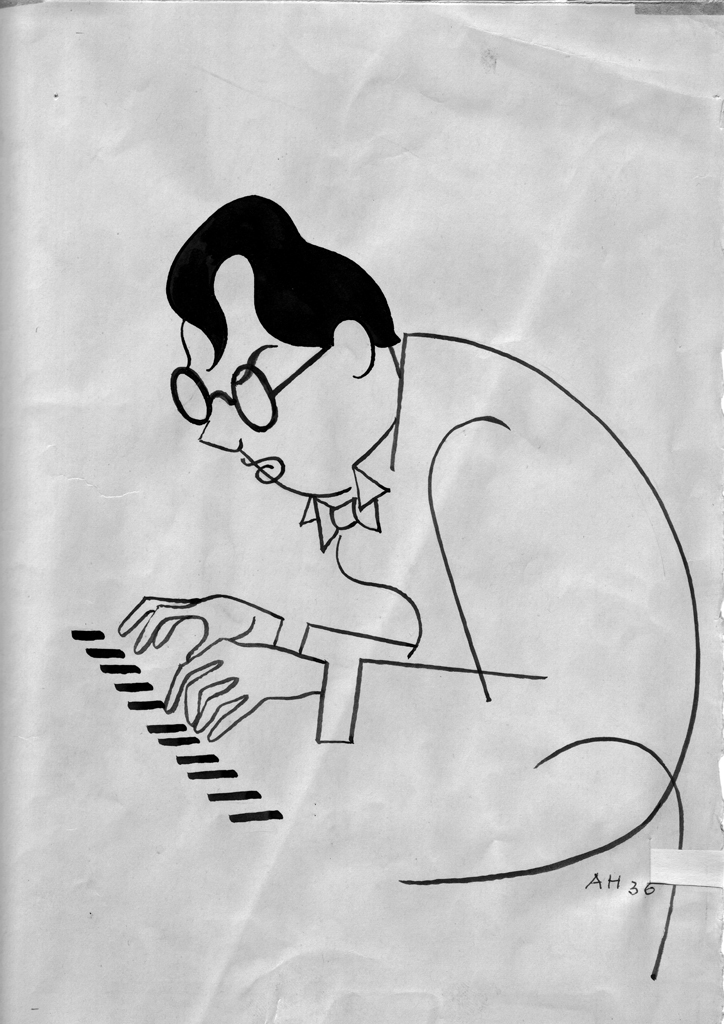
Adolf Hoffmeister, Jaroslav Ježek, 1936

Hoffmeister se už ve dvacátých letech stýkal s pražskými Němci a z raného mládí znal Franze Kafku i prostředí kde se pohyboval. Jeho kafkovský cyklus ale vznikl až 40 let po spisovatelově smrti, během postupné rehabilitace jeho díla v 60. letech. V letech 1963–1973 vytvořil cyklus imaginárních portrétů Franze Kafky, čítající několik desítek kreseb a koláží, který se stal poslední částí i vyvrcholením jeho portrétní tvorby (FK, návrh na poštovní známku, 1967) Do kafkovské série se promítla i aktuální politická situace a okupace v srpnu 1968 – jako koláž s Kafkou a hrozivými hnáty kostlivců nad Prahou (Franz Kafka – Stále ohrožená Praha, 1968).

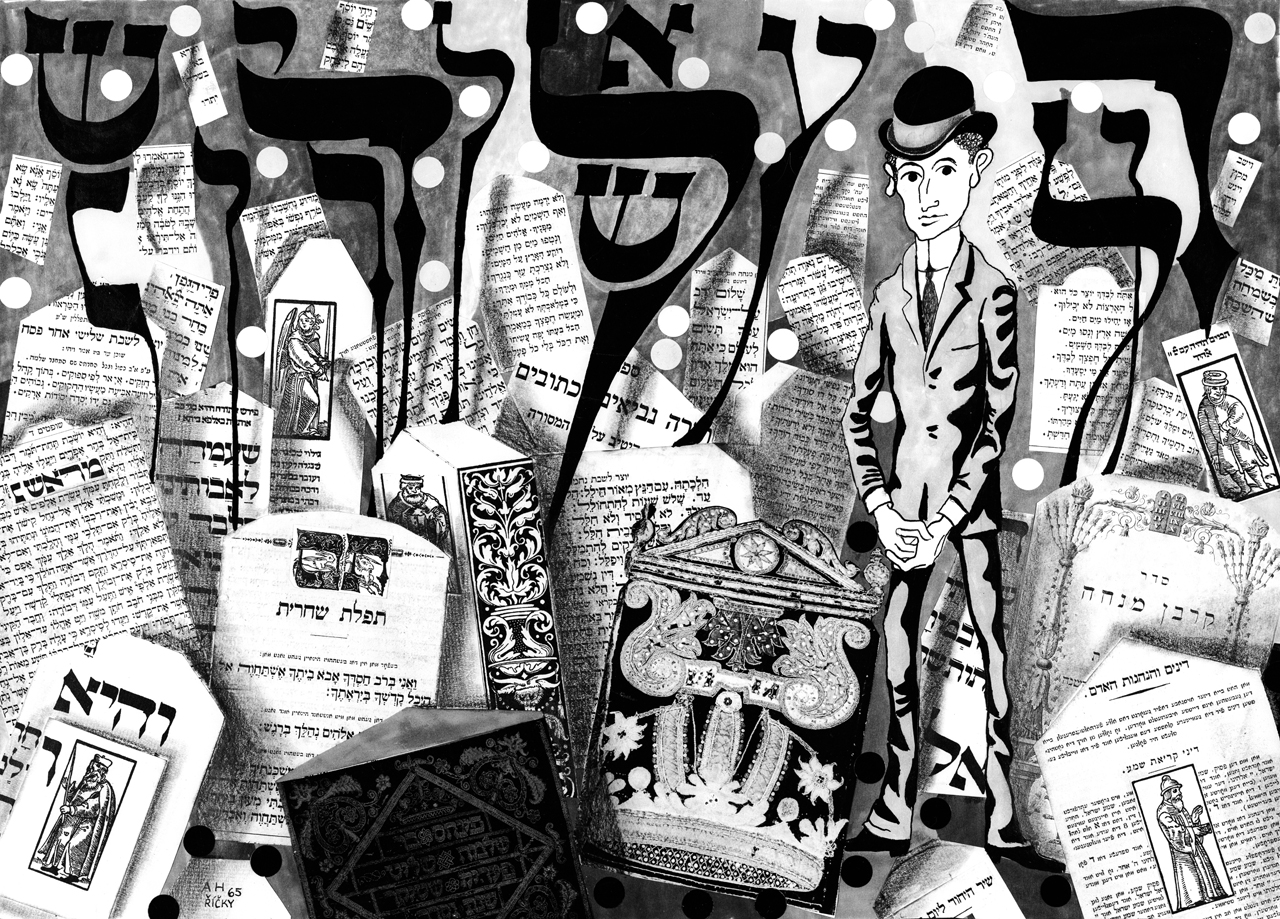
Adolf Hoffmeister, Franz Kafka na starém židovském hřbitově, 1965
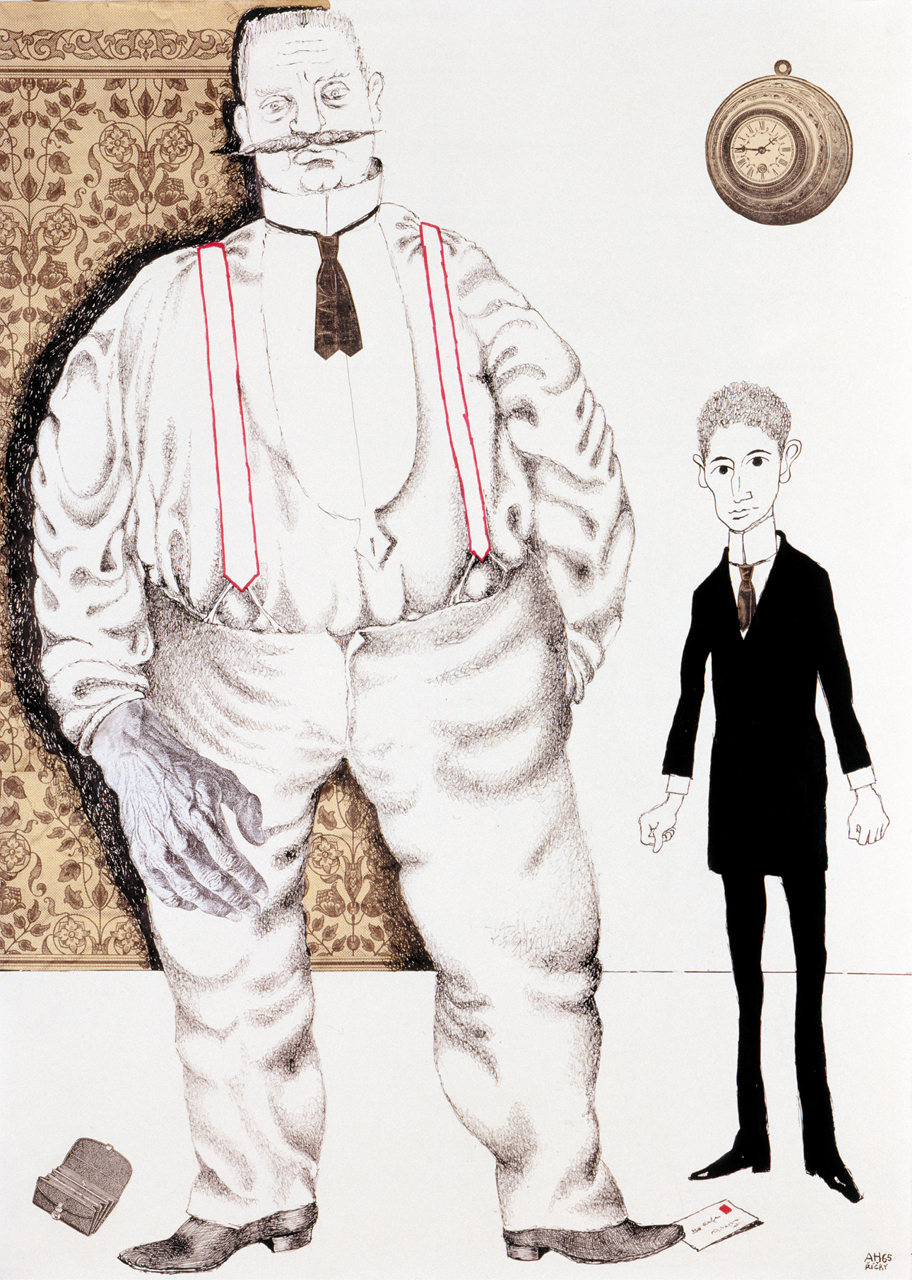
Adolf Hoffmeister, Franz Kafka – Dopis otci, 1965
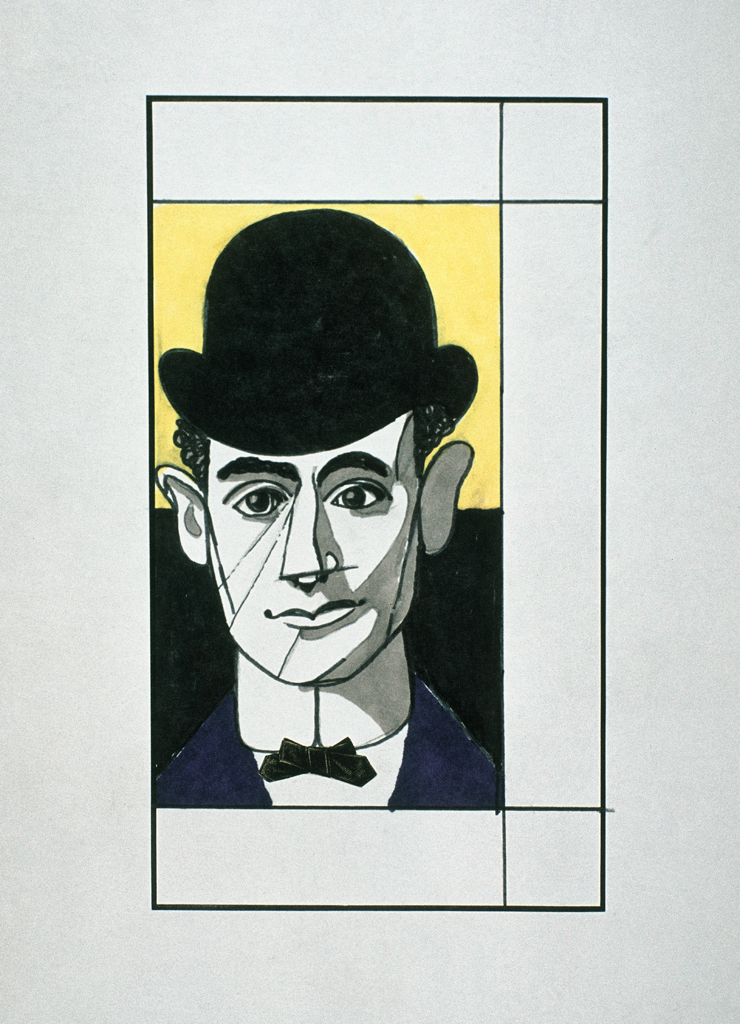
Adolf Hoffmeister, Franz Kafka (návrh poštovní známky), 1967
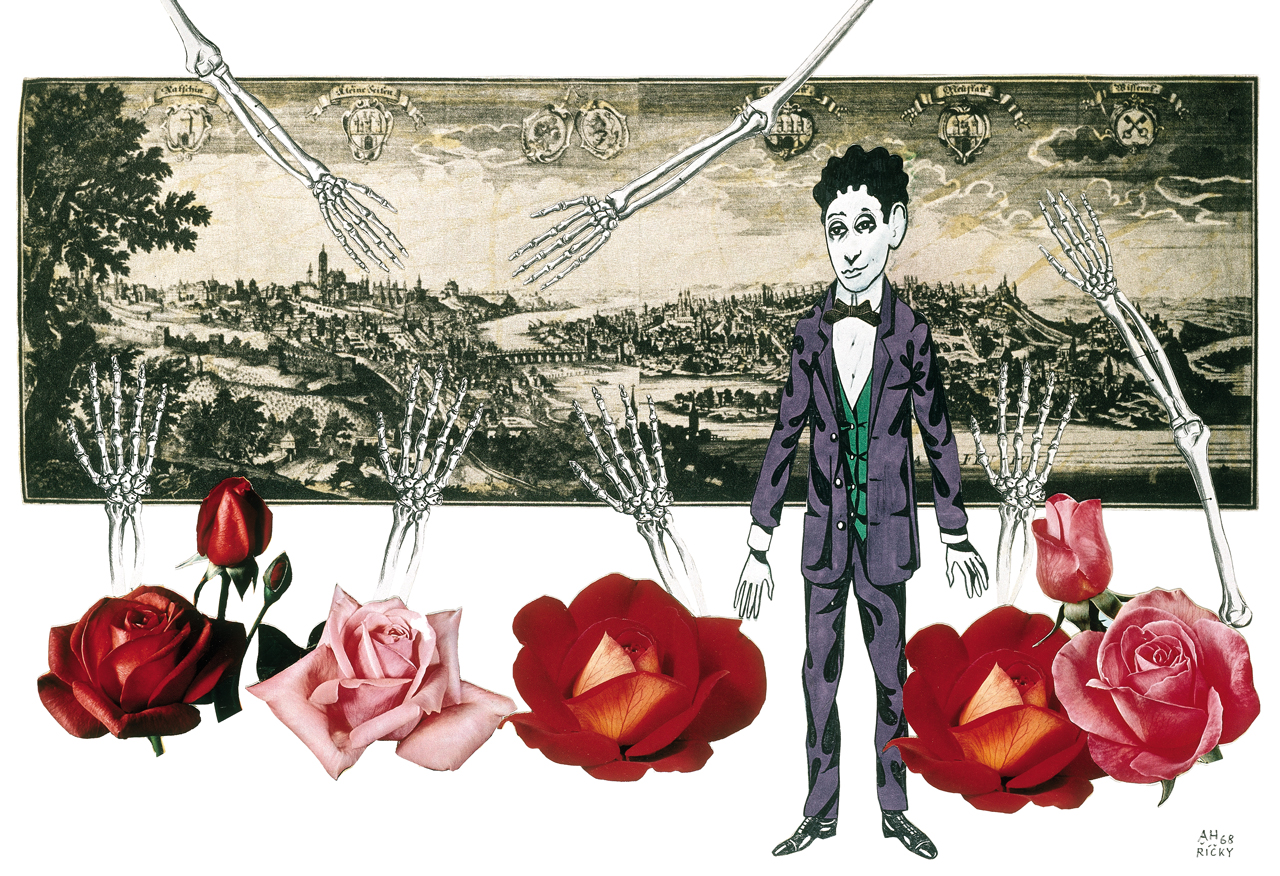
Adolf Hoffmeister, Franz Kafka, Stále ohrožená Praha, 1968

#### Scénografie

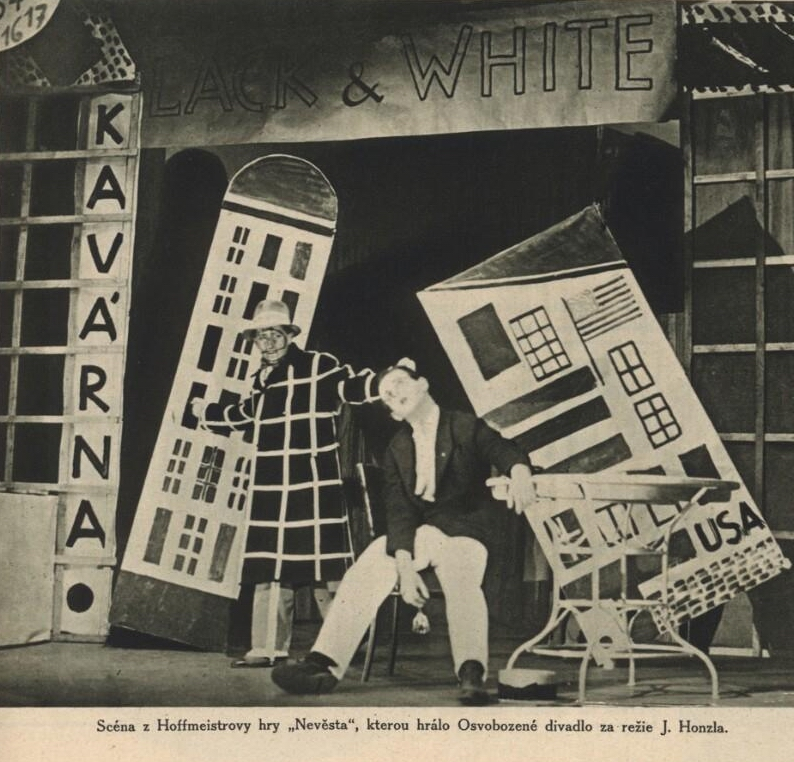
Hoffmeister Nevěsta

Roku 1926 bylo na půdě Devětsilu jako jeho divadelní sekce založeno Osvobozené divadlo. Hoffmeister se od počátku podílel na jeho programu jako autor (Nevěsta, 1927) a spoluautor her (Svět za mřížemi, 1935) a zejména jako karikaturista a scénograf (Caesar, 1932, Rub a líc, 1936). Autorská tvorba Voskovce a Wericha se od čistého humoru a absurdní dadaistické komiky koncem 30. let postupně měnila k antifašisticky zaměřeným komediím a Hoffmeisterova scénografická tvorba se proměnila spolu s ní (Mapa Evropy pro hru Rub a líc)

#### Surrealistická malba

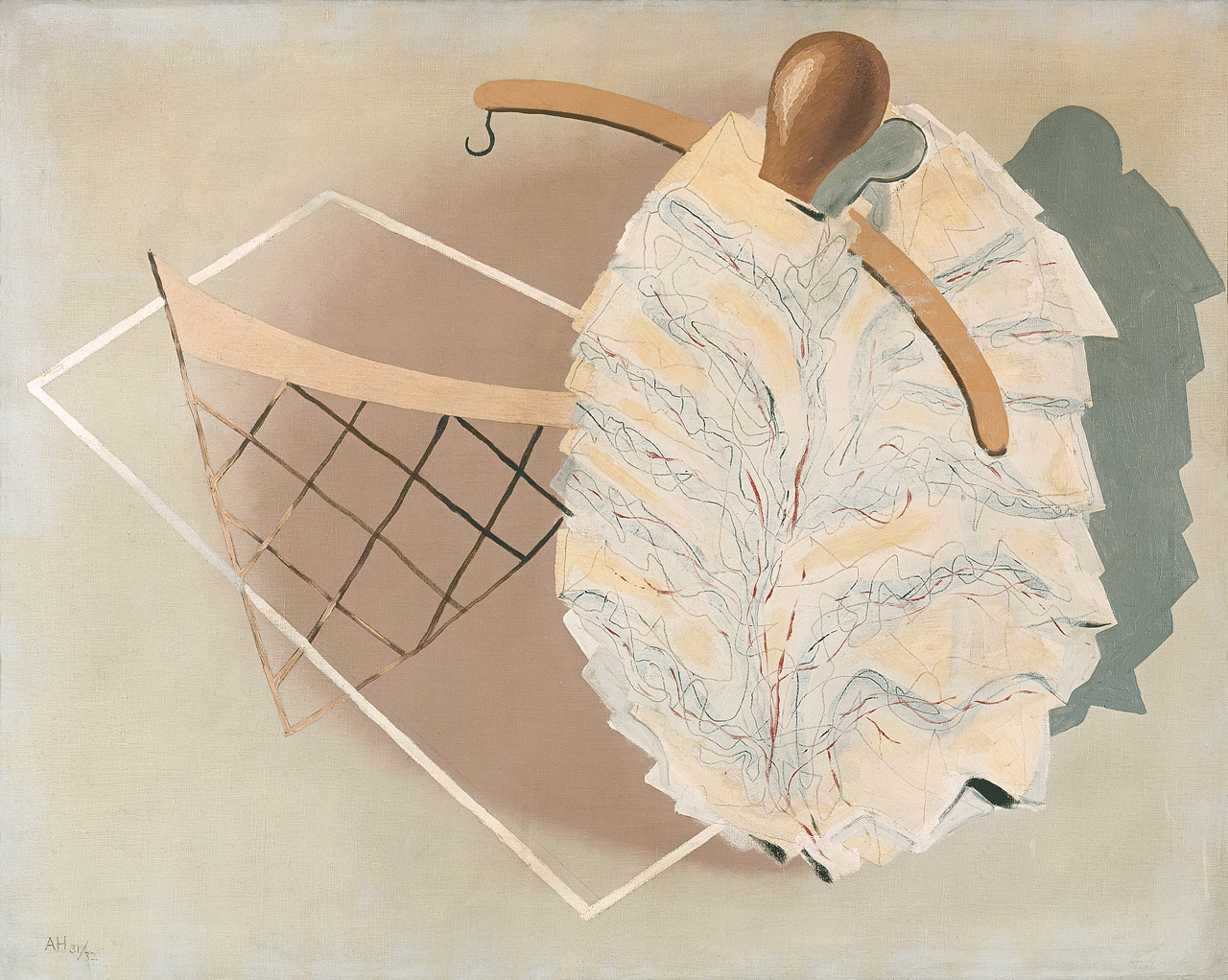
Adolf Hoffmeister, Sen v horečce, 1931–32

Počátkem 30. let se Hoffmeister pod vlivem surrealismu nakrátko vrátil k malbě (Sen v horečce, 1931–1932) a zúčastnil se významné výstavy Poezie 1932 v Mánesu, kde byla zastoupena i pařížská surrealistická skupina. Členem pražské surrealistické skupiny (zal. 1934) se však nestal. Hoffmeister i v předválečném levicovém prostředí nadále nekompromisně hájil svobodu a principy moderního umění a roku 1937 se zúčastnil Výstavy československé avantgardy v Burianově divadle D 37.

#### Politická karikatura
Pod vlivem světových událostí se před polovinou 30. let vrátil ke kresbě a začal se věnovat převážně politické karikatuře. V Praze spolupracoval zejména s časopisem Simplicus (později Simpl, 1934–1935) a po nucené emigraci v USA kreslil pro krajanské i americké deníky. V americkém exilu, kde vytvořil své nejlepší karikatury (Teheránská konference, 1943, cyklus Antifašistická početnice, 1943), měl koncem války spolu s Antonínem Pelcem samostatnou výstavu v Museum of Modern Art v New Yorku.

#### Ilustrace
V 50. letech se hlavní složkou Hoffmeisterovy literární tvorby staly cestopisné reportáže s vlastními ilustracemi. Pohlednici z Číny (1953) doplnil víceméně realistickými perokresbami, ale pod vlivem orientální kaligrafie se jeho kresby oprostily od popisnosti a nabyly znakového charakteru. V knize Made in Japan (1958) je kresba svobodnou hrou lineárních arabesek a kontrastů geometricky členěných ploch. Ve Vyhlídce z pyramid (1957) se vedle dalšího zjednodušení a geometrizace kresby uplatnila i koláž, která se pak stala jeho hlavním výtvarným prostředkem.
K ilustracím se vrátil po roce 1970, kdy vytvořil rozsáhlý cyklus ke knize Alenčina překvapení.

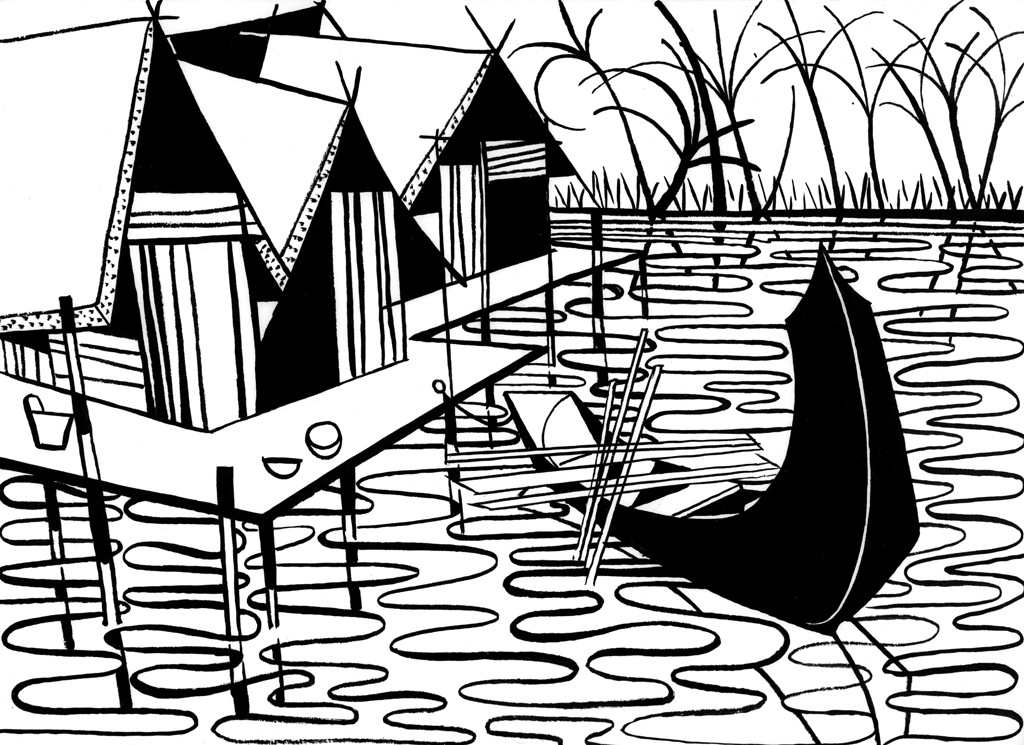
48. Adolf Hoffmeister, ilustrace Made in Japan, 1958
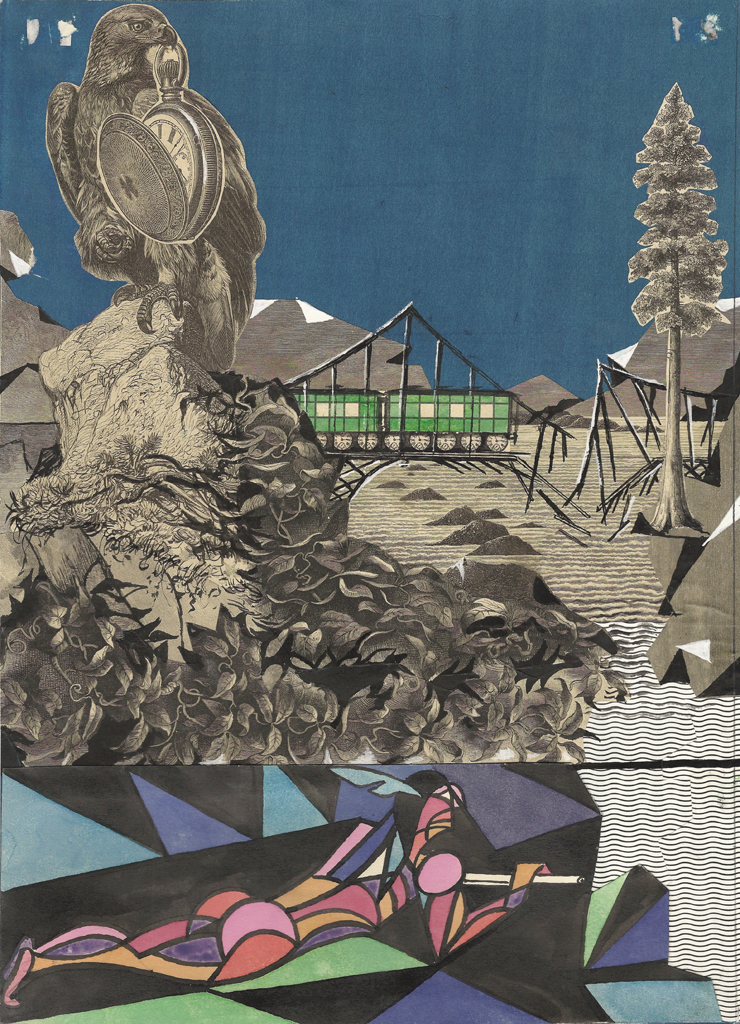
Adolf Hoffmeister, ilustrace k Verneově Cestě kolem světa za 80 dní, 1959
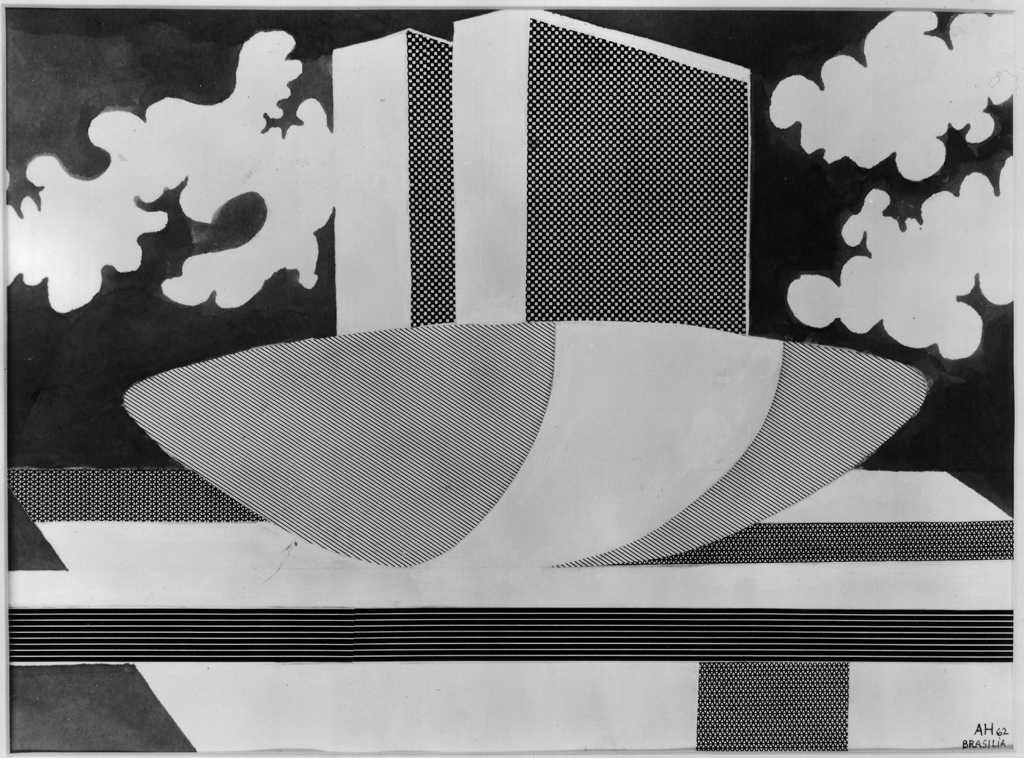
Adolf Hoffmeister, ilustrace Mrakodrapy v pralese, 1964
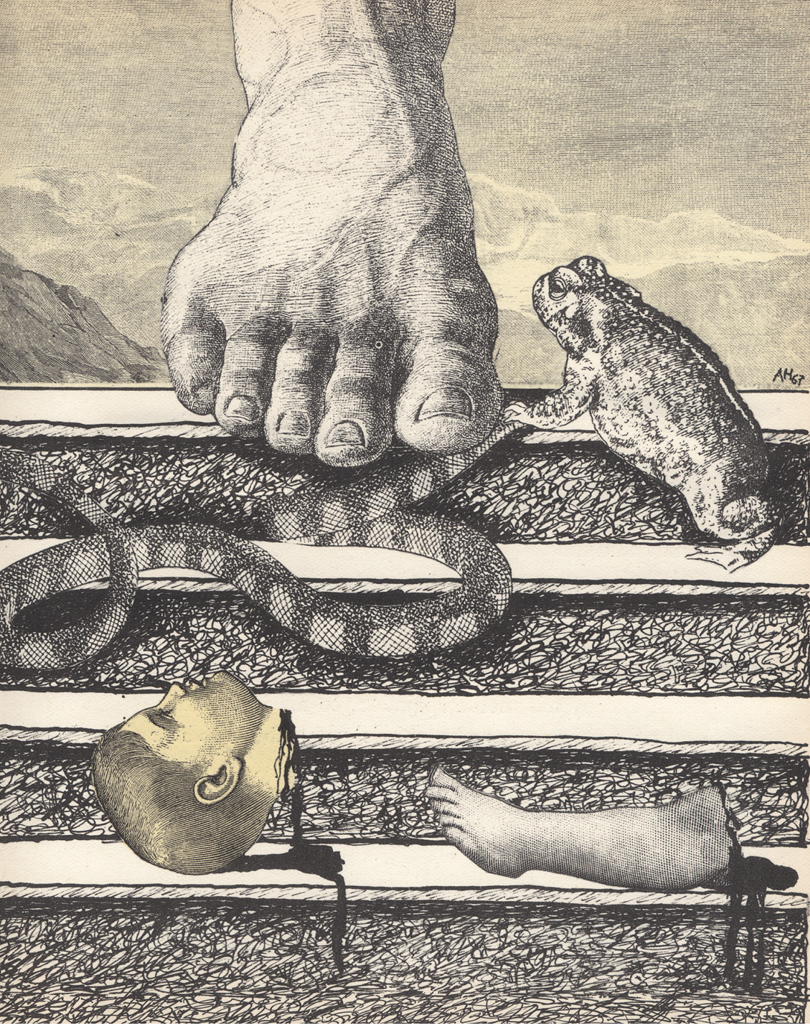
Adolf Hoffmeister, ilustrace, Lautréamtova poesie, 1967
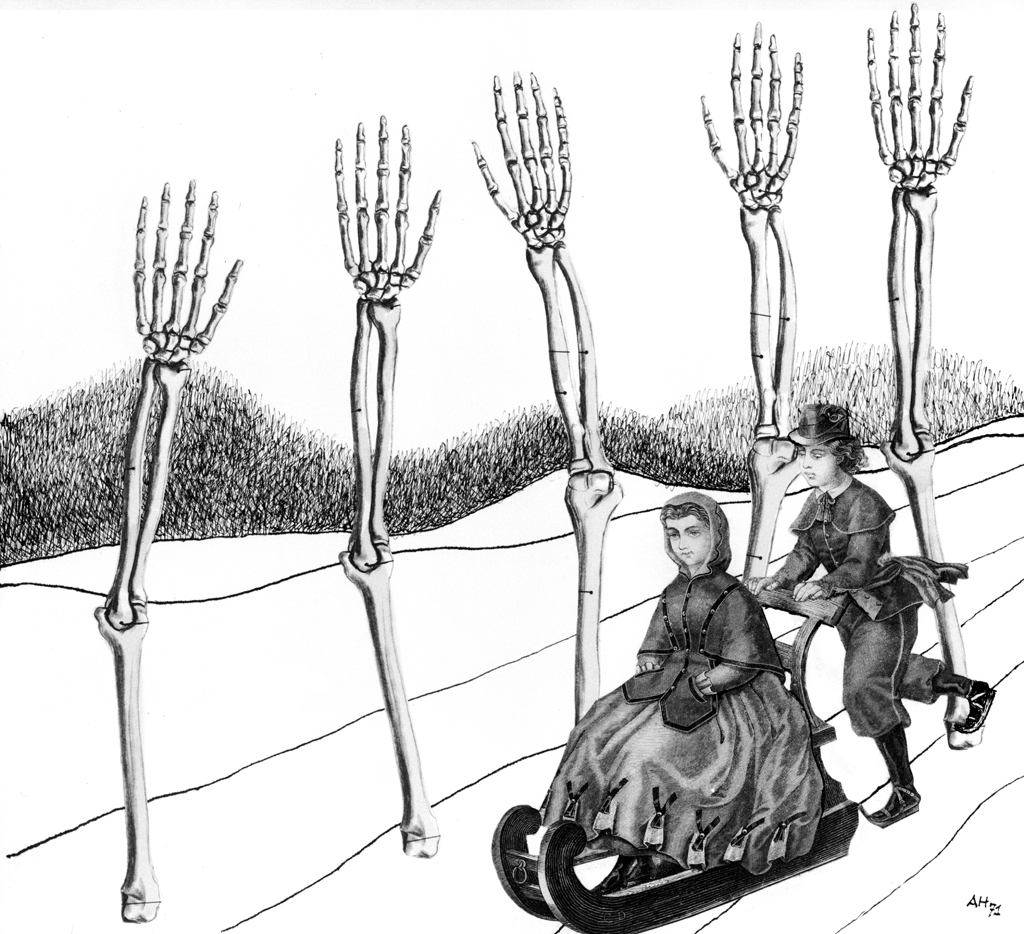
Adolf Hoffmeister, ilustrace Alenčina překvapení, 1971

#### Koláže
Nové směřování Hoffmeisterovy tvorby představují ilustrace k jeho oblíbené knize z dětství – Cestě kolem světa za 80 dní, kterými se roku 1959 pokusil knihu Julese Verna aktualizovat pro současného čtenáře. Vedle výstřižků staromódních xylografických reprodukcí, podbarvených humornou nadsázkou a navozujících zvláštní starosvětské kouzlo, uplatnil vlastní kresby, které využitím geometrických rastrů, barevných ploch a úsporných literárních znaků zřetelně odkazují k meziválečné avantgardě. Jako plnohodnotný partner obrazu se v kolážích vyskytují typografické kompozice sestavené z různých druhů písma. Hoffmeister zároveň i ve svých textech usiluje o rehabilitaci odkazu české levicové avantgardy, jakou představoval Devětsil nebo surrealismus a dada.
V ilustracích k antologii západní science-fiction Labyrint (1961) a k Wellsovým Prvním lidem na Měsíci (1963) kombinoval výstřižky starých tisků a fotografie s kresbou (v případě Wellse jsou kresby inspirované Nočním chodcem Františka Hudečka). Cendrarsovo Zlato (1964) ilustroval kolážovanými frotážemi, další ilustrace jsou převážně koláže s tušovou kresbou (AH, Mrakodrapy v pralese, 1964, Lautréamont, Poezie, 1967, Alenčina překvapení, 1971–1973).
Výtvarný potenciál písma využil během své cesty do Abcházie (1959) jako samostatný prvek typografických koláží a vytvořil zde první ze svých „krajinářských skicářů“. Kaligrafické kvality abchazského písma, které asociovaly tvary okolní přírody, dodaly kolážím dynamický pohyb a novinové výstřižky s nesrozumitelnými znaky se staly abstraktním materiálem k vytvoření nové konkrétní reality. Určitou sémantickou informaci písma však autor respektoval a při dalších zahraničních cestách do Řecka, na Sicílii nebo Azurové pobřeží, do Londýna a Montrealu vždy použil výstřižky z místních novin a časopisů. Kresba se v těchto krajinách omezuje na obrys a zdůraznění prostorových plánů, komponovaných podle kubistického principu (plans superposés). Kromě písma Hoffmeister využil množství reálných prvků místní architektury, reklamních nápisů a abstraktních barevných ploch. V koláži Karlovy Vary (1961), kde nejsilněji přežívá ozvěna dadaismu, evokují historizující sloh lázeňských kolonád výstřižky z šachovnic, domina nebo karetních her, zasazené do ornamentálních rámů. K Hoffmeisterovým typografickým krajinám lze zařadit i rozsáhlý cyklus Židovský hřbitov v Praze (1963–1966), v němž vedle kaligrafické kvality hebrejského písma znovu uplatnil i kresbu.

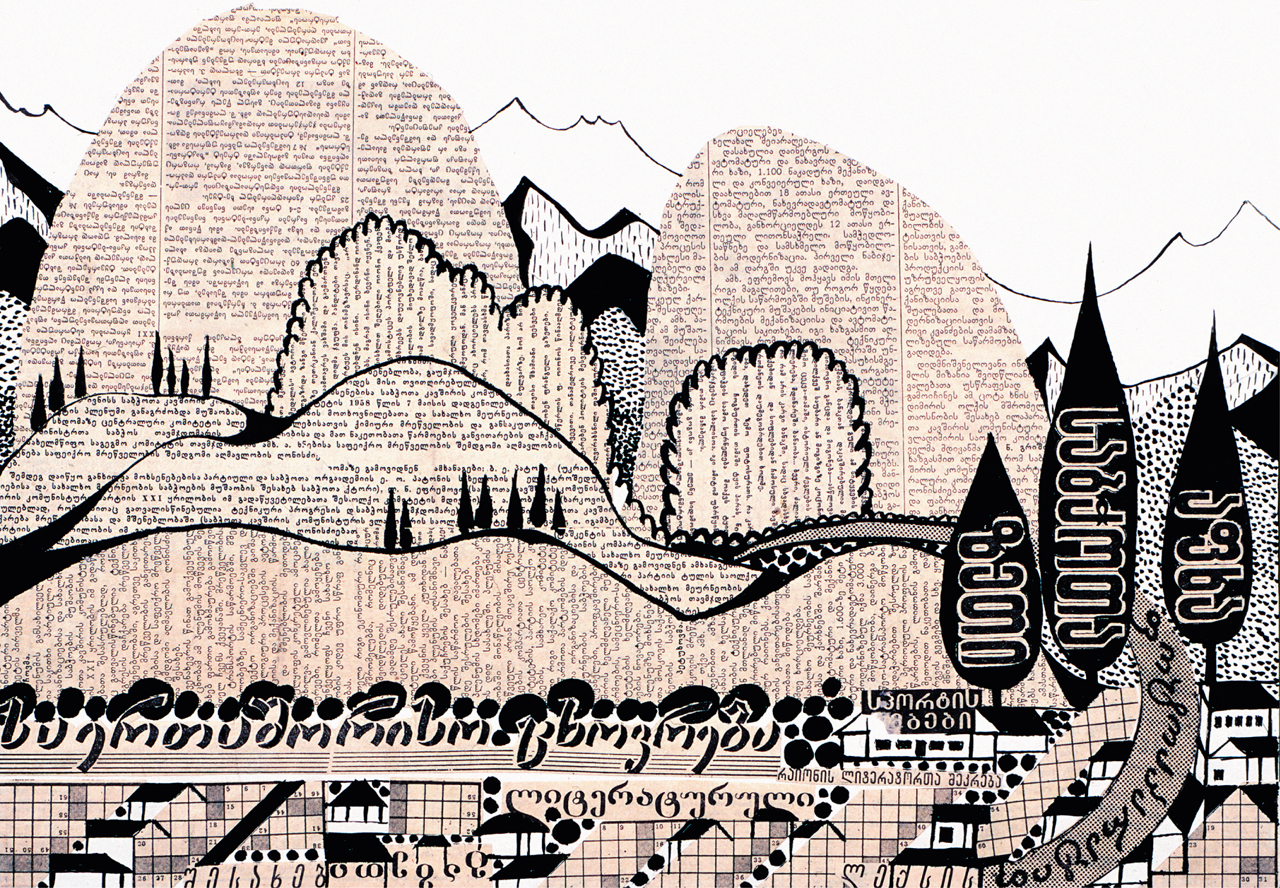
Adolf Hoffmeister, Abchazská vinařská krajina na pobřeží, 1959
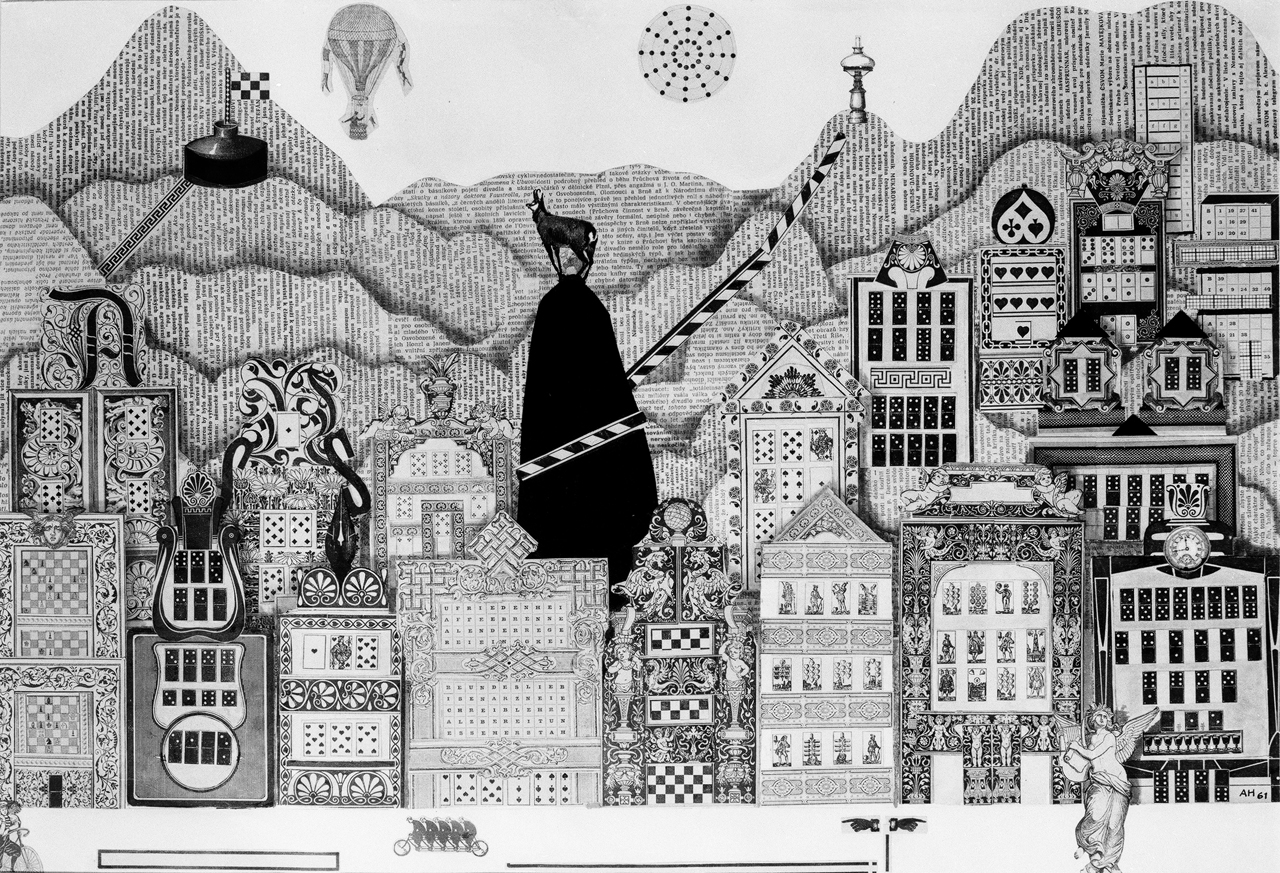
Adolf Hoffmeister, Karlovy Vary, 1961
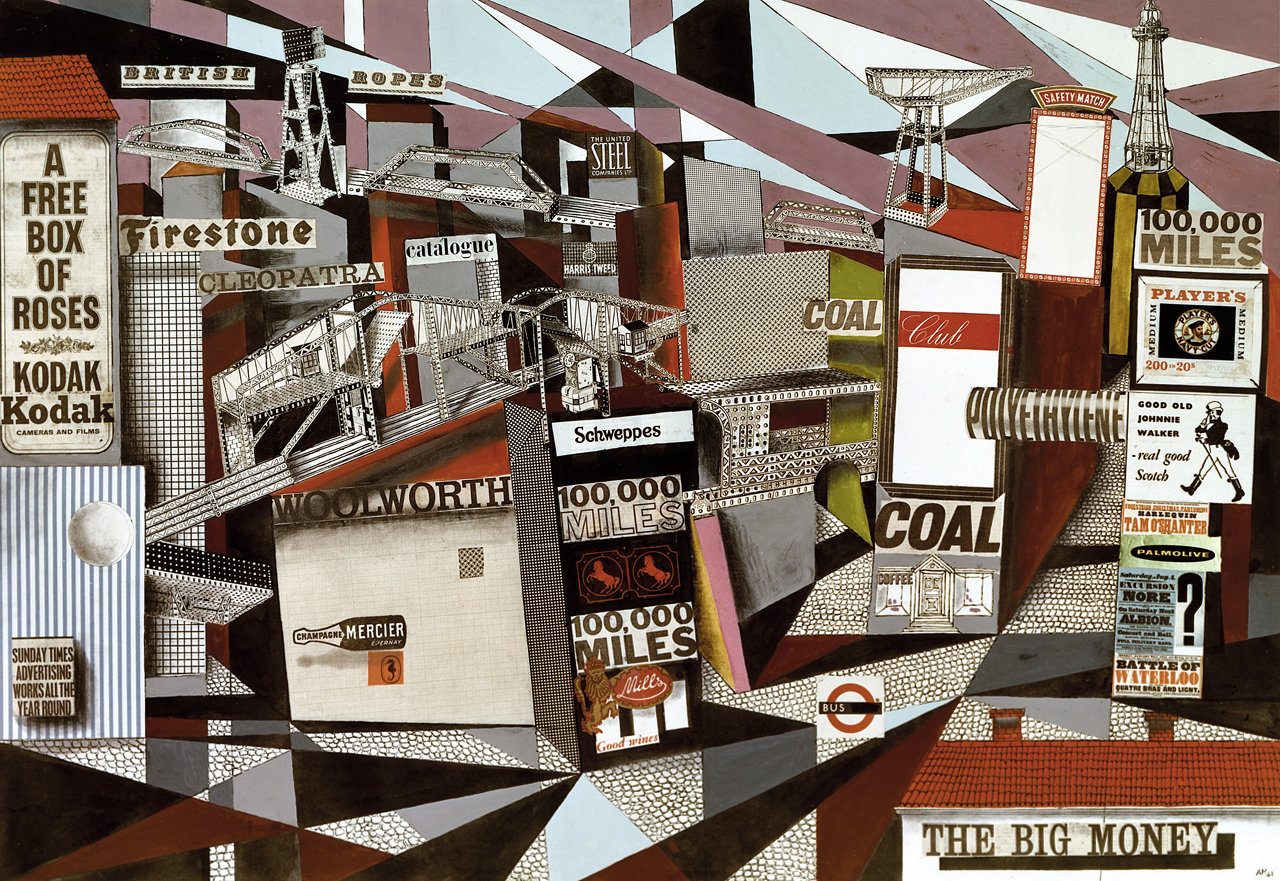
Adolf Hoffmeister, Londýnské předměstí, 1963
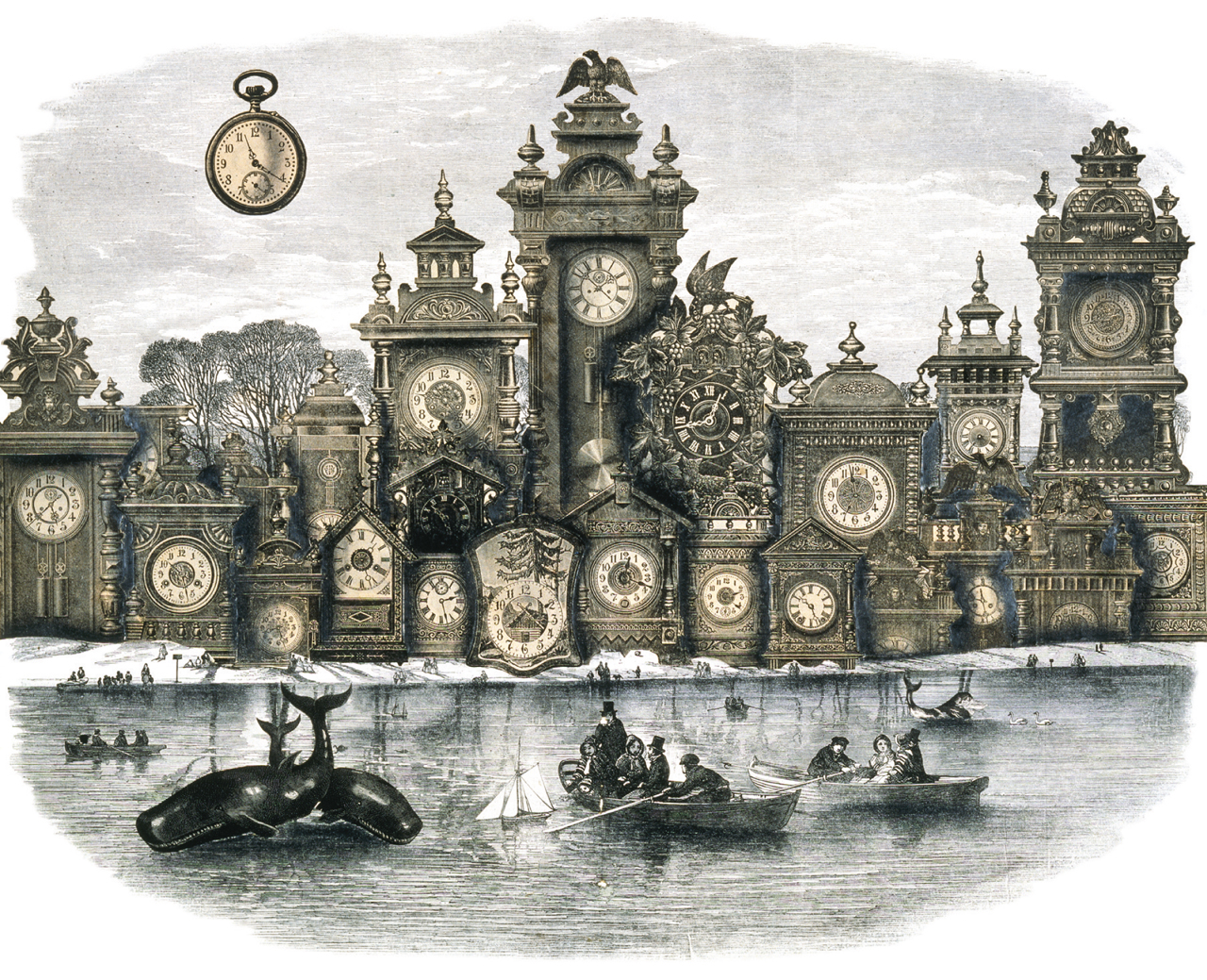
Adolf Hoffmeister, Město ztraceného času, 1964

Tato tvorba, která primární sdělovací funkci písma nahrazuje funkcí zobrazovací, nebyla pouze kratochvilnou zábavou. Hoffmeister si dobře uvědomoval převahu vizuální informace oproti psanému textu a zároveň reflektoval osobní zkušenost z 50. let, kdy se řeč stala clonou zastiňující pravou skutečnost a vytvářející falešnou realitu, sémantickou hlušinou nebo nástrojem dezinformací, propagandy a lži. Ta vedla k oprávněné skepsi, že řeč přestala být nástrojem poznání, její smysl se vyprazdňuje a zároveň s ní pozbývá smyslu i písmo. Nová realita, vytvořená z útržků devalvovaného písma, se stává obrazem světa plného novinových frází a reklamních sloganů. V letech 1964–1967 tvořil typografická zátiší, v nichž písmo znovu nabylo svou komunikativní funkci, přestože slova skládá podle principu náhodných setkání. Vystřižená slova jsou však vázána k jednomu společnému námětu a tvoří tak vizuální báseň. Další typografická zátiší z let 1970–1971 svou ikonografií i oválným tvarem navazují na dědictví kubismu a písmo je materiálem k vytvoření lahví, sklenic nebo kytar.
Od roku 1961 Hoffmeister navazuje na svou předválečnou zkušenost se surrealismem a na reminiscence dětských snů, které pro něj znamenaly kolážované romány Maxe Ernsta. V tomto duchu skládá koláže z výstřižků starých xylografických reprodukcí, ale snové děje a fantastické příběhy komponuje s ironickým odstupem a klasické metody surrealismu spíše paroduje a zlehčuje. Tematicky jsou tyto koláže velmi různorodé – od snových dobrodružství na pozadí hlubin vesmíru (Neštěstí malé Žofie, 1965) a básnických vizí (V souhvězdí ryb, 1963), přes parodie literárních žánrů a sarkastické komentáře životních událostí (Vyhlídky manželství, 1964) až po absurdní rébusy s erotickým nebo ironickým podtextem (Nová anatomie, 1965). K surrealistickému odkazu se hlásí i jeho frotáže, kolážované bizarními tvory sestavenými z výstřižků anatomických atlasů (Nový anatomický atlas, 1966)

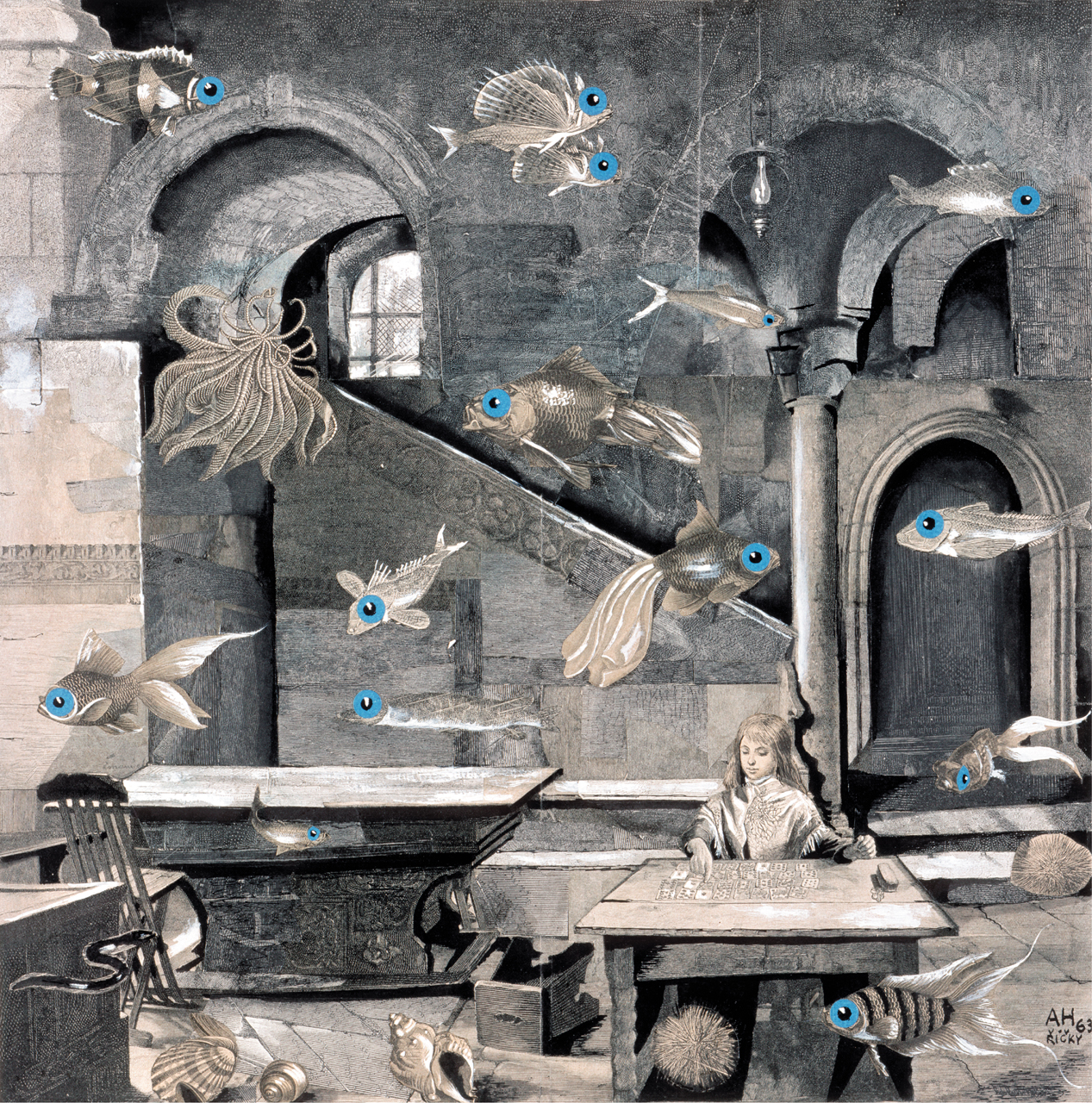
Adolf Hoffmeister, V souhvězdí ryb, 1963
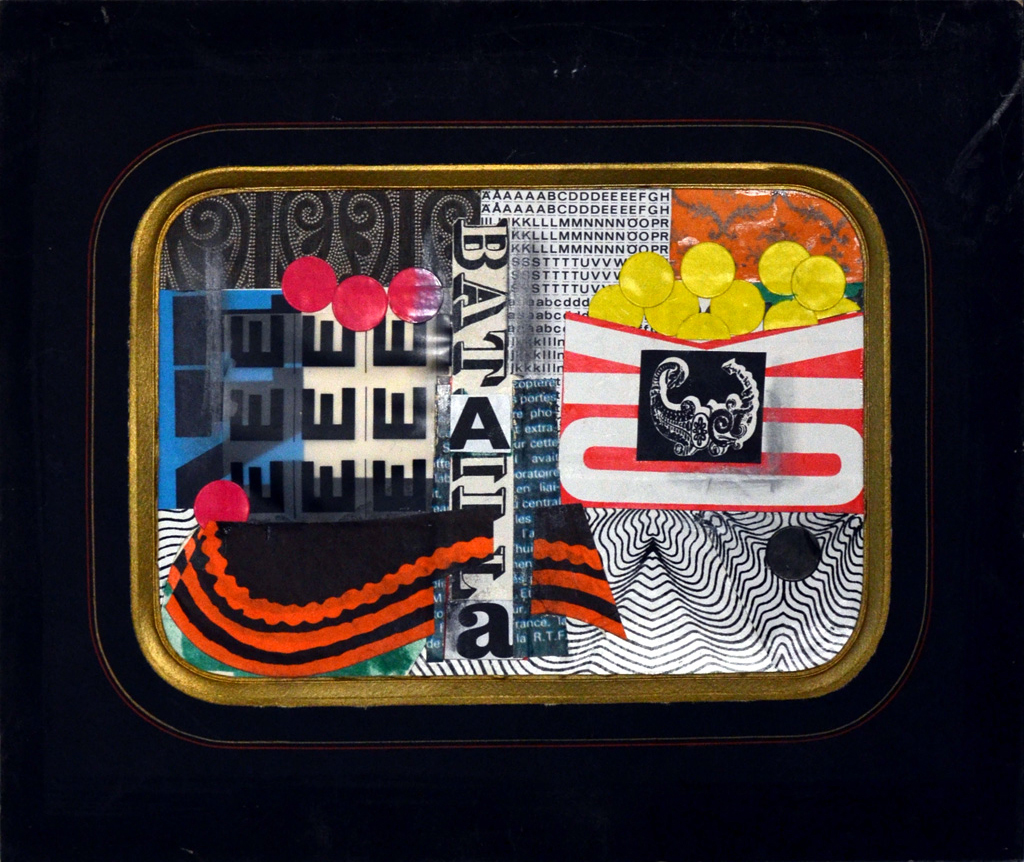
Adolf Hoffmeister, Zátiší typografické, 1964
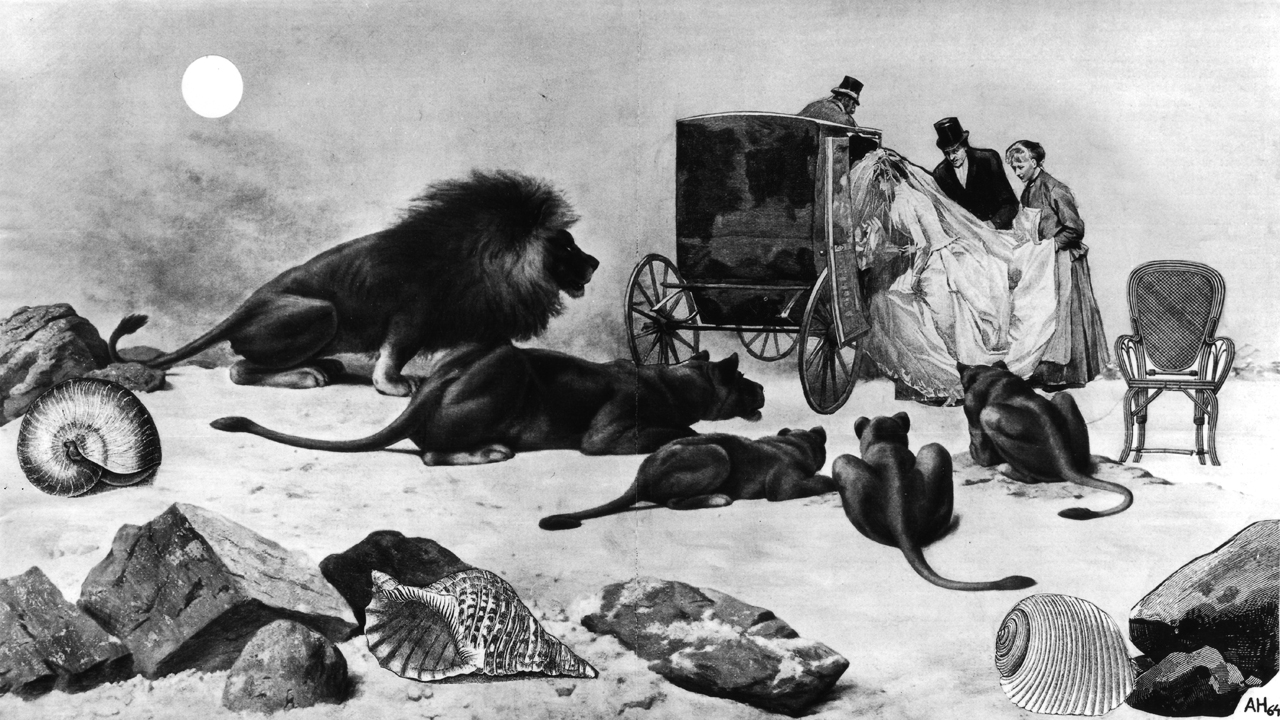
Adolf Hoffmeister, Vyhlídky manželství, 1964
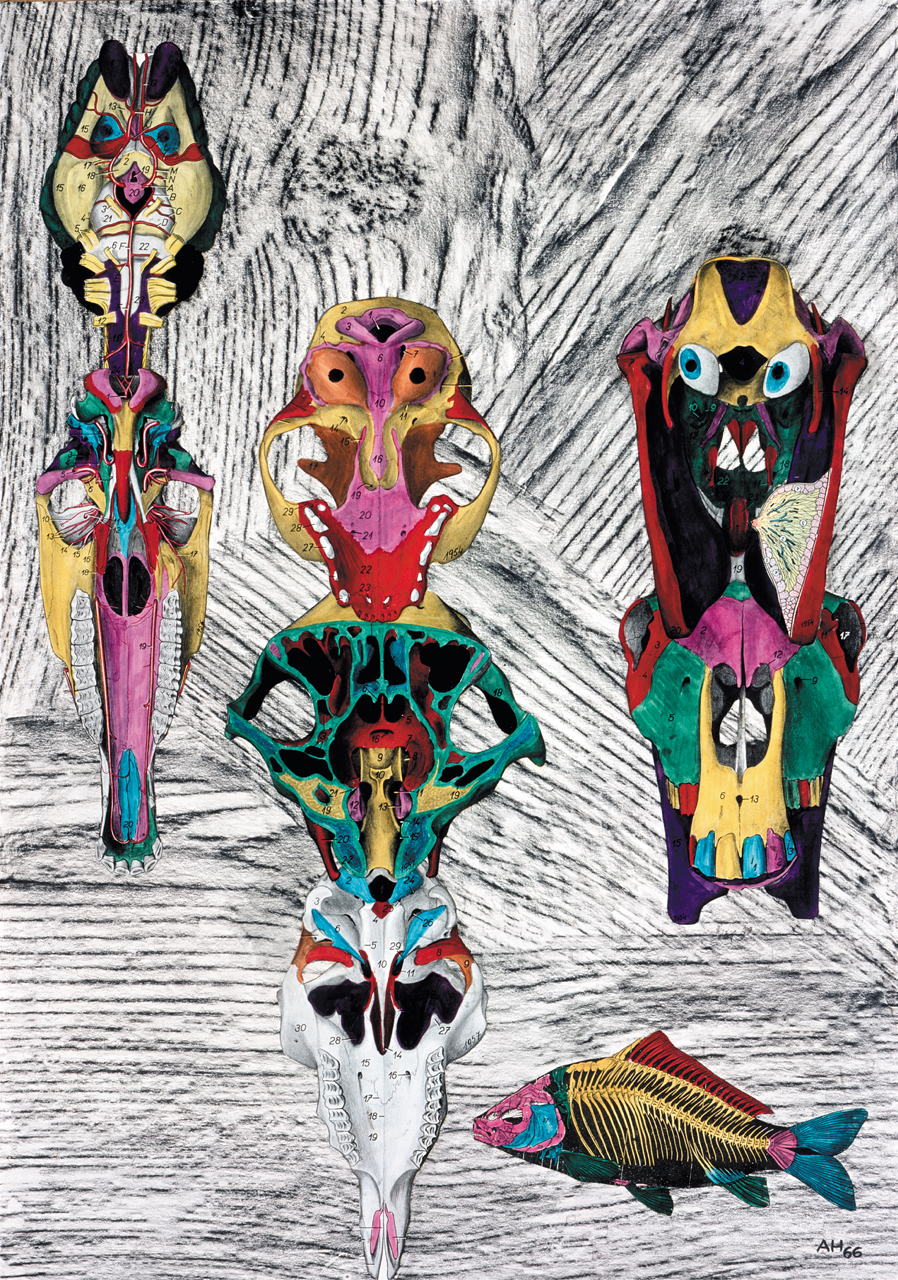
Adolf Hoffmeister, Nový anatomický atlas II., 1966

Hoffmeister zavedl i novou kolážovou techniku, založenou na perspektivním či paralelním zdvojení obrazu, kterou nazval stereovize. V cyklu Dějiny se opakují (1964–1965) nejde primárně o vytvoření prostorové iluze, ale o významové zhodnocení principu duplicity. Hoffmeister také ilustruje různá existenciální témata (Kam jdeme ?, 1967) multiplikaci téže figury.
Těžištěm jeho tvorby jsou od roku 1963 kombinace černobílých nebo kolorovaných koláží s barevnou kresbou, kterými mj. reflektuje realitu současného přetechnizovaného světa (Nervozita a erotické napětí mezi hydraulickými lidostroji, 1967). Souvislost s ranými podněty, z nichž vzešel Devětsil, našel Hoffmeister v antiestetismu pop-artu a jeho výtvarném zhodnocení banality. Vytvořil tak vlastní varianty pop-artových koláží, v nichž kolážované kresby hrdinů starých detektivek a rodokapsů obklopil výstřižky původních obálek a ilustrací nebo je konfrontoval s ženskými a mužskými akty erotických časopisů (Buffalo Bill, 1963, Levice Nick Carterova, 1964). Koláže částečně souvisejí i s pražskou návštěvou Roberta Rauschenberga (1964). Hoffmeister však byl determinován svým romantickým generačním východiskem a na rozdíl od nezúčastněného a utilitárního vztahu amerického pop-artu k realitě má jeho tvorba, využívající barevné reprodukce současných tiskovin, spíše charakter ironického či kritického komentáře. Glosuje tak například sexuální revoluci šedesátých let (Krajina fotografů, 1966, Krajina milovníků, 1967). Charakter odlehčené glosy politického dění z roku 1968 má koláž Vnitropolitický boj žehliček proti kohoutům.

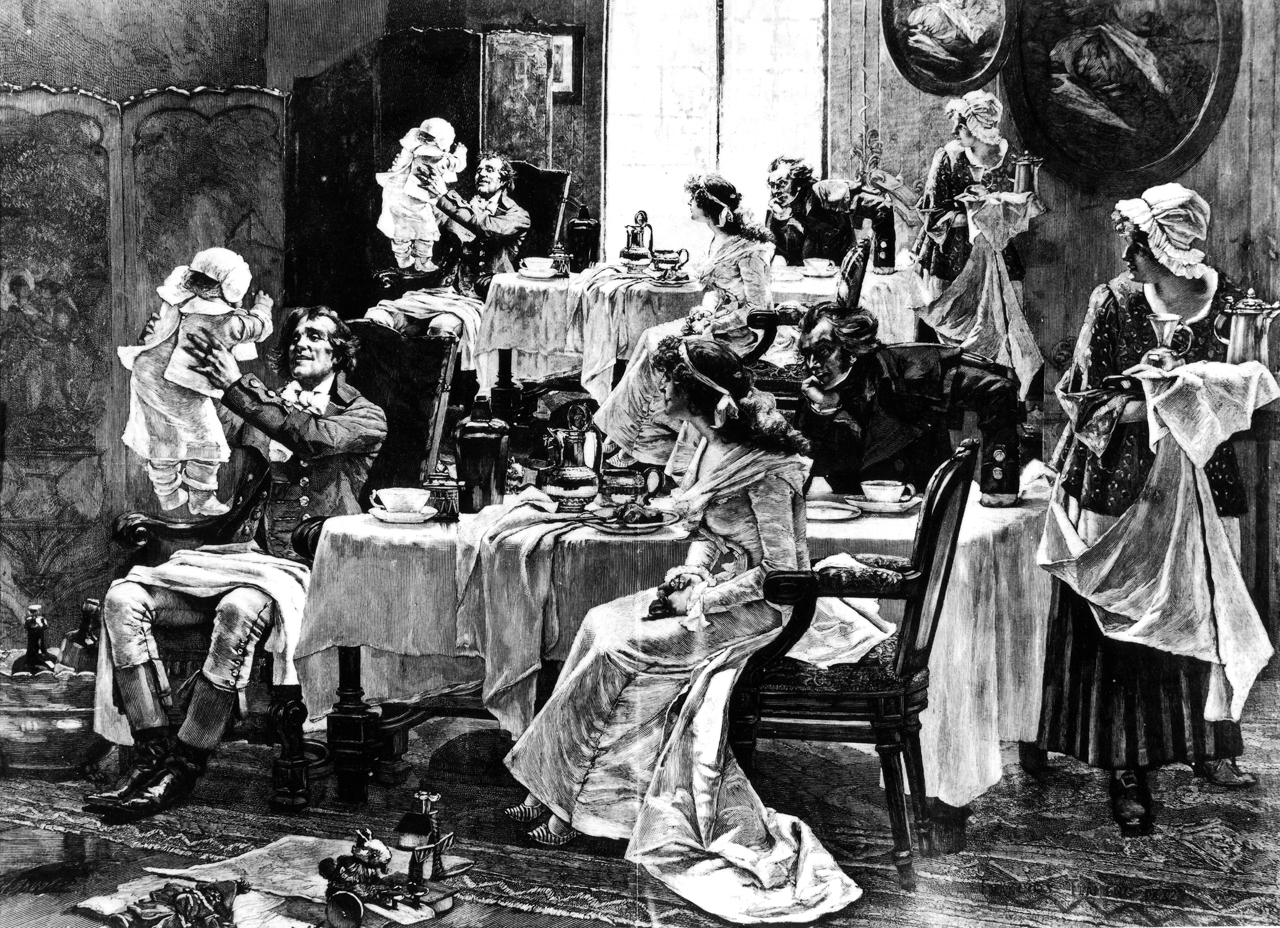
Adolf Hoffmeister, Poslední rodinný oběd Camilla Desmoulinse (Z cyklu dějiny se opakují), 1965
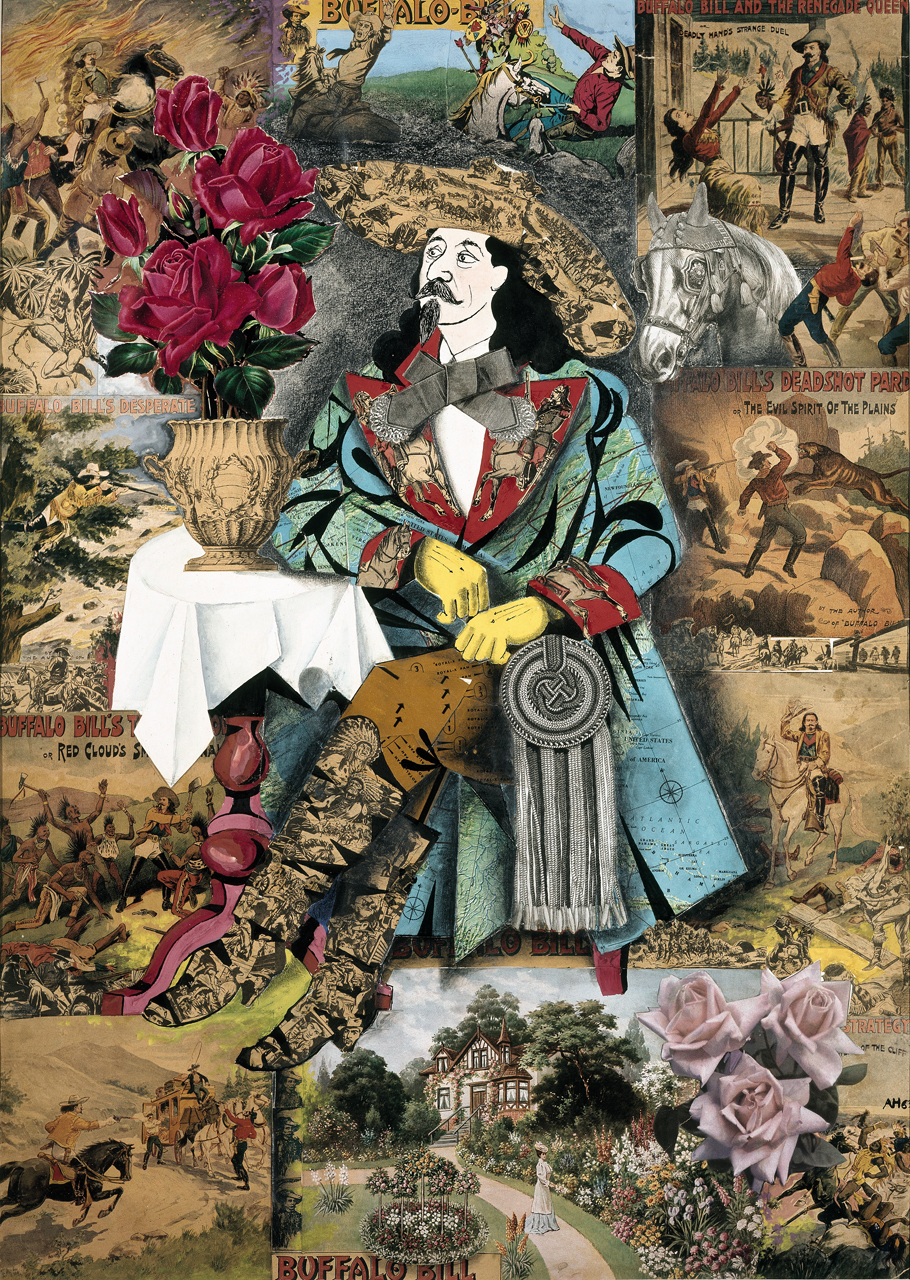
Adolf Hoffmeister, Buffalo Bill, 1963
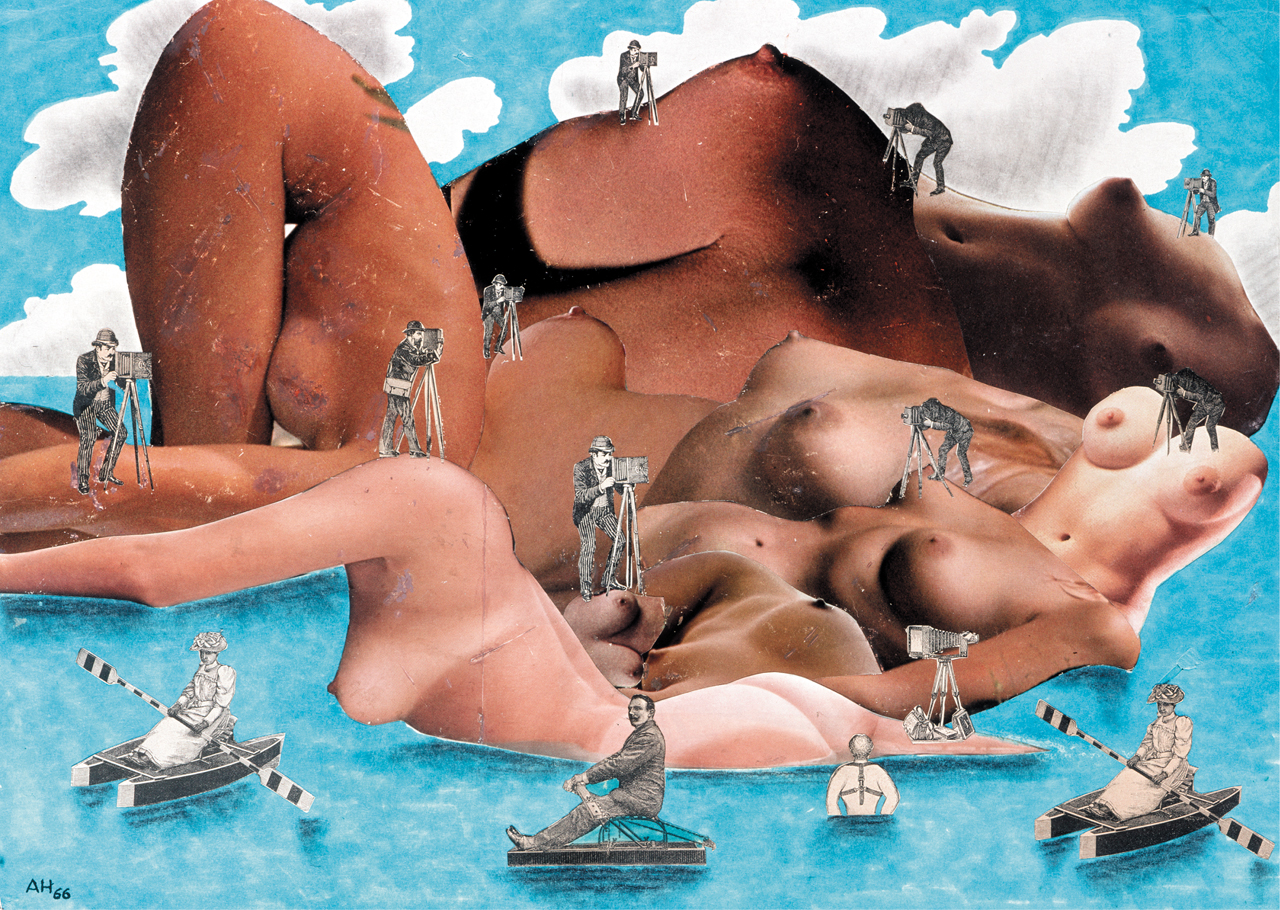
Adolf Hoffmeister, Krajina fotografů, 1966
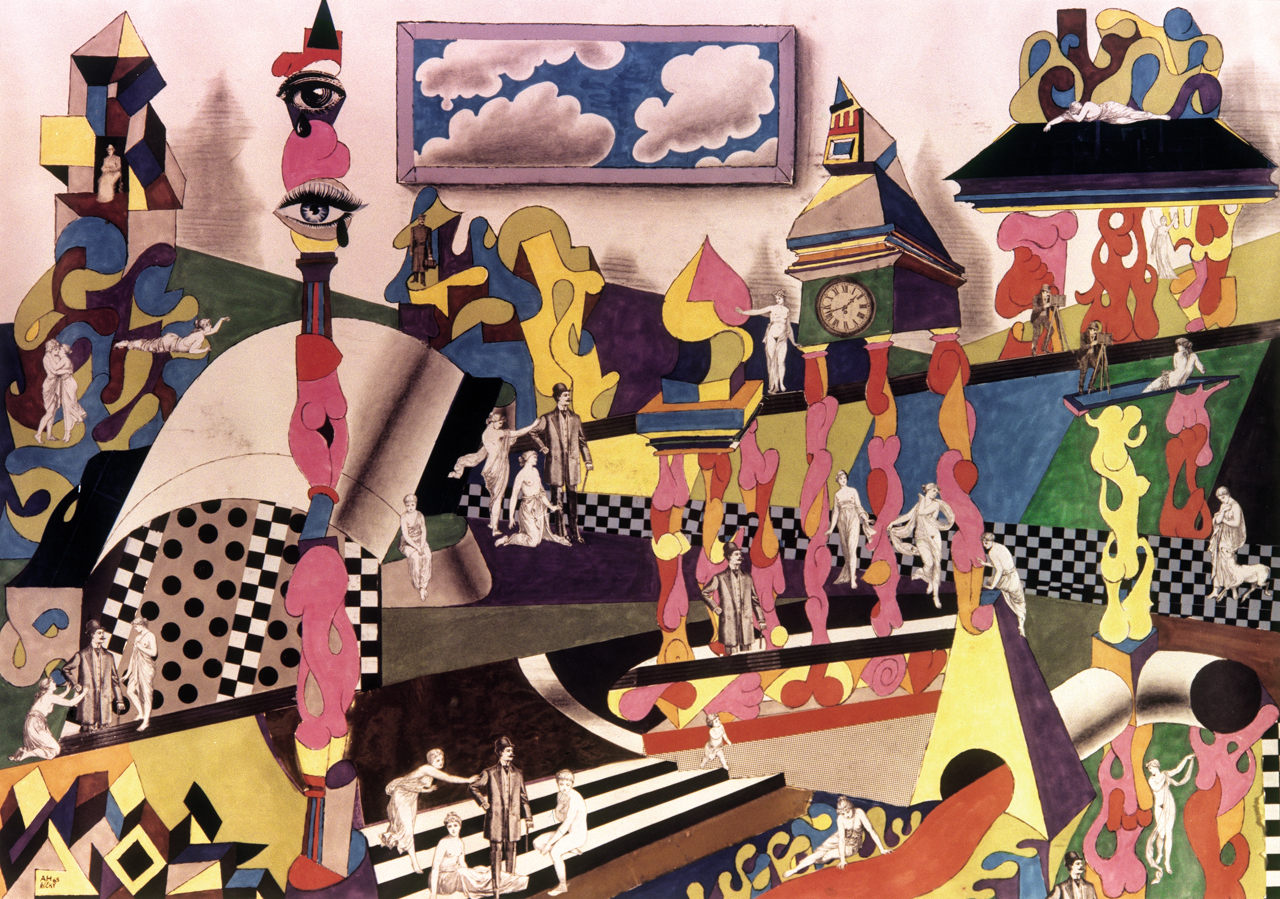
Adolf Hoffmeister, Brána smrti s totemy, 1965
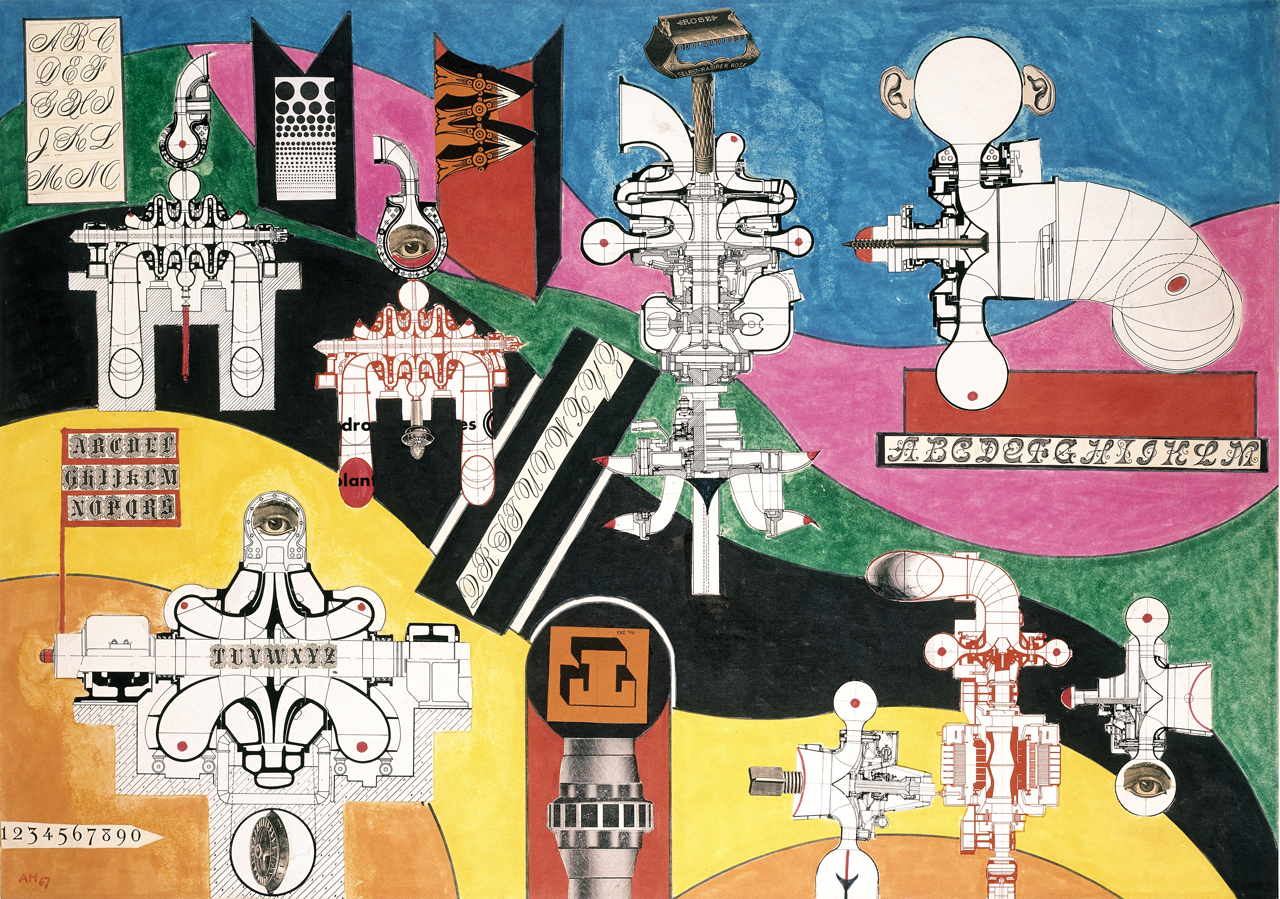
Adolf Hoffmeister, Nervozita a erotické napětí mezi hydraulickými lidostroji, 1967

Od druhé poloviny 60. let se v Hoffmeisterově tvorbě stále častěji objevují spodní tóny úzkosti a připomínky konečnosti lidské existence (Celnice smrti, 1965). Po nuceném penzionování roku 1970 se Hoffmeister uchýlil do nedobrovolné klauzury na venkov a věnoval se intenzivně výtvarné tvorbě. Téma smrti se v jeho tvorbě vrací v různých obměnách i v 70. letech (Smrt všude číhá na děti (Memento mori), 1970, Vražda, 1972) až po poslední koláž Život a smrt II (1973). V jeho mysli se toto téma mísí s pochmurnou vidinou civilizační krize a s obavami o stav planety (Na Zemi zbyla po lidech bílá místa, 1973). Po prodělaném infarktu a dlouhé rehabilitaci vytvořil do června roku 1973 více než 70 rozměrných barevných koláží, které pak soukromě vystavil pro své přátele. Cyklus Přežitky z doby lidí je svět bez lidí po jakési katastrofě zabydlený fantastickými bytostmi a pozůstatky lidské činnosti nebo evokující životní prostředí vzdálené budoucnosti. Řada volných koláží je věnována současníkům (Pocta Beatles, 1973, Pocta Antonionimu, 1973), ale často jde o témata velmi privátní (Osud Davidův, 1973, Rozbitý život, 1973).

### Literární dílo
Hoffmeister psal básně, divadelní hry (pro Osvobozené divadlo, a D 35 E. F. Buriana), psal a kreslil do periodik (Tribuna, Rozpravy Aventina, Pestrý týden, Lidové noviny a další). Je spoluautorem českého překladu úryvku Anna Livia Plurabella z románu Finnegans Wake od Jamese Joyce, se kterým se osobně znal.

#### Poezie, próza, eseje
- 1918 / 1921 – Předobrazy a prózy (chystaná prvotina, pro úpadek nakladatele Borového nevyšla)
- 1922 – Podmořské hvězdy, poezie, nakl. Čin, Praha
- 1926 – Abeceda lásky, poezie, nakl. F. Svoboda
- 1926 – Cambridge – Praha, fejetony, nakl. A. Srdce
- 1926 – Obratník Kozoroha, román, nakl. Aventinum, O. Štorch-Marien
- 1927 – Hors d'oeuvre: Feuilletony, karikatury, epigramy, Aventinum
- 1927 – Hledá se muž, který má dost času, nakl. A. Srdce
- 1929 / 1930 – Zeměkoule
- 1930 – Kalendář, Aventinum
- 1930 / 1960 – Poezie a karikatura
- 1930 – Piš, jak slyšíš, Rozpravy Aventina, souhrn knižně, Družstevní práce, Praha 1931
- 1931 – Povrch pětiletky, reportáže z SSSR, nakl. Sfinx
- 1931 – Světobol, soubor cestopisných poznámek, nakl. Prokopa Tomana
- 1937 – František Xaver Šalda
- 1937 – Americké houpačky, vazba L. Sutnar, vydal Evropský literární klub, 1937
- 1938 – Brundibár (libreto k opeře Hanse Krásy, premiéra až 1943 v Terezíně)
- 1939 – Trhanec aneb Král Hladomor
- 1939 / 1940 – Vězení
- 1941 – Turistou proti své vůli (The Animals Are In Cages/Unwilling Tourist)
- 1951 – Tři měsíce v New Yorku
- 1954 / 1956 – Pohlednice z Číny
- 1954 – Kuo-Chua: Cestopisná reportáž o čínském malířství, německy Artia 1957 (Guo-hua, Die Chineschische Malerei)
- 1954 – Jak jsem znal V. H. Brunnera
- 1955 – Sto let české karikatury
- 1955 – Karel Václav Klíč: O zapomínaném umělci, který se stal vynálezcem
- 1956 – Dalekohled aneb Kdo nevěří, ať tam běží (cestopisná kniha pro děti), 2. vydání 1959, 3. vydání s novými ilustracemi 1966
- 1957 – Vyhlídka s pyramid: Cestopisná reportáž o novém mládí nejstarší kultury světa
- 1958 – Reportáž o kongresu pro odzbrojení a spolupráci národů ve Stockholmu od 16. do 22. července 1958
- 1958 – Made In Japan: Cestopisná reportáž o zemi, kde vybuchla první atomová puma
- 1958 – Trojcestí – výbor z díla Adolfa Hoffmeistera (1. z šesti svazků, obsahuje Povrch pětiletky, Americké houpačky, Turistou proti své vůli), nakl. Čs spisovatel Praha
- 1958 – Kavárna Union (editor sborníku vzpomínek pamětníků), Nakladatelství československých výtvarných umělců
- 1959 – Současné čínské malířství (A. Hoffmeister, L. Hájek, E. Rychterová), Nakladatelství československých výtvarných umělců
- 1959 – Lety proti slunci (2. svazek výboru z díla, obsahuje Pohlednice z Číny, Vyhlídka s pyramid, Made in Japan), nakl. Čs spisovatel Praha
- 1961 – Poezie a karikatura (výbor z Hoffmeisterových úvah o karikatuře z let 1929–1960)
- 1961 – Pozdrav Picassovi (I. Erenburg, A. Hoffmeister), SNKLU, Praha
- 1961 – O Nezvalovi, Československý spisovatel, Praha
- 1962 – Předobrazy – 4. svazek výboru z díla s předmluvou o Devětsilu, 297 s., ilustrace Zdenek Seydl, Adolf Hoffmeister, Československý spisovatel Praha
- 1964 – Mrakodrapy v pralese, 232 s., Československý spisovatel Praha
- 1965 – Čas se nevrací! , Čs. spisovatel Praha
- 1966 – Idu po zemle, ilustrovaný výběr ze všech Hoffmeisterových knih, nakl. Progres, Moskva
- 1967 – Paříž & okolí, 220 s., Československý spisovatel, Praha
- 1968 – Historie povstání jedněch proti druhým, povídka, poprvé vydáno 1930 v antologii Víno
- 1988 – Podoby & předobrazy, ilustrovaný výběr fejetonů a esejů, Československý spisovatel Praha

### Divadelní hry
- 1921 Bezejmenná jednoaktovka, provedená v Piešťanech
- 1922 jednoaktovka Mrtvý na ulici (otištěno v čas. Divadlo II, č. 20)
- 1927 Nevěsta (veselohra), Passepartout, Park, Trestanec (krátké balety), nakl. Odeon J. Fromka
- 1932 Zpívající Benátky (knižně Melantrich, 1946)
- 1933 Svět za mřížemi, Osvobozené divadlo (autorský podíl na libretu a výpravě)
- 1933 Mír (podle Aristofana), protiválečná komedie, zakázaná cenzurou, provedena až roku 1964, vydána knižně 1963
- 1935 Mládí ve hře, text vyšel v programu divadla D 35
- 1942 Slepcova píšťalka aneb Lidice
- 1949 Zpívající Benátky, komedie o třech dějstvích, dle Goldoniho Kavárničky, Melantrich
- 1963 Hry a protihry (Zpívající Benátky; Trhanec aneb Král Hladomor; Brundibár; Slepcova píšťalka aneb Lidice) Orbis, Praha 1963.
- 1963 Hry z avantgardy (Nevěsta; Park; Passepartout; Trestanec; Mládí ve hře; Osvobozené divadlo) Mír, Orbis, Praha 1963
- 1970 Řecká tragédie
- 1971 Poprava, 1973 Pissoir, vydala jako společnou publikaci Dilia, 1990
- 1993, 1998 Brundibár, dětská opera (poprvé uvedeno roku 1943 v Terezíně, tiskem až po roce 1989, jako komics 2003)

### Výběry kreseb vydané tiskem
- Podoby (Visages), SVU Mánes Praha, 1934
- Šarži (Podoby), nakl. Krokodil, Moskva 1935
- Jesters in Earnest, John Murray, London 1944
- Kreslíř Adolf Hoffmeister (úvod Voskovec a Werich, texty Vailland, Soupault, aj., grafická úprava Zdeněk Sklenář), vydal SVU Mánes a Melantrich, Praha 1948
- Podoby, Výbor z díla Adolfa Hoffmeistra ; sv. 3., 395 s., Československý spisovatel Praha 1961
- Visages écrits et dessinés (s úvodem Jeana Effela), Paříž 1964
- Výtvarné dílo Adolfa Hoffmeistera (úvod Miroslav Lamač), 204 s., Nakladatelství československých výtvarných umělců, Praha 1966
- Adolf Hoffmeister: Visages & collages. Œuvres des annés 1926–1973, Galerie le Minotaure, Paříž 2006

### Ilustrace (výběr)
- Anarchista Čtvrtek (G.K. Chesterton ; přeložil Jiří Foustka), Ladislav Kuncíř, Praha 1928
- Klub podivných živností (G.K. Chesterton, přeložil Jiří Foustka), Ladislav Kuncíř, Praha 1928
- 10 HP (Ilja Erenburg, překlad V. Koenig), Ot. Štorch-Marien, Praha 1930
- Podivuhodný kouzelník (Vítězslav Nezval, úvodní esej napsal, svazek uspořádal a životopisnými a bibliografickými daty opatřil Milan Kundera),  Československý spisovatel, Praha 1963
- První lidé na Měsíci (Herbert George Wells, přeložila Dagmar Knittlová), SNKLU, Praha 1964
- Zlato (Blais Cendrars), SNKL Praha 1964
- Žirafa nebo tulipán? (Miloš Macourek), Mladá fronta, Praha 1964
- Filatelistické povídky (František Langer), Čs. spisovatel Praha 1964
- Pohádky Jiřího Wolkera, SNDK Praha 1964
- Generace, texty rozhovorů A.J. Liehm, ilustrace Adolf Hoffmeister, 466 s., původně pro nakl. Čs spisovatel 1969, vyšlo v nakl. Index, Köln 1988, Československý spisovatel, Praha 1990

### Filmografie
- 1957 Stvoření světa (textař)
- 1966 Dýmky (literární spolupráce na povídce Dýmka lordova)
- 1969 Nevesta (slov. TV film, autor námětu)
- 1970 Osudy malého námořníčka (autor námětu a scénáře, výtvarník)
- 1970 Růženko, spíte sama? (Autor námětu TV inscenace podle divadelní hry Nevěsta)

## Ocenění
- V roce 1967 byl jmenován národním umělcem